# Attentat de Lockerbie
Vol Pan Am 103
Vous lisez un « article de qualité » labellisé en 2021.
Le 21 décembre 1988, un Boeing 747 effectuant le vol Pan Am 103, entre Londres et New York, se disloque au-dessus du village de Lockerbie, dans le Dumfries and Galloway, en Écosse, après l'explosion d'une bombe à bord. D'importantes sections de l'avion s'écrasent sur plusieurs rues résidentielles. L'attentat fait de nombreuses victimes : 243 passagers, seize membres d'équipage, ainsi que onze habitants du village. Connu sous le nom d'attentat de Lockerbie, il est l'attaque terroriste la plus meurtrière de l'histoire du Royaume-Uni.
À la suite d'une enquête conjointe de trois ans menée par la police locale et le Federal Bureau of Investigation (FBI) des États-Unis, des mandats d'arrêt sont émis contre deux ressortissants libyens. En 1999, le dirigeant libyen Mouammar Kadhafi remet les deux hommes à la justice après de longues négociations et des sanctions de l'Organisation des Nations unies (ONU). En 2001, Abdelbaset al-Megrahi, officier du renseignement libyen, est emprisonné à perpétuité après avoir été reconnu coupable de 270 chefs d'accusation de meurtre. Le second accusé, Lamin Khalifah Fhimah, est quant à lui acquitté par la justice écossaise, faute de preuves suffisantes établissant son implication. En 2009, Megrahi est libéré par le gouvernement écossais en raison de son cancer de la prostate. Il meurt en 2012, seule personne à avoir été condamnée pour l'attentat.
En 2003, Kadhafi accepte d'assumer la responsabilité de l'attaque tout en affirmant ne pas en être à l'origine, et verse des indemnités aux familles des victimes. Cette reconnaissance s'inscrit dans une série de conditions énoncées par l'ONU afin de permettre la levée des sanctions internationales contre la Libye. Cependant, l'affaire reste entourée de nombreuses zones d'ombre, notamment concernant l’éventuelle implication d’autres acteurs. Certaines théories avancent un rôle de l'Iran, qui aurait commandité l'attentat en représailles à la destruction du vol Iran Air 655 par les États-Unis en juillet 1988, ou encore la participation de groupes palestiniens dans l’exécution de l’opération.
À la suite de l'identification de nouveaux suspects en 2015, les États-Unis annoncent, à l'occasion du 32e anniversaire de l'attentat en 2020, la mise en accusation d’Abu Agila Mohammad Masud, un ancien officier du renseignement libyen détenu en Libye, qu'ils soupçonnent d'avoir construit la bombe à l'origine de l'attentat. Celui-ci est extradé puis placé en détention aux États-Unis en 2022.

## Avion et équipage

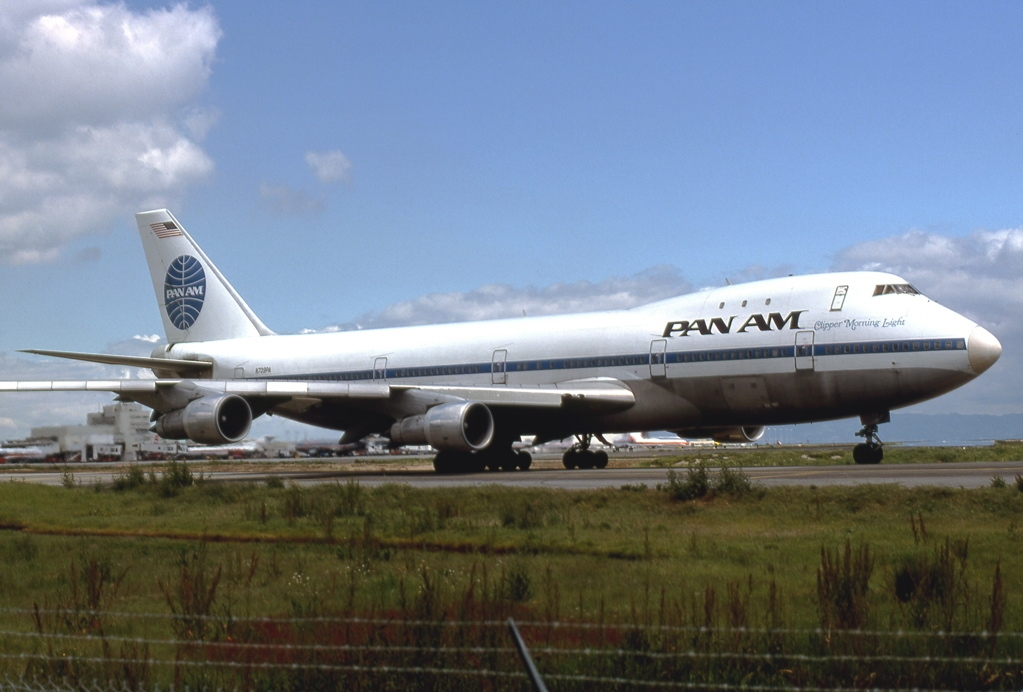
L'avion impliqué, sous son appellation initiale Clipper Morning Light, à l'aéroport international de San Francisco en 1978.

L'avion impliqué est un Boeing 747-121 immatriculé N739PA, baptisé Clipper Maid of the Seas après 1979,. Initialement connu sous l'appellation Clipper Morning Light, il s'agit du 15e Boeing 747 construit et livré en février 1970, moins d'un mois après l'entrée en service du premier 747 avec la Pan American World Airways,,,. En 1978, sous son appellation d’origine, il apparaît dans Conquering the Atlantic, le quatrième épisode de la série documentaire de la BBC Diamonds in the Sky. Propulsé par quatre turboréacteurs Pratt & Whitney JT9D-7A, il cumule 72 464 heures de vol au moment de l'attentat. Sa dernière visite de maintenance remonte au 27 novembre, trois semaines avant l'attaque, tandis que sa visite de type C, une inspection annuelle approfondie, est réalisée deux mois plus tôt, le 27 septembre. Selon le rapport de l'Air Accidents Investigation Branch (AAIB), l'avion se trouve « en conformité avec les exigences ».
Le commandant de bord, James B. MacQuarrie, âgé de 55 ans, compte plus de 10 900 heures de vol, dont plus de 4 100 sur 747. L'officier pilote de ligne, Raymond R. Wagner, âgé de 52 ans, cumule un total de 11 855 heures de vol, dont plus de 5 500 sur 747. Enfin, le mécanicien navigant, Jerry D. Avritt, âgé de 46 ans, totalise plus de 8 060 heures de vol, dont près de 490 sur 747. L'AAIB résume que « l'équipage était dûment autorisé et médicalement apte à effectuer le vol ».
En plus des trois pilotes, treize membres de l'équipage de cabine sont présents à bord et « répondaient tous aux compétences de l'entreprise et aux exigences médicales »,,.

## Déroulement du vol

### Départ

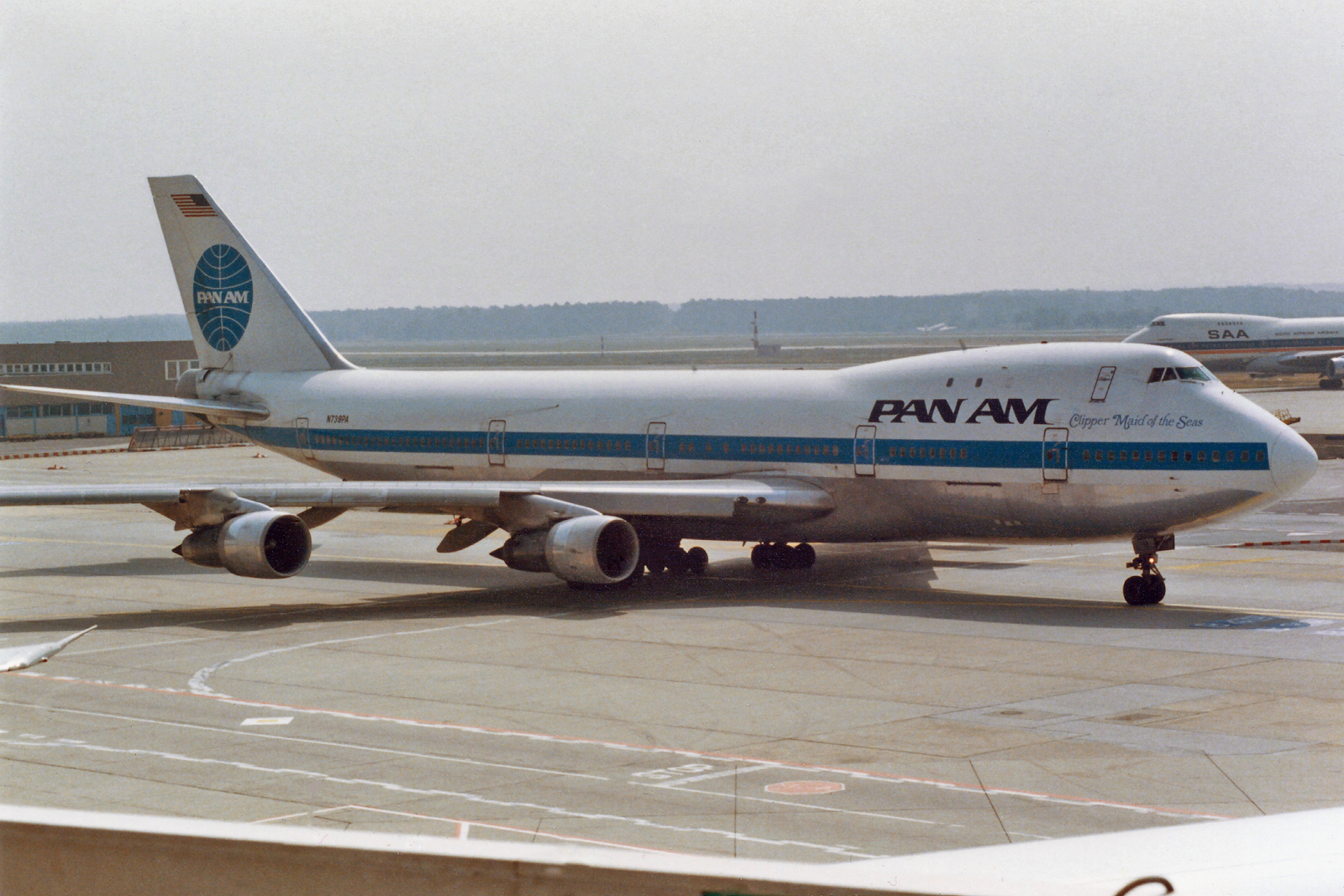
Le Clipper Maid of the Seas à l'aéroport de Francfort-sur-le-Main en 1986.

Le vol Pan Am 103 effectue la liaison de Francfort, en Allemagne de l’Ouest, jusqu'à Détroit, aux États-Unis, via Londres et New York. Comme de nombreuses compagnies aériennes à l’époque, Pan Am a pour habitude de changer de type d’appareil pour la même relation, en fonction des escales, tout en conservant le même numéro de vol. Ainsi, le vol 103 commence de Francfort à Londres avec un Boeing 727, et la traversée transatlantique de la relation se déroule à bord d'un Boeing 747. On pouvait réserver pour la totalité du trajet (Francfort-Détroit) ou seulement pour une partie, par exemple Londres-New York.
Le 21 décembre 1988, au terminal 3 de l'aéroport de Londres-Heathrow, les passagers et leurs bagages en provenance de Francfort ainsi que d’autres voyageurs partant de Londres, prennent place à bord du Clipper Maid of the Seas. L'appareil arrivait de Los Angeles et avait fait escale à San Francisco, aux États-Unis.
L'avion quitte le terminal à 18 h 4 UTC, quatre minutes après son horaire prévu, puis décolle de la piste 27 droite (27R) à 18 h 25, en route pour l'aéroport international de New York - John-F.-Kennedy, puis l'aéroport métropolitain de Détroit, aux États-Unis. L'avion prend une direction nord, cap 350°, puis atteint 6 000 pieds d'altitude (1 830 mètres) au-dessus du village de Bovingdon, près de Hemel Hempstead, à environ quarante kilomètres au nord-ouest de Londres. À ce moment-là, les pilotes sont autorisés à monter initialement à 12 000 pieds (3 660 mètres), puis à 31 000 pieds (9 450 mètres), altitude atteinte par l'avion à 18 h 56, trente-et-une minutes après le décollage.

### Disparition du contact radar
À 19 h 1, le Clipper Maid of the Seas s'approche du golfe de Solway, puis le traverse à 19 h 2. L'avion vole à 31 000 pieds sur un cap à 316°, à une vitesse sol de 434 nœuds (804 km/h). À 19 h 2 min 44 s, le centre de contrôle océanique de Shanwick, situé à Prestwick, en Écosse, autorise les pilotes à traverser l'Atlantique, mais aucune réponse ne lui parvient,. Au même moment, l'avion disparaît du radar secondaire du contrôleur aérien, tandis que plusieurs échos correspondant à de grandes sections de débris apparaissent sur le radar primaire. Le contrôleur tente à plusieurs reprises d'entrer en contact avec les pilotes, sans succès. Dans le même temps, un bruit fort est enregistré sur l'enregistreur phonique du poste de pilotage (CVR), juste avant son interruption à 19 h 2 min 50 s. Quelques instants plus tard, un pilote de British Airways, aux commandes d'un vol Londres-Glasgow, se trouvant près de Carlisle, signale aux autorités écossaises la présence d'un important incendie au sol.

### Désintégration

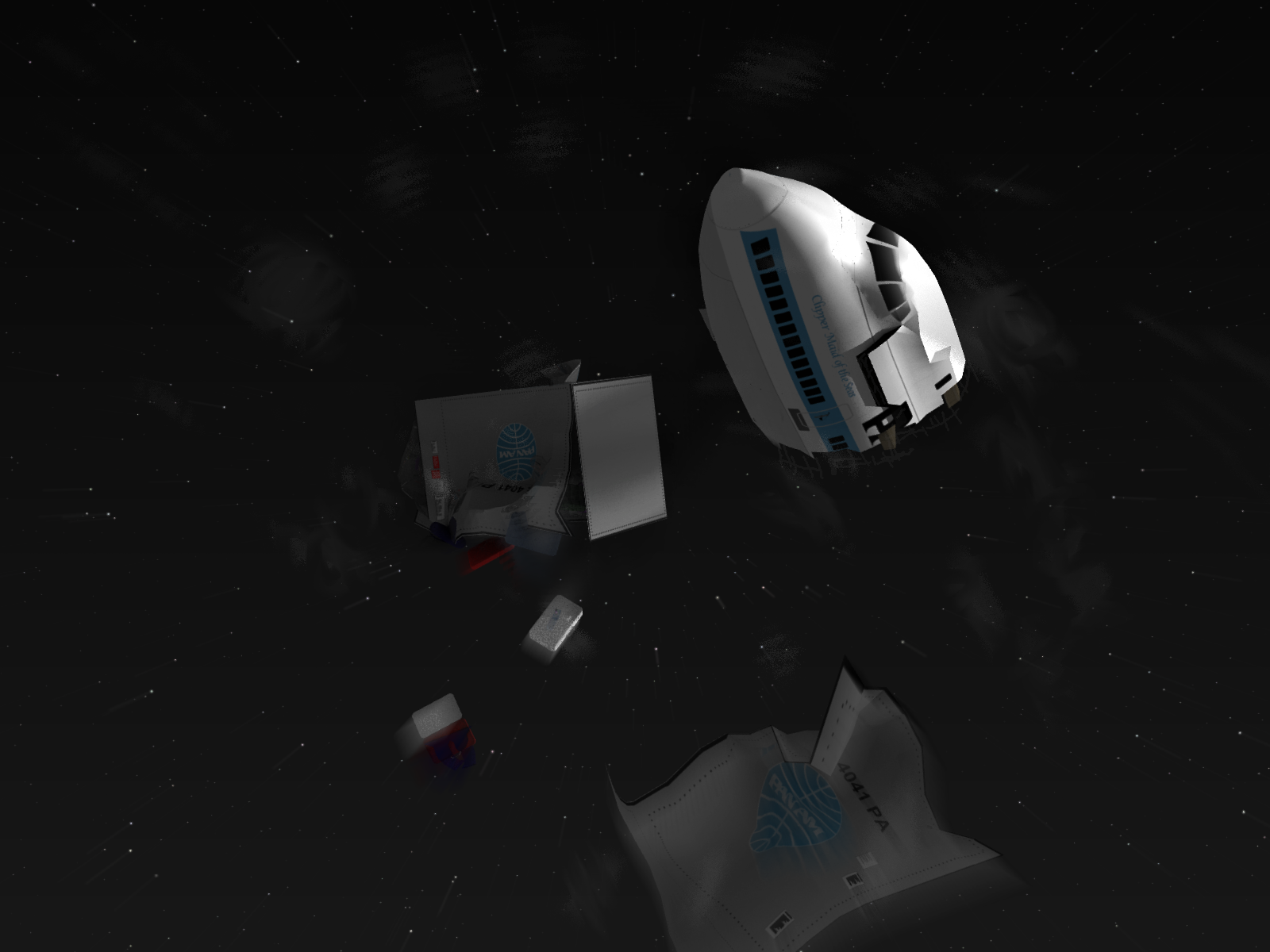
Illustration d'artiste de la section avant du Clipper Maid of the Seas après la désintégration.

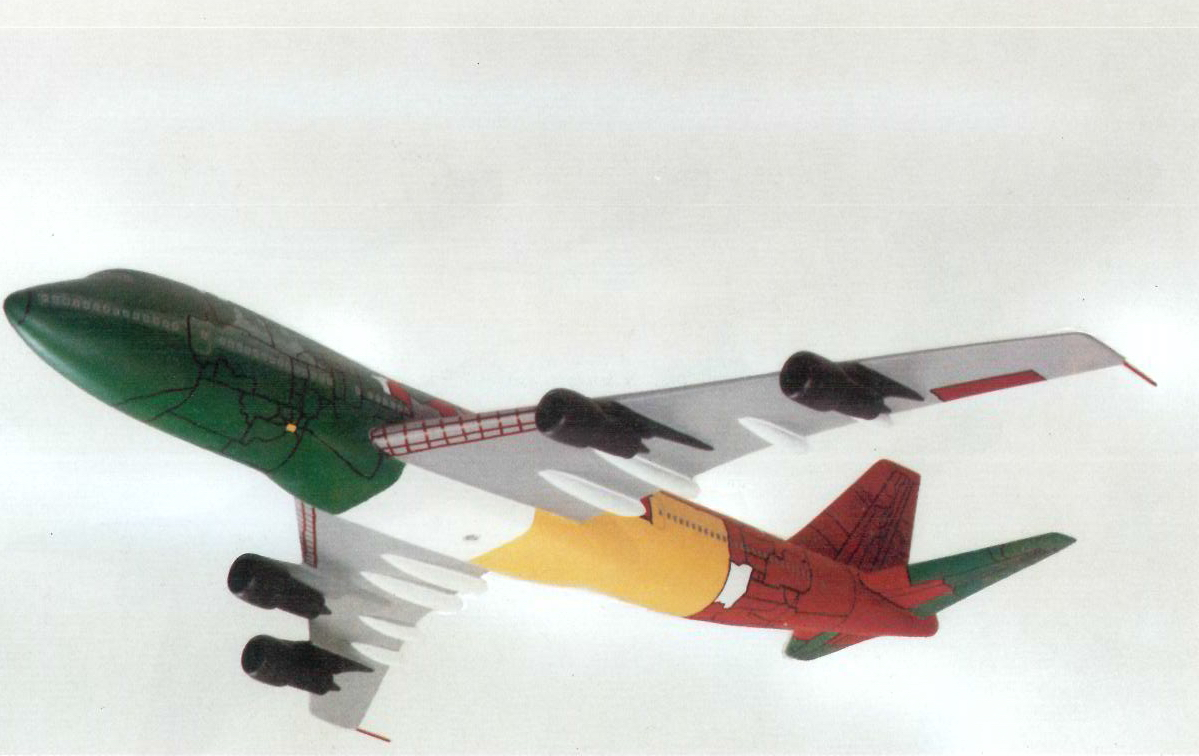
Modèle de l'AAIB montrant les lignes de fracture du fuselage, de l'empennage et des ailes, ainsi que les emplacements des débris au sol :
Sentier d'épave est
Sentier d'épave nord
Cratère d'impact (quartier de Sherwood)
Quartier de Rosebank
Non récupéré / non identifié

L'explosion perce un trou d'environ cinquante centimètres de diamètre sur le côté avant gauche du fuselage. L'effet de la déflagration se retrouve amplifié par l'importante différence de pression entre l'intérieur et l'extérieur, provoquant une soudaine décompression incontrôlée. Quelques instants après la détonation, la section avant de l'avion ne tient plus au reste de l'appareil que par la rangée de hublots (correspondant à la ligne bleue sur la livrée de Pan Am), ainsi que par la structure de la paroi de la cabine située juste au-dessus et en dessous des hublots. Par la suite, la partie principale du fuselage, située derrière la section avant, subit un brusque changement d'assiette en piqué et un roulis vers la gauche. Ce mouvement provoque la rupture de la rangée de hublots sur le côté gauche sous l'effet des contraintes de torsion et de flexion. La section avant dévie alors vers la droite avant de se détacher complètement de la structure au niveau de la deuxième porte passagers. Quelques instants plus tard, la partie inférieure du nez percute le moteur no 3, provoquant son arrachement de sa nacelle. Ainsi, selon les enquêteurs de l'Air Accidents Investigation Branch (AAIB), « la séparation du fuselage s'est […] achevée dans les trois secondes suivant l'explosion ».
Au cours de la descente, des débris de la section avant percutent l'empennage, provoquant sa destruction partielle. Le fuselage continue ensuite à descendre jusqu'à 19 000 pieds (5 790 mètres), puis entame un piqué presque vertical, au cours duquel les ailes et les trois moteurs restants se détachent de la structure principale,.

### Impact avec le sol
Des habitants de Lockerbie, dans le Dumfries and Galloway, en Écosse, rapportent que, peu après 19 heures, « un bruit de grondement semblable à celui du tonnerre a rapidement augmenté jusqu'à devenir assourdissant, comme le rugissement d'un moteur à réaction en marche. Le bruit semblait provenir d'un objet semblable à une météorite qui traînait une flamme et est tombé dans la partie nord-est de la ville »,. Le fuselage arrière, des parties de la soute à bagages et trois trains d'atterrissage tombent dans le quartier de Rosebank, dans le centre de Lockerbie,,. La structure principale de l'aile s'écrase dans le quartier de Sherwood, laissant un important cratère d'impact où se trouvaient plusieurs maisons. Les 91 000 kilogrammes de carburéacteur enflammé par l'impact déclenchent des incendies qui détruisent plusieurs maisons supplémentaires,. Le British Geological Survey, situé à vingt-trois kilomètres, enregistre un événement sismique à 19 h 3 min 36 s mesurant 1,6 sur l'échelle de magnitude de moment, qui est attribué à l'impact.
La section avant, notamment composée du poste de pilotage ainsi que du train d'atterrissage avant, s'écrase sur une colline, près de l'église de Tundergarth, à environ quatre kilomètres à l'est du centre-ville de Lockerbie. Au moment de la désintégration, les vents en altitude soufflant depuis l'ouest à 115 nœuds (213 km/h) entraînent une grande dispersion des débris, les plus légers étant emportés jusqu'à la côte est du Royaume-Uni sur une distance de 130 kilomètres, aussi loin que la mer du Nord.

## Victimes

### Passagers et équipage
Les 243 passagers et seize membres d'équipage sont tués, ainsi que onze résidents de Lockerbie,. Au total, sur les 270 décès, 189 sont des citoyens américains et quarante-trois des citoyens britanniques. Dix-neuf autres nationalités sont représentées, avec quatre passagers ou moins par pays,. Trente-cinq des passagers étaient des étudiants de l'université de Syracuse, dans l'État de New York, aux États-Unis, qui participaient à un programme d'échange et rentraient chez eux pour Noël après un semestre à Londres,.

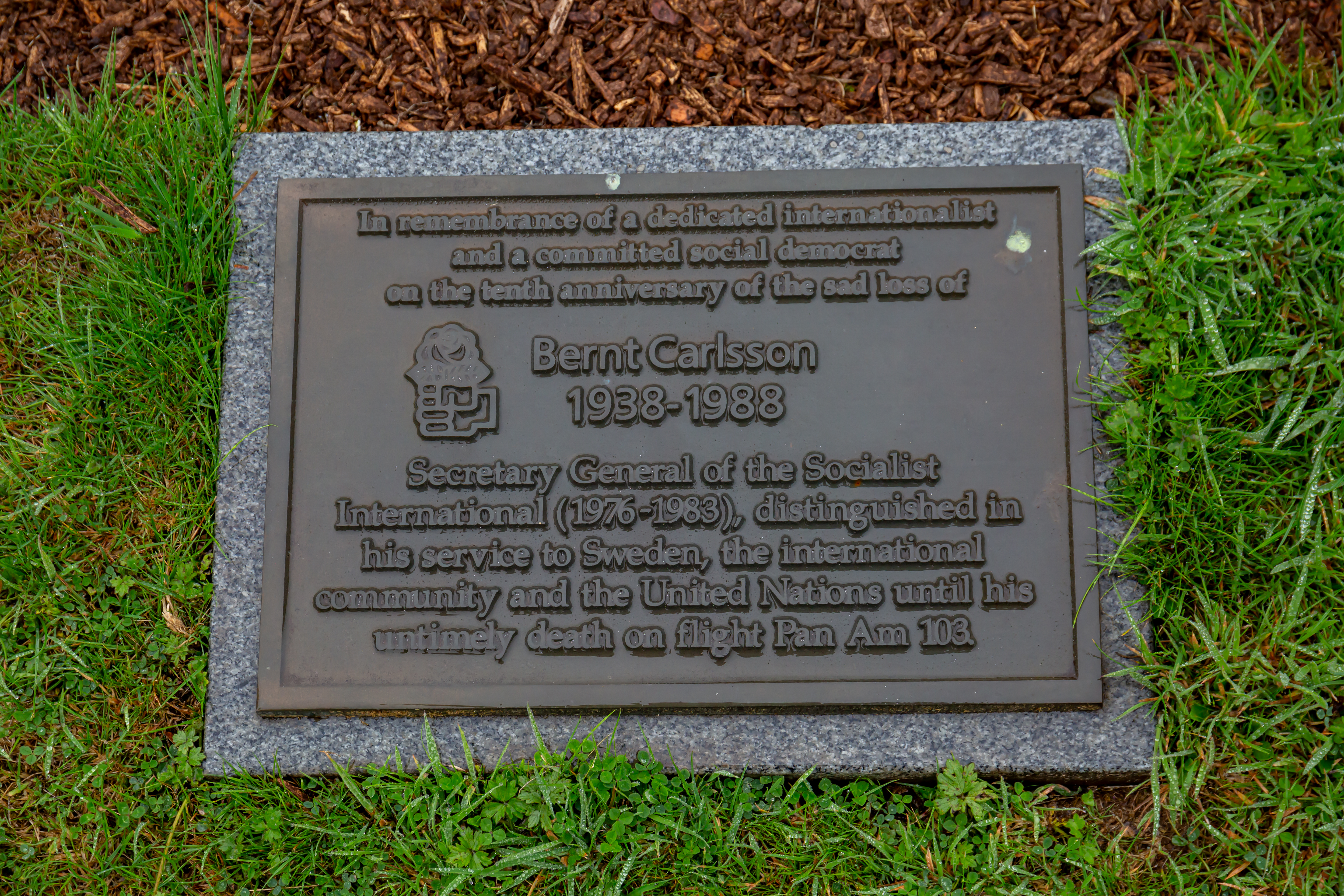
Plaque commémorative au cimetière de Dryfesdale, à Lockerbie, dédiée à Bernt Carlsson.

Parmi les passagers figure également le commissaire de l'ONU pour la Namibie (alors Sud-Ouest africain) Bernt Carlsson, qui devait assister à la signature des accords de New York pour l'indépendance de la Namibie au siège des Nations unies le lendemain. Le navigateur olympique irlandais Peter Dix (en), ainsi que le musicien de rock Paul Jeffreys (en) étaient également à bord,. Matthew Gannon (en), chef adjoint du poste de la Central Intelligence Agency (CIA) à Beyrouth, au Liban, voyageait aux côtés d'un groupe de spécialistes américains du renseignement,. Leur présence a donné lieu à des théories du complot, selon lesquelles un ou plusieurs d'entre eux auraient été visés.
Un 244e passager, Jaswant Basuta, aurait dû se trouver à bord, mais étant resté dans un bar de l'aéroport avec des membres de sa famille, il rate l'embarquement de quelques minutes seulement. Lorsqu'il se présente à la porte, il aperçoit l'avion derrière les vitres du terminal, en plein repoussage sur le tarmac. Après l'attentat, il est rapidement mis hors de cause par la police,.

### Résidents de Lockerbie
Onze résidents de Lockerbie dans le quartier de Sherwood sont tués lorsqu'une section de l'aile frappe une maison au 13 Sherwood Crescent à plus de 800 km/h et explose en créant un cratère de quarante-sept mètres de long et d'un volume de 560 m3. La propriété est complètement détruite et ses deux occupants sont tués sur le coup. Leurs corps n'ont jamais été retrouvés,. Plusieurs autres maisons, avec leurs fondations, sont directement détruites par l'impact, tandis que vingt-et-une autres, trop endommagées, doivent finalement être démolies,.

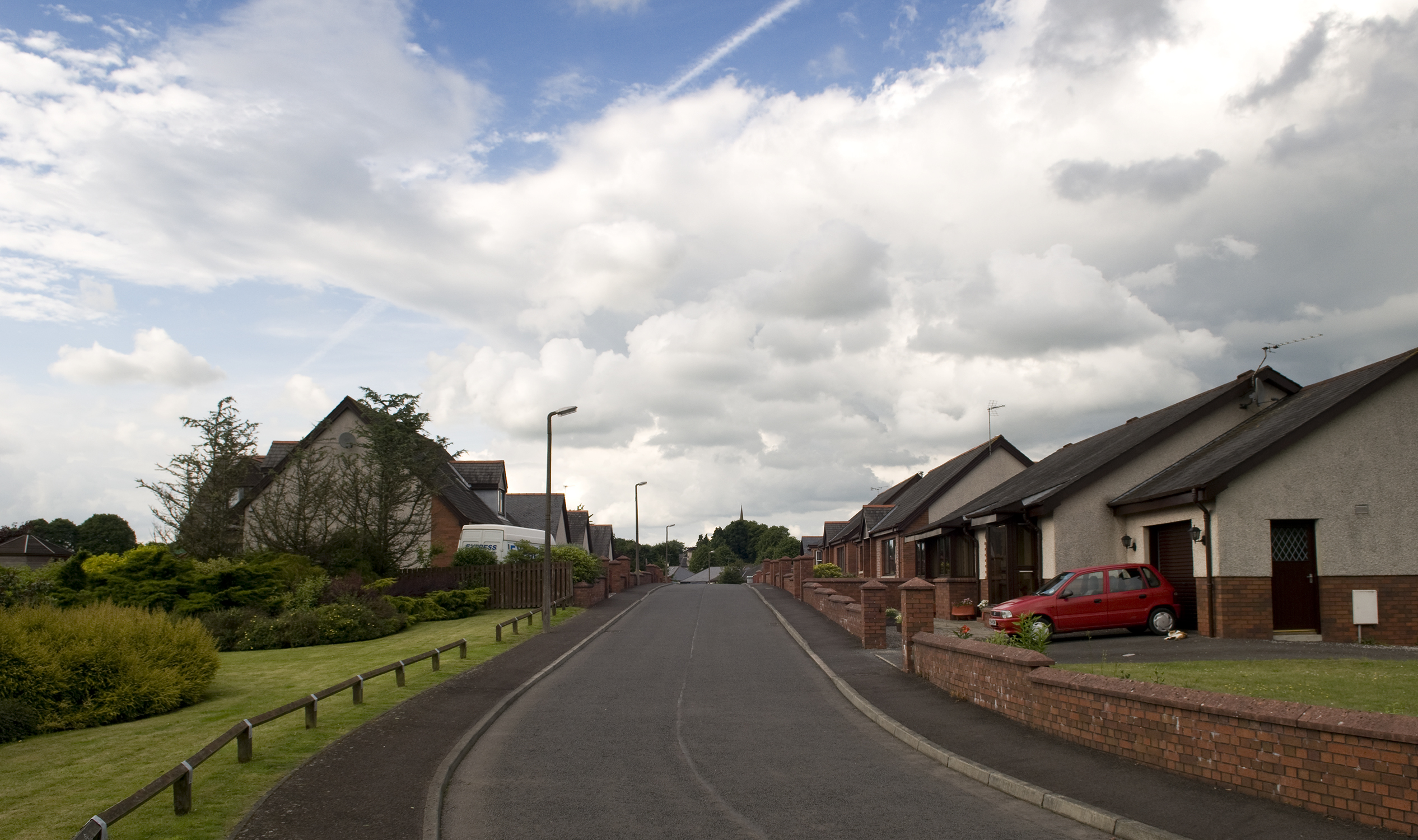
Le quartier de Sherwood, à Lockerbie, en 2008.

Une famille de quatre personnes, dont deux enfants de dix et treize ans, meurt dans l'explosion de leur maison au 15 Sherwood Crescent,. Au 16 Sherwood Crescent, un couple et leur fille de dix ans sont également tués,,. Parmi les autres victimes à Lockerbie figurent deux personnes âgées de 81 et 82 ans, résidant respectivement aux numéros 11 et 14 du quartier de Sherwood. Les corps des deux enfants au 15 Sherwood Crescent et des deux parents au no 16 n'ont jamais été retrouvés,,,.
Bien que leurs gouvernements respectifs leur aient conseillé de ne pas se rendre sur place, de nombreux proches des victimes, dont la plupart proviennent des États-Unis, arrivent en quelques jours à Lockerbie afin d'identifier les corps. Des volontaires de la ville installent et assurent le fonctionnement de cantines ouvertes 24 heures sur 24, offrant aux parents, soldats, policiers et travailleurs sociaux des sandwichs gratuits, des repas chauds, du café, ainsi qu'un soutien émotionnel,. Par la suite, des habitants de la ville nettoient, sèchent et repassent tous les vêtements récupérés dans les débris, une fois déterminé qu'ils ne possèdent aucune valeur médico-légale, afin de restituer un maximum d'articles aux familles des victimes. À l'occasion du 10e anniversaire de l'attentat, le correspondant de la BBC en Écosse, Andrew Cassell, rapporte que les habitants de la ville ont « ouvert leur maison et leur cœur » aux proches des victimes, affrontant leurs propres pertes « avec stoïcisme et une immense dignité », et que les liens tissés perdurent à ce jour.

## Enquête technique

### Premières constatations

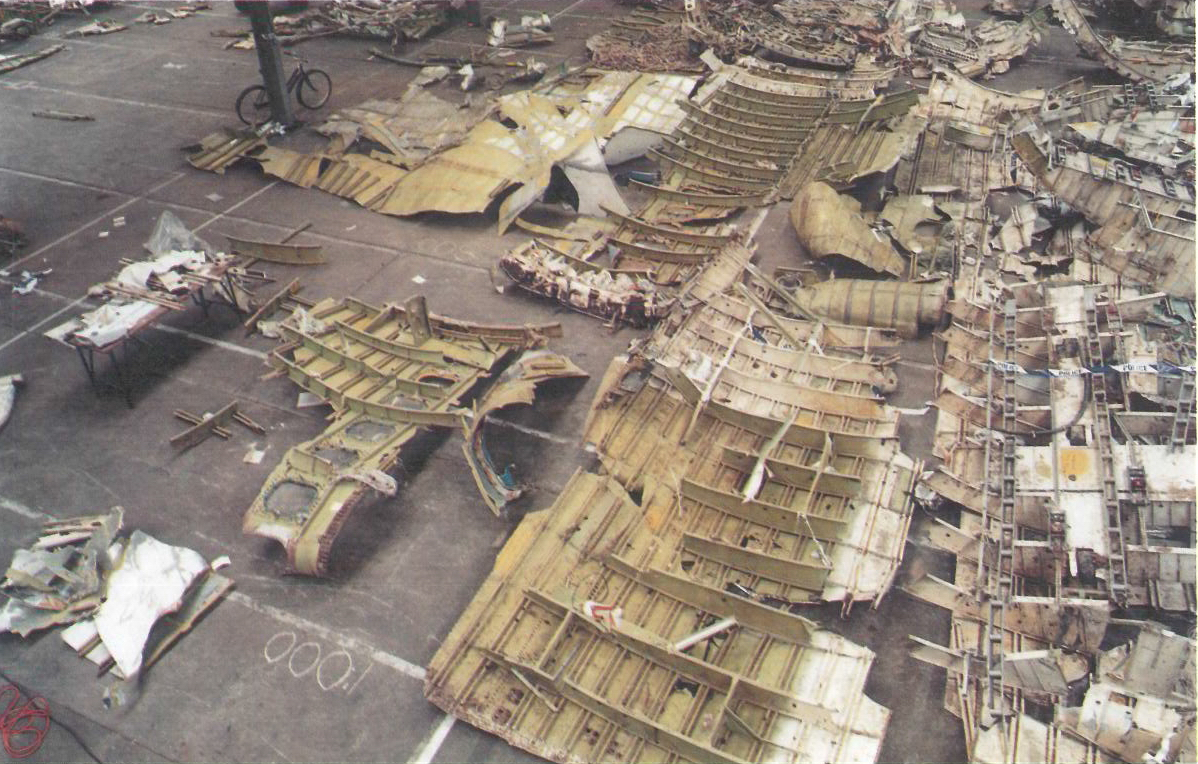
Plusieurs milliers de débris sont récupérés, puis transportés dans un hangar près de Longtown, à environ trente kilomètres de Lockerbie.

L'Air Accidents Investigation Branch (AAIB), responsable des enquêtes sur les accidents aériens au Royaume-Uni, est informée de l'accident à 19 h 40 le 21 décembre 1988, environ quarante minutes après l'explosion. Vingt enquêteurs, ainsi que du personnel provenant du Royaume-Uni, des États-Unis, de France et du Canada participent à l'enquête.
L'enquête initiale sur le site, menée par la Dumfries and Galloway Constabulary, à l'époque la plus petite force de police continentale du Royaume-Uni, avec une vingtaine d'agents affectés à la région de Lockerbie, mobilise de nombreux vols en hélicoptère, l'analyse d'images satellite, ainsi qu'une fouille de la zone par la police et l'armée,,. La dispersion de l'épave s'étendant sur près de 2 200 km2, les enquêteurs se retrouvent confrontés à un immense puzzle pour reconstituer l'avion,. Au total, plus de quatre millions de morceaux d'épave sont collectés,,,.
L'enregistreur phonique du poste de pilotage (CVR) ainsi que l'enregistreur de données de vol (FDR) sont retrouvés dans un champ dans les quinze heures suivant l'accident. Le rapport de l'AAIB indique que « le décodage […] des données du vol a révélé qu'aucun comportement anormal des capteurs n'a été enregistré et que l'enregistreur s'est simplement arrêté à 19 h 2 min 50 s ». D'un autre côté, l'analyse du CVR, d'une capacité d'enregistrement de trente minutes, révèle qu'un bruit sourd suivi d'un sifflement de quelques millisecondes a été perçu au moment de la destruction des câbles de communication de l'avion.

### Fuselage

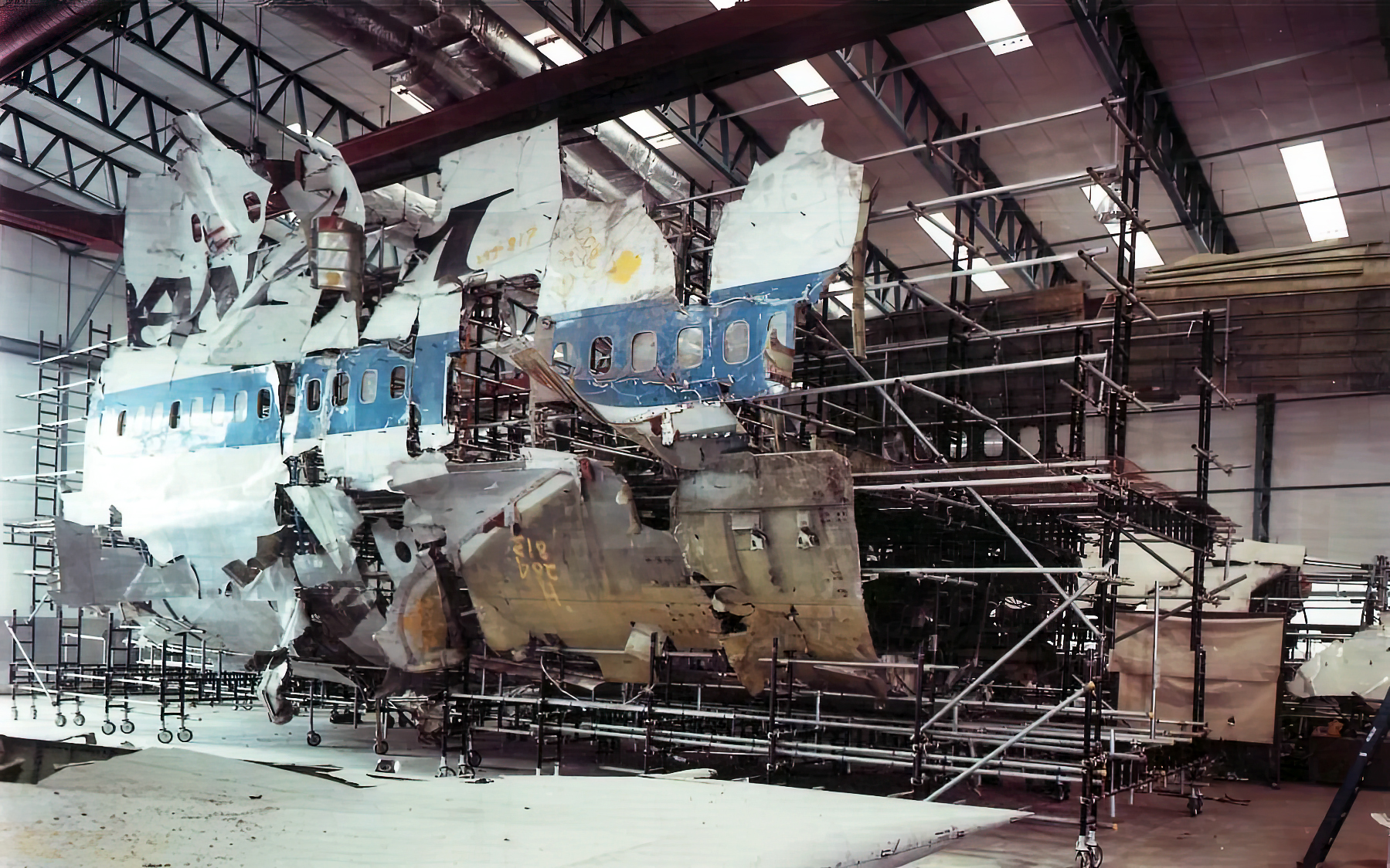
Reconstruction en trois dimensions du fuselage avant.

Après la récupération des premiers débris, les enquêteurs commencent un travail d'analyse afin d'expliquer la désintégration en vol, notamment sur la plus grande partie récupérée, constituée de la section avant avec le poste de pilotage,. L'AAIB précise que « l'examen des bords déchirés […] du revêtement du fuselage n'a pas indiqué la présence de défauts préexistants de structure ou de matériaux qui auraient pu expliquer la séparation de cette section. […] L'état des commandes et des interrupteurs dans le poste de pilotage correspondait à un fonctionnement normal en vol de croisière. Rien n'indique que l'équipage a tenté de réagir à une décompression rapide, à une perte de contrôle ou que des préparatifs d'urgence ont été mis en œuvre ». Ainsi, l'AAIB conclut qu'aucune défaillance ni aucun dysfonctionnement de l'avion n'ont contribué à l'accident.
Environ 90 % des débris de l'avion sont retrouvés, identifiés, puis assemblés dans une reconstitution à plat, tandis que la soute à bagages avant est incorporée dans une reconstruction en trois dimensions. Tous les débris récupérés sont d'abord transportés dans un hangar à Longtown, dans le comté de Cumbria, à environ trente kilomètres au sud-est de Lockerbie. Certaines pièces sont ensuite déplacées au siège de l'AAIB, à l'aéroport de Farnborough, dans le Hampshire, pour une reconstruction partielle du fuselage du Boeing 747.

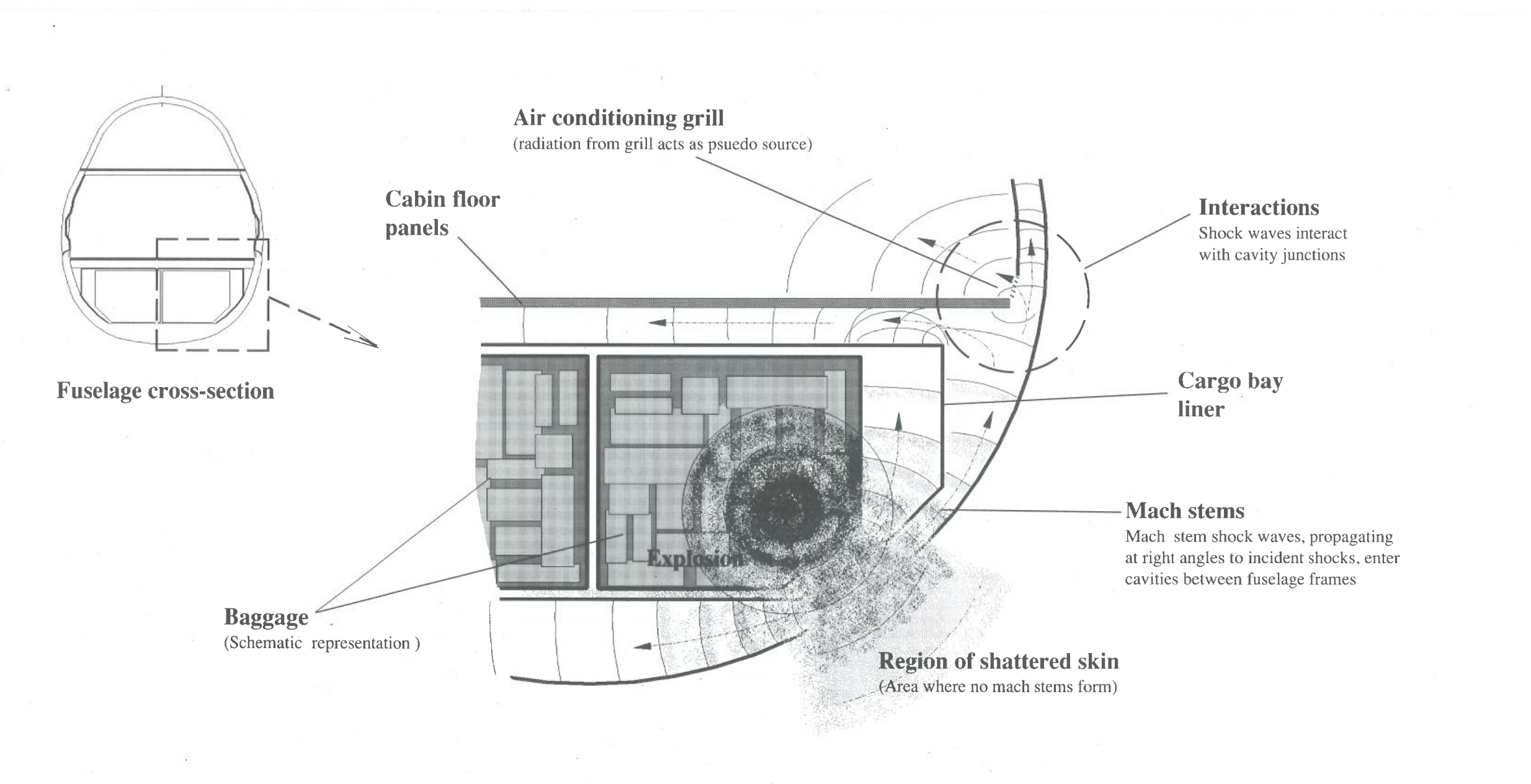
Schéma en coupe de l'explosion à l'intérieur de la soute à bagages avant, représentant notamment les ondes de choc (en anglais).

Le 28 décembre 1988, une semaine après la catastrophe, de nouvelles preuves et analyses permettent d'écarter toute cause accidentelle et révèlent la présence de traces d'une explosion sur le côté gauche de la section avant de l'appareil,,. La reconstitution de l'épave révèle qu'« une petite section de la structure […] a clairement été pulvérisée et perforée par des débris projetés directement depuis une explosion, dont l'épicentre se situait juste à l'intérieur de cet emplacement. Les matériaux provenant de cette zone […] ont été en grande partie réduits en minuscules fragments, dont seuls quelques-uns ont pu être récupérés ». De plus, autour de la zone de fragmentation, plusieurs grands morceaux de fuselage déchirés se disposent en un motif caractéristique de fracture en forme d'étoile. L'examen des dépôts de suie sur les matériaux de cette zone confirme la présence de résidus d'explosifs,.

### Soute à bagages

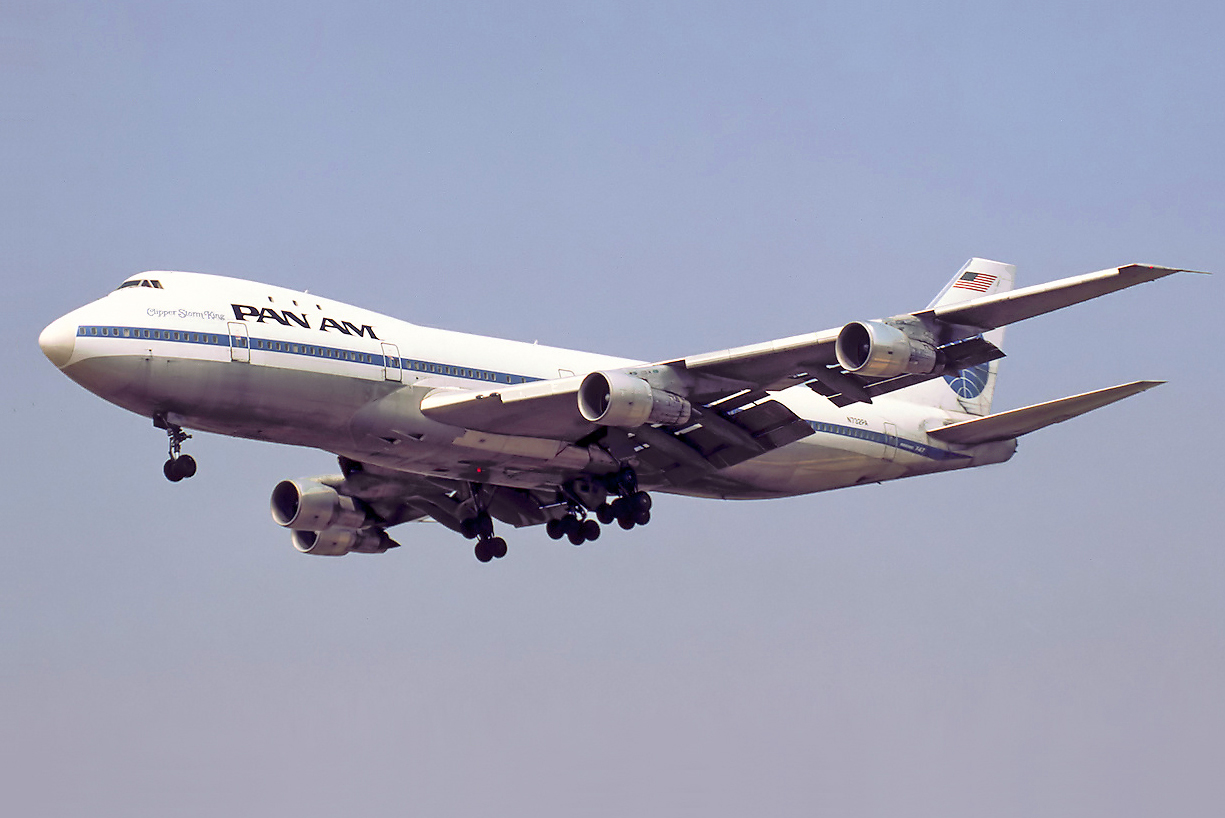
Un Boeing 747 de Pan Am, similaire à celui impliqué dans l'attentat. L'explosion s'est produite dans la soute à bagages, située du côté inférieur gauche du fuselage, entre les deux portes passagers avant.

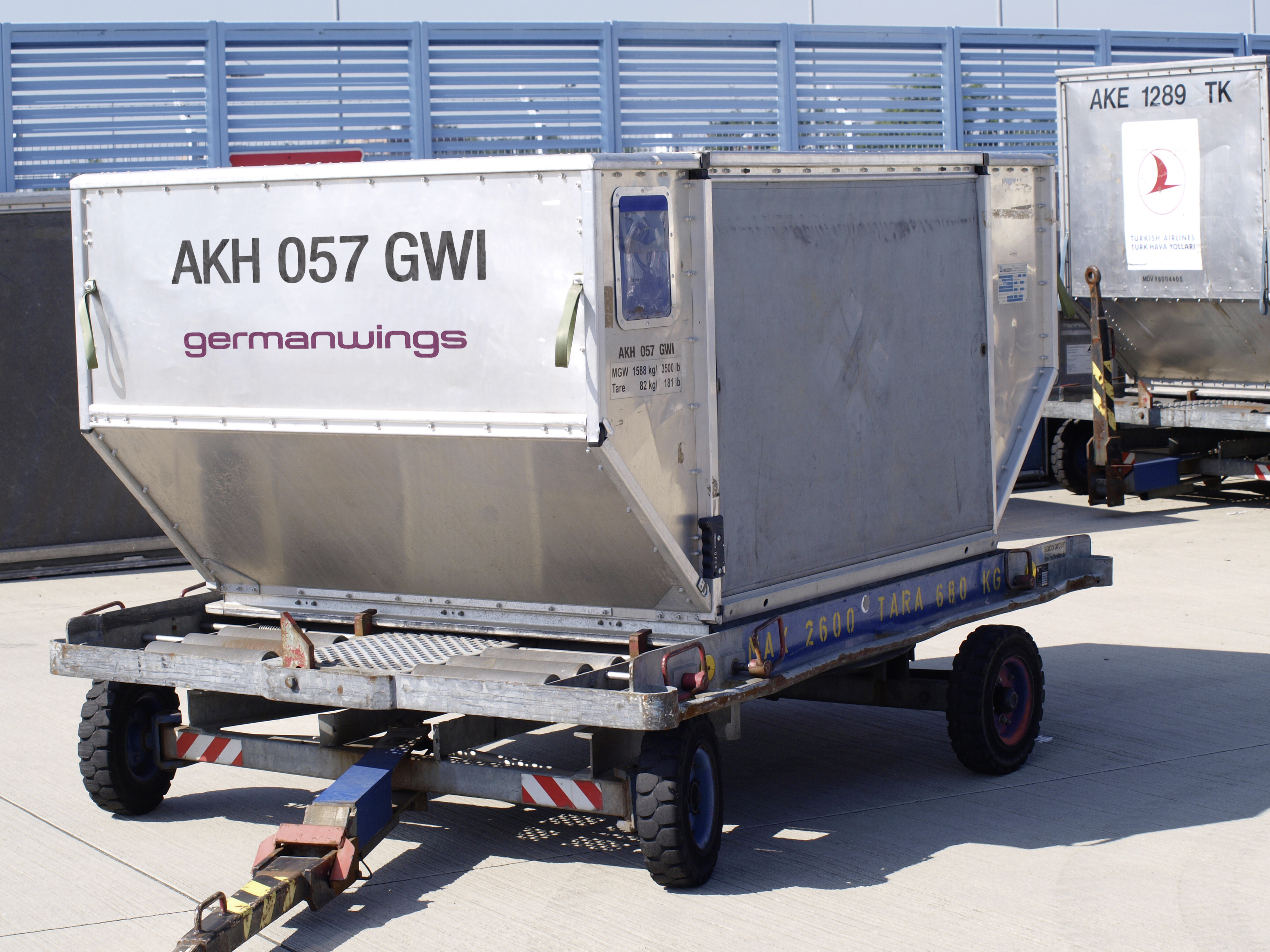
Un conteneur à bagages de type LD3 à pan coupé, similaire à ceux utilisés lors du chargement du vol 103.

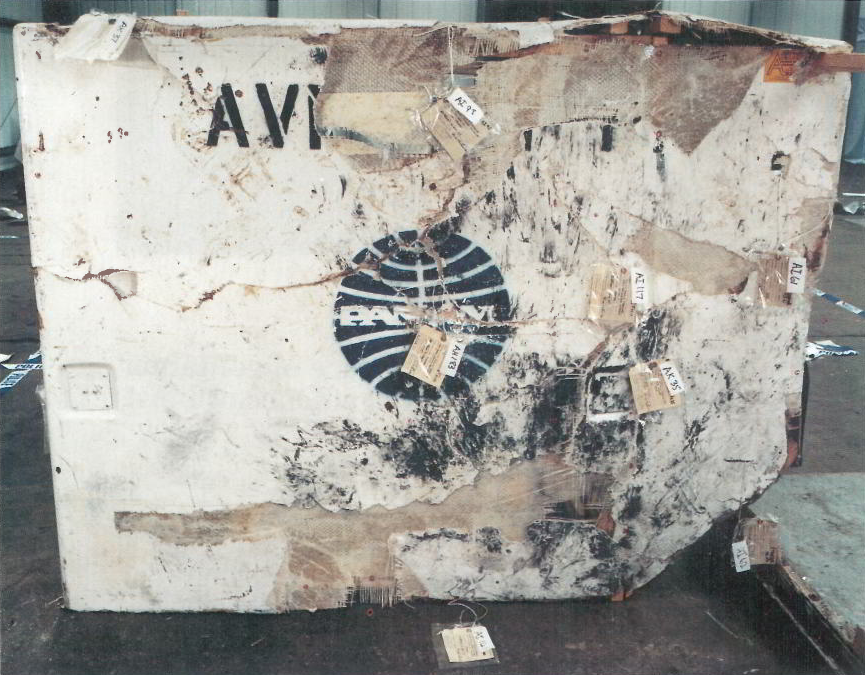
Face avant du conteneur AVN 7511.

Au cours de l'opération de récupération de l'épave, il apparaît que certains débris, identifiés comme des parties de la soute à bagages avant, présentent des dommages caractéristiques d'une proximité avec un engin explosif. La soute transportait deux palettes de fret et douze conteneurs à bagages de type LD3, dont neuf en aluminium (AVE) et trois en fibre de verre renforcée (AVA ou AVN), chacun d’une capacité de 4 m3 et rempli de valises. Chaque conteneur était identifié par un numéro de série à quatre chiffres.

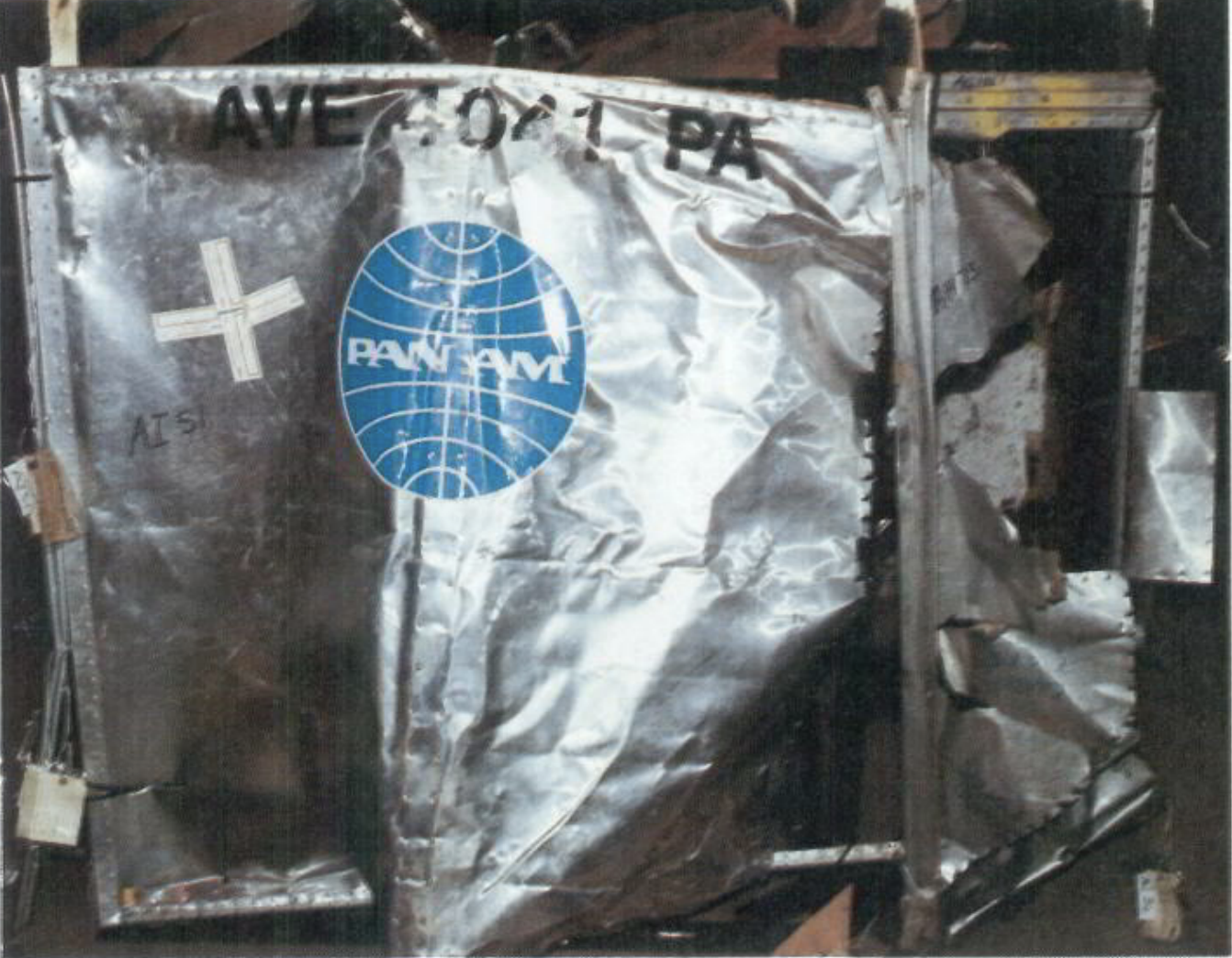
Face avant du conteneur AVE 4041 après sa reconstitution.

La plupart de ces conteneurs présentent des dégâts correspondant à leur chute depuis une très haute altitude, à l'exception de deux d'entre eux, le conteneur en métal AVE 4041 et le conteneur en fibre AVN 7511. Selon le plan de chargement, les enquêteurs établissent que l’AVE 4041, reconstitué à 85 %, se trouvait à l’intérieur et légèrement au-dessus de la zone d’explosion, avec l’AVN 7511 à ses côtés. La reconstruction de l'AVE 4041 révèle une « une zone de déformation importante, de déchirure et de noircissement localisée dans son quart arrière externe qui, associée aux résultats de l’analyse scientifique des éléments provenant de cette partie du conteneur, ne laisse aucun doute sur le fait que l’engin explosif improvisé a détoné à l’intérieur de celui-ci ».
Bien que le plancher du conteneur ait été endommagé, il ne présentait ni noircissement ni déchirure. Les enquêteurs en déduisent que la valise contenant la bombe n'était probablement pas posée au sol, mais placée au-dessus d'une autre valise. Ils estiment également que les dégâts observés sur l'avant de l'AVN 7511 ont directement été causés par les gaz chauds et les fragments projetés depuis l'arrière de l'AVE 4041. En analysant les dégâts sur les conteneurs et le fuselage, ils concluent que l'explosion s'est produite à environ vingt-cinq centimètres du plancher de l'AVE 4041 et à 63,5 centimètres du revêtement du fuselage, sans qu'« aucune preuve ne suggère la présence de plusieurs charges explosives ».

### Conclusions et recommandations
En conclusion de son rapport final publié en août 1990, un an et huit mois après l'attentat, l'Air Accidents Investigation Branch (AAIB) résume son enquête :

« Il a été établi que la détonation d'un engin explosif improvisé (EEI), chargé dans un conteneur à bagages positionné sur le côté gauche de la soute avant, a directement causé la perte de l’avion. Les forces explosives directes ont provoqué une large brèche dans la structure du fuselage et endommagé le plancher principal de la cabine. Sous l'effet du différentiel de pression, des fissures majeures ont continué à se propager à partir de cette brèche. Les effets explosifs indirects ont entraîné des dommages structurels importants dans des zones éloignées de l’explosion. L’effet combiné des forces explosives directes et indirectes a détruit l'intégrité structurelle de la partie avant du fuselage, entraînant la séparation du nez et du poste de pilotage en deux à trois secondes, suivie de la désintégration d'une majeure partie de la structure restante de l'appareil lors de sa descente quasi verticale entre 19 000 et 9 000 pieds (5 790 à 2 740 mètres). ».

— Air Accidents Investigation Branch, Report no 2/90.
Cinq recommandations de sécurité sont émises par l'AAIB, dont quatre concernent les enregistreurs de vol. Parmi celles-ci, l'une préconise le financement d'une étude visant à développer des méthodes d'enregistrement des impulsions de pression violentes causées par les explosions,. La dernière recommandation presse les autorités de navigabilité et les avionneurs à mener une étude systématique afin d'identifier des mesures permettant de réduire les effets des engins explosifs et d'améliorer la résistance de la structure et des systèmes des avions aux dommages causés par ces explosions,.

## Enquête criminelle

### Premières pistes

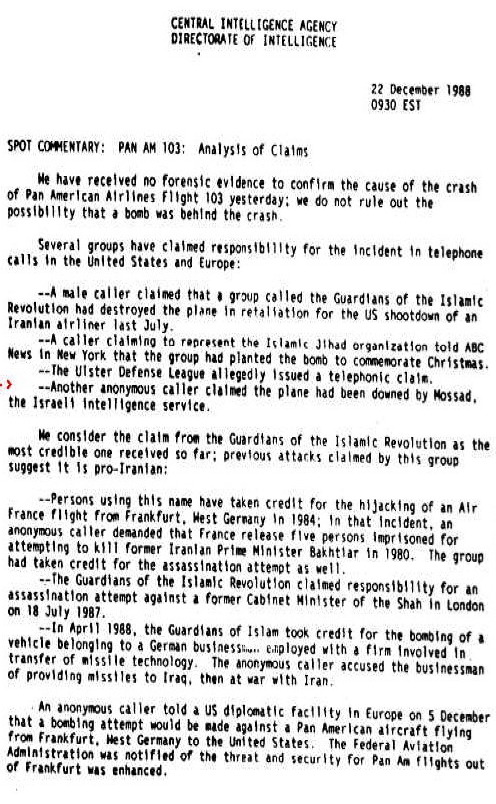
Analyse de la CIA de diverses revendications de responsabilité liées à l'attentat (en anglais).

D'après une analyse de la Central Intelligence Agency (CIA) datée du 22 décembre 1988, le lendemain de l'attentat, plusieurs groupes se manifestent pour revendiquer leur responsabilité lors d'appels téléphoniques passés aux États-Unis et en Europe. Parmi eux, un homme affirme que le corps des gardiens de la révolution islamique a abattu l’avion, en représailles à la destruction du vol Iran Air 655, abattu par le croiseur américain USS Vincennes en juillet 1988. Un autre prétend représenter l’Organisation du Jihad islamique, affirmant que son groupe a posé la bombe. Un troisième attribue l’attaque à l'Ulster Defence Association, une organisation paramilitaire liée au conflit nord-irlandais. Enfin, un dernier appelle pour accuser le Mossad, le service de renseignement israélien. La CIA considère initialement les « gardiens de la Révolution islamique » comme la piste la plus crédible, tout en soulignant qu'il est courant que plusieurs groupes tentent de revendiquer l'attaque par opportunisme.
Le 5 décembre 1988, seize jours avant l'attentat, la Federal Aviation Administration (FAA) des États-Unis diffuse un bulletin de sécurité rapportant qu’un homme, parlant avec un accent arabe, a contacté par téléphone l'ambassade des États-Unis en Finlande, à Helsinki, pour y déclarer qu’un vol de la compagnie aérienne Pan Am, au départ de Francfort à destination des États-Unis, serait détruit dans les deux semaines à venir par un individu lié au mouvement palestinien Fatah-Conseil révolutionnaire, dirigé par Abou Nidal,,. À la suite de l’avertissement anonyme, le Département d'État des États-Unis transmet le bulletin à plusieurs dizaines d’ambassades,. Le 14 décembre, l’avertissement se retrouve affiché sur des panneaux d’information de l'ambassade des États-Unis à Moscou, en Russie, puis diffusé auprès de la communauté américaine locale. À l'aéroport de Francfort, en Allemagne de l'Ouest, l'équipe de sécurité retrouve le bulletin de la FAA sous une pile de papiers le lendemain de l'attentat.
Pour les enquêteurs, les premiers soupçons se déplacent rapidement vers le Front populaire de libération de la Palestine-Commandement général (FPLP-GC), un groupe syrien dirigé par Ahmed Jibril. À la mi-décembre 1988, les forces de sécurité de plusieurs pays européens, dont le Royaume-Uni, sont placées en alerte à la suite d’un avertissement de l'Organisation de libération de la Palestine (OLP), signalant que des extrémistes pourraient viser des cibles américaines en Europe afin de faire échouer le dialogue en cours entre les États-Unis et l'OLP,,,. À partir de 1990, plusieurs responsables syriens auraient également indiqué à la CIA que le FPLP-CG était impliqué dans l’attentat,.

### Engin explosif
Effectuée par des équipes scientifiques de la DERA (Defence Evaluation and Research Agency (en)), une ancienne agence du ministère de la Défense du Royaume-Uni, l'analyse des dépôts de carbone sur les conteneurs AVE 4041 et AVN 7511 indique qu'une explosion chimique s'est bien produite et qu'une charge d'explosif de type plastic de 450 grammes a été utilisée.
Des membres de la DERA analysent ensuite deux bandes de métal du conteneur AVE 4041 et y détectent des traces de nitrotoluène, un intermédiaire dans la fabrication du TNT, ainsi que de nitroglycérine, un explosif hautement toxique. Ils identifient également la présence de tétranitrate de pentaérythritol (PETN), l'un des explosifs les plus puissants connus, et de RDX, un autre composé explosif. Ce dernier, mélangé avec le PETN, entre dans la composition du Semtex, un puissant explosif fabriqué en Tchécoslovaquie à partir des années 1960. En mars 1990, trois mois après l'attentat, le président tchécoslovaque Václav Havel révèle que l'ancien régime communiste a fourni à la Libye un important lot de Semtex, estimé à environ 1 000 tonnes,,.

### Fragments de valise et radio-cassette

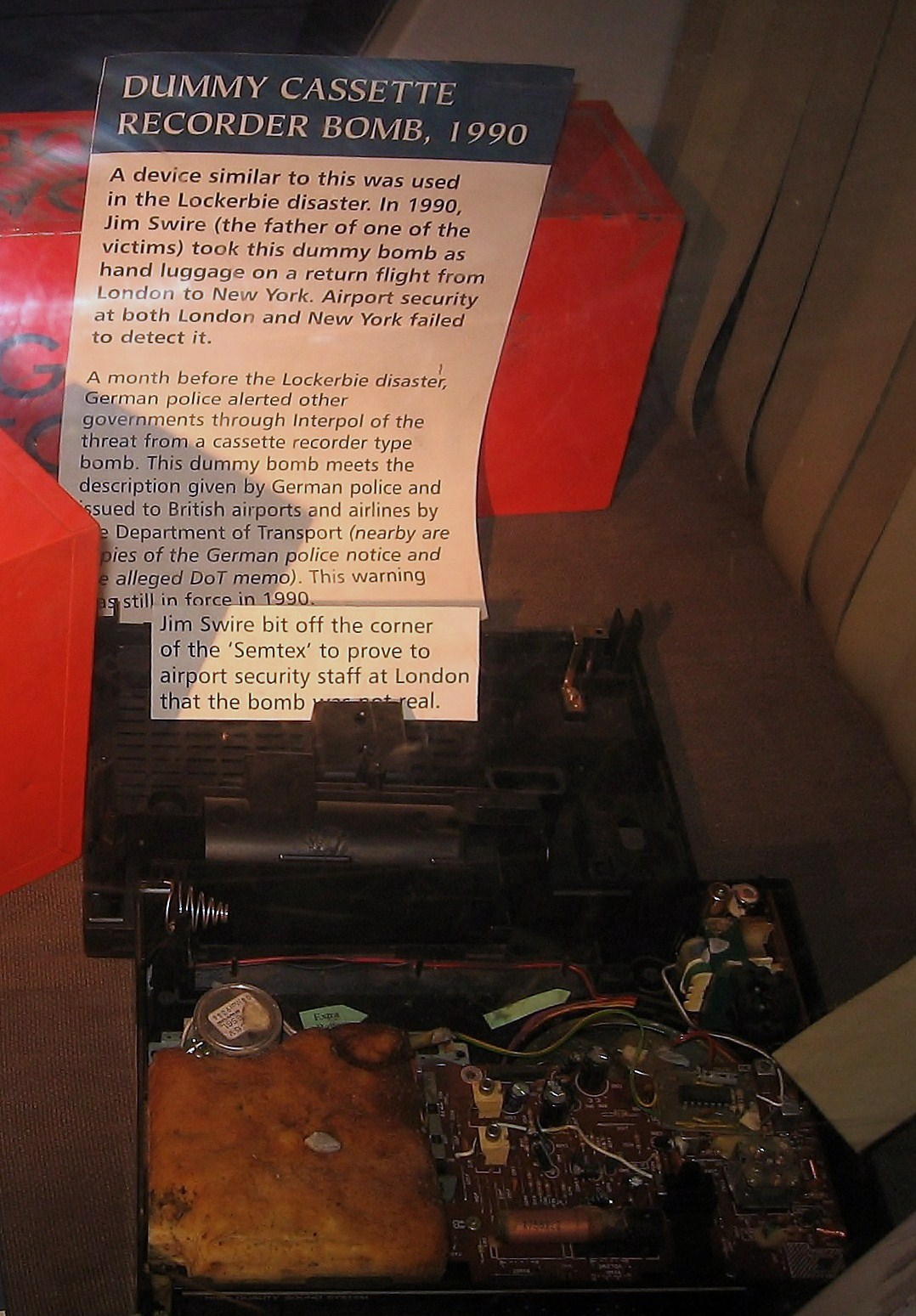
Radio-cassette similaire à celle utilisée lors de l'attentat, ici présentée au Riverside Museum de Glasgow, en Écosse.

Lors des fouilles menées aux alentours de Lockerbie, cinquante-six fragments d'une valise sont retrouvés, présentant des dommages caractéristiques d'une explosion à très courte distance. Avec l'aide de fabricants de bagages, il est établi que ces fragments proviennent d'une valise rigide Samsonite brune, modèle « Silhouette 4000 », d'une longueur de soixante-six centimètres. Les enquêteurs en déduisent que l'engin explosif était placé à l'intérieur de cette valise.
Parmi les fragments récupérés figurent également des éléments d'une radio-cassette. Cette découverte alerte les services de renseignement du Royaume-Uni, des États-Unis et d'Allemagne de l'Ouest, alors qu'en octobre 1988, deux mois avant l'explosion du vol 103, la police ouest-allemande avait saisi à Neuss une bombe en Semtex dissimulée dans une radio-cassette Toshiba,,. Cette bombe, l'une des cinq saisies, était entre les mains de membres du Front populaire de libération de la Palestine-Commandement général (FPLP-CG),,. Consciente des menaces pesant sur l’aviation civile, la Federal Aviation Administration (FAA) publie, le 18 novembre 1988, un bulletin de sécurité alertant les compagnies aériennes américaines de la possibilité que des terroristes dissimulent des explosifs à l'intérieur de radio-cassettes Toshiba. Au Royaume-Uni, un avertissement similaire est adressé aux compagnies aériennes le 22 novembre, suivi le 19 décembre, deux jours avant l'attentat, d'un message diffusé plus largement, mettant en évidence le risque important d'attaque à la bombe. Envoyés par voie postale, ces avertissements ne parviennent à la majorité des compagnies qu’à la mi-janvier 1989.
Après l'attentat, des experts de la DERA se rendent en Allemagne de l'Ouest afin d'examiner la bombe saisie et constatent que, bien que les fragments de Lockerbie ne correspondent pas exactement au même modèle de Toshiba, leurs similarités sont suffisantes pour justifier une enquête auprès du fabricant. Sont ainsi identifiés sept modèles dotés d'un circuit imprimé aux détails identiques à ceux des fragments retrouvés à Lockerbie. Les scientifiques concluent ainsi que la nature et la répartition des fragments confirment que la charge explosive se trouvait à l'intérieur d'une radio-cassette Toshiba.
Cependant, la récupération des débris de la valise et de la radio-cassette demeure entourée de controverses, alimentant des doutes sur la manière dont les preuves ont été collectées. Ainsi, un mode d'emploi d'une radio-cassette Toshiba est découvert à plus de 110 kilomètres de Lockerbie, le lendemain de l'attentat. Plus tard, Gwendoline Horton, qui a retrouvé le document près de sa maison, déclare ne pas pouvoir identifier formellement la preuve enregistrée par la police, précisant que le manuel qu'elle avait trouvé était intact, tandis que celui présenté était déchiré en plusieurs morceaux,. En réponse, la police explique que le papier a été endommagé lors de tests. Dans le même temps, Robert Ingram, un agent civil de recherche et de sauvetage, témoigne que la police lui a rendu visite des mois après l'attentat pour l'encourager à signer un formulaire attestant qu'il avait trouvé des objets qu'il ne se souvenait pas avoir récupérés.

### Vêtements
Des fragments de vêtements sont retrouvés en importantes quantités dans les alentours de Lockerbie, puis analysés et triés. Parmi ceux-ci, les enquêteurs identifient douze vêtements et un parapluie en nylon qui pourraient avoir fait partie de la valise où se trouvait la bombe, en raison de leur exposition à des fragments de l'explosion, notamment ceux liés à la radio-cassette et à la doublure en tissu brun de la valise. Un examen plus détaillé de ces vêtements révèle la présence de fragments de papier, dont un livret de la radio-cassette Toshiba RT-SF 16 Bombeat, retrouvé coincé entre deux chemises, ainsi que d'une combinaison bleue pour bébé et d'une paire de pantalons à motif tartan. De plus, les restes d'une étiquette portant l'inscription « Made in Malta » (« Fabriqué à Malte ») sont retrouvés piégés entre deux morceaux de fibres de la combinaison pour bébé. Des fragments de plastique, compatibles avec ceux d'une radio-cassette Toshiba Bombeat, sont également retrouvés dans d'autres vêtements, comme un pyjama de couleur crème, une veste en tweed, ainsi qu'un pantalon marron à chevrons de la marque Yorkie. Les enquêteurs concluent que ces objets étaient enroulés autour de la radio-cassette qui contenait la bombe, à l'intérieur de la valise Samsonite.

### La piste maltaise

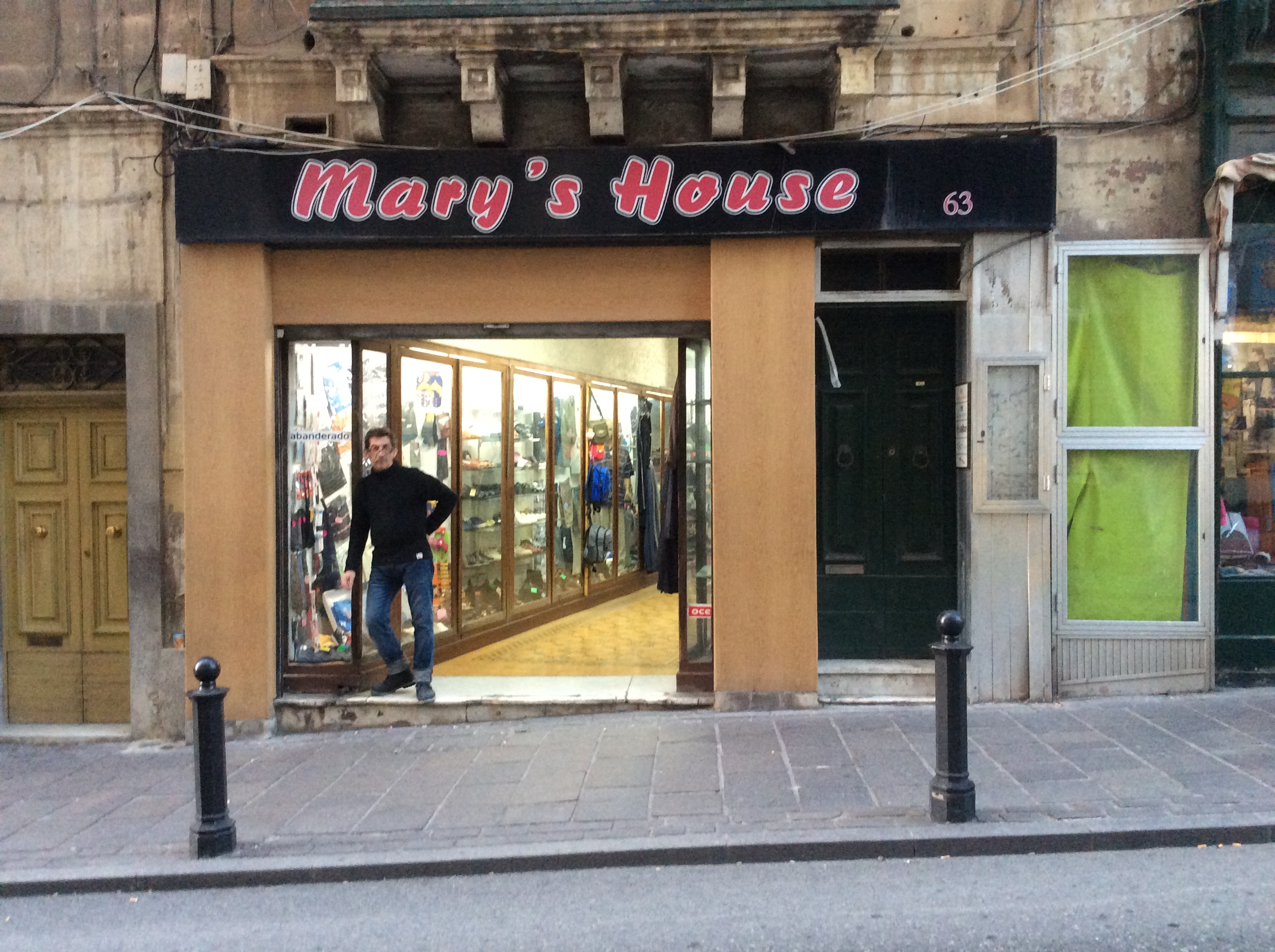
Le magasin Mary's House, à Malte, en 2015.

En août 1989, des enquêteurs s'envolent pour Malte dans l'espoir d'identifier l'origine de ces vêtements. Leur enquête les conduit au principal magasin de la marque Yorkie sur l'île, Mary's House, géré par Tony Gauci à Tas-Sliema, une ville située à quelques kilomètres au nord de la capitale La Valette. Ce dernier se souvient qu'environ deux semaines avant l'explosion du vol 103, il a vendu un pantalon de la marque Yorkie à un homme à l'apparence libyenne, qui s'exprimait dans un mélange d'arabe, d'anglais et de maltais avec un accent libyen. Tony Gauci est officiellement interrogé pour la première fois par la police le 1er septembre 1989, et fournit alors des informations sur les vêtements, les circonstances de la vente et une description de l'acheteur,. Selon ses déclarations, il se souvenait bien de cette vente, car le client paraissait indifférent à ses achats : « Le comportement de l'homme était étrange, c'est pourquoi je m'en souviens maintenant. C'était comme si tout ce que je lui suggérais d'acheter, il le prenait »,,. Il décrit l'homme comme portant « un costume bleu », ayant une « stature normale », mesurant environ un mètre quatre-vingt, âgé d'environ « cinquante à soixante ans » et ayant « la peau de couleur foncée »,. Tony Gauci se rappelle avoir vendu à cet homme divers articles, dont deux pantalons Yorkie, deux pyjamas rayés, une veste en tweed, une combinaison pour bébé, deux chemises, deux cardigans et un parapluie. Le rapport du procès à Camp Zeist, tenu aux Pays-Bas en 2001, commente à propos de cette description :

« Il peut sembler surprenant qu’il ait pu se souvenir de cette vente en particulier avec autant de détails neuf mois plus tard, mais il a expliqué que l’acheteur semblait porter peu d’intérêt aux articles qu’il prenait. Nous sommes néanmoins convaincus que son souvenir de ces articles demeure exact. […] Bien que certains aient pu être achetés dans de nombreux autres magasins à Malte, voire dans d’autres régions du monde puisqu’ils étaient largement exportés, la correspondance exacte entre un grand nombre d’entre eux et les fragments retrouvés à Lockerbie nous semble bien plus qu’une simple coïncidence. Nous sommes donc entièrement convaincus que les vêtements contenus dans la valise principale étaient ceux décrits par M. Gauci comme ayant été achetés chez Mary’s House. ».

— High Court of Justiciary, In The High Court of Justiciary at Camp Zeist

### Fragment de minuteur

#### Circuit imprimé
Un minuscule fragment de circuit imprimé, « pas plus grand qu'un ongle d'enfant », ultérieurement étiqueté sous l'appellation « PT/35(b) », est retrouvé puis identifié comme faisant partie d'un minuteur électronique. Toutefois, des incertitudes subsistent autour de ce fragment, en particulier sur les circonstances de sa découverte, les récits divergeant selon les sources. Selon certaines versions, le fragment aurait été découvert par un homme lors d'une promenade avec son chien, ou encore par un couple. Selon les autorités, le 13 janvier 1989, trois semaines après l'attentat, deux enquêteurs écossais effectuant des recherches dans des bois près de Lockerbie découvrent un morceau de matériau carbonisé. Quatre mois plus tard, en mai 1989, le Dr Thomas Hayes, de l'Établissement royal de recherche et de développement en armement (RARDE), une ancienne agence du ministère de la Défense du Royaume-Uni, identifie le matériau comme étant le col d'une chemise grise. À l'intérieur du tissu, il découvre neuf fragments de plastique noir, un fragment de métal, un petit morceau de fil de fer, ainsi qu'un fragment multicouche de papier blanc, qui s'avèrent correspondre à des morceaux d'une radio-cassette Toshiba RT-SF 16 et de son mode d'emploi. Enfin, le Dr Hayes découvre un fragment de circuit imprimé vert mesurant environ 1,27 centimètre.
La mention suivante du circuit imprimé date de septembre 1989, plus de quatre mois plus tard, lorsqu'Alan Feraday, un scientifique de la RARDE, transmet une photographie du fragment à l'inspecteur en chef William Williamson, responsable de l'enquête, afin de solliciter son aide pour l'identification. En juin 1990, Alan Feraday et l'inspecteur Williamson se rendent au siège du Federal Bureau of Investigation (FBI) à Washington, aux États-Unis. Avec l'aide de Thomas Thurman, un expert en explosifs, ils identifient le fragment comme appartenant à un circuit imprimé d'un minuteur, le MST-13. Le FBI constate alors que ce type de minuteur est identique à celui retrouvé en possession de trois agents des services de renseignement libyens, arrêtés à l'aéroport de Dakar, au Sénégal, dix mois avant l'explosion du vol 103, ainsi qu’à deux autres minuteurs saisis au Togo fin 1986.
Plus tard, l'implication du FBI dans l'identification du fragment se retrouve controversée, notamment après la publication, en 1997, d’un rapport, sans lien avec l'enquête sur le vol 103, portant sur le « FBI Laboratory (en) », une division de science forensique. Rédigé par l'inspecteur général du département de la Justice des États-Unis, le rapport conclut que des membres du laboratoire, dont Thomas Thurman, fournissent depuis des années certaines analyses scientifiquement erronées. D'un autre côté, le témoignage de son homologue britannique, Alan Feraday de la RARDE, se retrouve lui aussi contesté. En effet, au cours des années 1990 et 2000, dans trois affaires distinctes, les condamnations reposant sur ses conclusions ont été annulées. Troisièmement, le Dr Thomas Hayes a lui aussi été critiqué pour ne pas avoir analysé le fragment de minuteur en recherchant des résidus d’explosifs, au prétexte que sa taille était insuffisante pour permettre le test. Dans les années 1990 et 2000, des déclarations alimentent encore la controverse, selon lesquelles le circuit imprimé aurait été « placé » par la Central Intelligence Agency (CIA), notamment celles d'un ancien chef de la police écossaise ou de Tam Dalyell, député du Parti travailliste à la Chambre des communes du Royaume-Uni,.

#### Entreprise Mebo
Les enquêteurs finissent par remonter jusqu’au fabricant du minuteur MST-13, Mebo, une entreprise d'électronique installée à Zurich, en Suisse. En 1985, l’entreprise, dirigée par les associés Erwin Meister et Edwin Bollier, vend vingt minuteurs MST-13 à la Libye, dans l'objectif d’obtenir un nouveau contrat avec l’armée libyenne, alors son principal client,,. La relation commerciale entre Mebo et la Libye remonte au milieu des années 1970, lorsque l’entreprise fournit au régime de Mouammar Kadhafi du matériel de radiodiffusion, des télécopieurs ainsi que des radios destinées aux forces de police,. Lors de certaines livraisons, Edwin Bollier accompagne des responsables libyens dans la ville de Sebha, au milieu du désert Libyque, où il assiste à l’utilisation de ses dispositifs lors d'explosions,. Il affirme également avoir rencontré, à Tripoli, Abdelbaset al-Megrahi, un agent du renseignement libyen, alors chef de la sécurité de la compagnie Libyan Arab Airlines et directeur du centre d’études stratégiques de Tripoli.
Par ailleurs, environ un an avant l’explosion du vol 103, Abdelbaset al-Megrahi, accompagné de Badri Hassan, un ancien cadre de Libyan Arab Airlines, loue un bureau à Zurich appartenant à Mebo, situé « juste au bout du couloir » de ses locaux,,,. De plus, Edwin Bollier affirme que, quelques semaines avant l’attentat, Badri Hassan l’a contacté pour lui passer une commande urgente de quarante minuteurs, s’ajoutant aux vingt MST-13 que Mebo a déjà fournis à la Libye,,,. Toutefois, l'entreprise ne dispose alors pas du stock nécessaire pour répondre à la demande,.
Par la suite, Edwin Bollier témoigne que la police écossaise lui a d’abord présenté un fragment de circuit imprimé brun à huit couches, provenant d’un prototype de minuteur qui, selon lui, n’a jamais été livré à la Libye,. Lors d’une identification ultérieure, un nouvel échantillon lui est présenté, correspondant à un circuit imprimé vert à neuf couches, identique à ceux que Mebo a fournis à la Libye. Plus tard, il déclare avoir refusé une offre de quatre millions de dollars du FBI en échange de son soutien à la principale théorie de l’enquête,. La crédibilité d’Edwin Bollier est cependant mise en doute à plusieurs reprises, ses déclarations au fil des années étant parfois jugées incohérentes, voire contradictoires,.
Malgré tout, en 2007, Ulrich Lumpert, ancien ingénieur en électronique à Mebo, relance la controverse en reconnaissant avoir fourni de fausses preuves aux enquêteurs concernant le minuteur,,,. Dans une déclaration sous serment, il affirme avoir dérobé un prototype de circuit imprimé du MST-13, qu’il aurait ensuite remis à un membre des autorités chargées de l’enquête en juin 1989,. Le professeur Hans Köchler (en), observateur mandaté par l’ONU lors du procès de l'attentat de Lockerbie à partir de 2000, exhorte alors les autorités écossaises à lancer une nouvelle enquête, soulignant qu'un témoin clé a non seulement reconnu avoir volé un exemplaire du minuteur, mais aussi l’avoir remis à un représentant officiel avant de dissimuler ces faits lors de ses témoignages. Cependant, malgré ces révélations et les appels en faveur d’une enquête indépendante, aucun examen supplémentaire n'est engagé par les autorités écossaises.

### Provenance de la valise
Les enquêteurs ont cherché à identifier l'origine de chaque bagage enregistré sur le vol 103, soit à Londres, soit par le biais du système de bagages interligne. À l'époque, ce système permet aux bagages enregistrés sur un vol d'être automatiquement transférés vers d'autres destinations ou d'autres compagnies aériennes. Il s'agissait alors d'un maillon faible de la sécurité aérienne, car, dès lors qu'il était correctement étiqueté, un bagage n'ayant pas été convenablement contrôlé par les rayons X à son aéroport d'origine pouvait être transféré, sans contrôles supplémentaires, à travers plusieurs aéroports et compagnies aériennes. Ainsi, les dossiers de l'aéroport de Francfort révèlent qu'un bagage non accompagné aurait été transporté depuis le vol KM180 d'Air Malta, partant de l'aéroport international de Malte, jusqu'à Francfort, où il aurait ensuite été chargé sur le vol 103 vers Londres, puis New York,,.
Les enquêteurs découvrent ensuite que les bagages du vol KM180 ont été traités en même temps que ceux du vol 147 de Libyan Arab Airlines à destination de Tripoli, en Libye. Ils découvrent qu'Abdelbaset al-Megrahi était passager sur ce vol, étant arrivé la veille à Malte avec un faux passeport,. Également à bord se trouvait Lamin Khalifah Fhimah, qui a été directeur de la station de Libyan Arab Airlines à l'aéroport de Malte de 1985 jusqu'en octobre 1988. En avril 1991, la police écossaise obtient l'autorisation de perquisitionner son bureau à Malte,. Ils y découvrent un journal dans lequel il a noté, le 15 décembre 1988, de « prendre des étiquettes d'Air Malta »,. Les enquêteurs supposent alors, sans certitude, que grâce à son ancien poste, il aurait pu faire passer la valise à travers la douane et les contrôles de sécurité, étant bien connu des agents qui ne l'auraient probablement pas suspecté ni fouillé. De leur côté, la compagnie aérienne Air Malta et les autorités maltaises affirment pourtant que les cinquante-cinq bagages enregistrés sur le vol KM180 ont tous été récupérés par leurs propriétaires et correctement associés à des passagers identifiés. D'autres hypothèses avancent ainsi que la bombe aurait pu être placée directement à l'aéroport de Londres-Heathrow, mais cette possibilité n'a jamais été sérieusement envisagée par les enquêteurs.

## Procédures judiciaires

### Poursuites
À l’issue d'une enquête conjointe de trois ans menée par la Dumfries and Galloway Constabulary et le Federal Bureau of Investigation (FBI), des actes d'accusation pour meurtre sont émis le 14 novembre 1991 à l’encontre de deux agents présumés du renseignement libyen, Abdelbaset al-Megrahi et Lamin Khalifah Fhimah,,,.
En janvier 1992, le Conseil de sécurité des Nations unies exige que la Libye extrade les deux suspects vers le Royaume-Uni ou les États-Unis,,,. Après le refus d’extrader ses ressortissants, le Conseil de sécurité adopte, en mars 1992, la résolution 748, imposant la suspension du trafic aérien à destination et en provenance de Libye, ainsi qu’un embargo sur les ventes d'armes,,,. La résolution 883, adoptée en novembre 1993, renforce ces sanctions, en instaurant notamment un gel des avoirs à l’étranger des entreprises et des institutions gouvernementales libyennes, à l’exception de ceux liés aux échanges de pétrole et de produits agricoles,. Les sanctions imposées par l’ONU, combinées à de longues négociations avec le dirigeant Mouammar Kadhafi, aboutissent finalement à la remise des accusés à la justice le 5 avril 1999,.

### Procès
Le procès de l'attentat contre le vol 103 s’ouvre le 3 mai 2000, plus de onze ans et quatre mois après la destruction de l'avion. Il se tient devant une Haute Cour de justice établie selon le droit écossais sur la base désaffectée de l'armée de l'air américaine de Soesterberg, appelée « Camp Zeist », située près d’Utrecht, aux Pays-Bas,.
Les trois juges écossais concluent qu’Abdelbaset al-Megrahi est probablement l’homme qui a acheté les vêtements retrouvés avec la bombe, en se fondant sur le témoignage de Tony Gauci, jugé fiable bien que parsemé d’incertitudes. Ils établissent que l’achat a eu lieu le 7 décembre 1988, date à laquelle il était présent à Malte. Ils considèrent également son appartenance au service de renseignement libyen (JSO) ainsi que ses fonctions au sein de la sécurité de Libyan Arab Airlines comme des éléments à charge. D'un autre côté, les juges estiment que les notes retrouvées dans le journal de Lamin Khalifah Fhimah, mentionnant des étiquettes d’Air Malta, ne suffisent pas à prouver son implication. Faute de preuves suggérant qu’il était conscient de prendre part à un projet d’attentat, les juges estiment que les éléments à charge sont insuffisants.
Le 31 janvier 2001, après près de neuf mois de procès, Abdelbaset al-Megrahi est reconnu coupable de 270 meurtres et condamné à la réclusion à perpétuité, assortie d'une période de sûreté de vingt-sept ans,,,,. Les juges déclarent à l’unanimité le second accusé, Lamin Khalifah Fhimah, non coupable de meurtre,,. Il est remis en liberté et rentre en Libye le 1er février 2001.

### Premier appel
Les motifs de l'appel s'appuient sur deux points que la défense considère comme des erreurs commises par le tribunal lors du premier procès. Premièrement, elle remet en question le témoignage du commerçant maltais Tony Gauci, que les juges ont jugé suffisant pour établir que la valise piégée a été enregistrée à Malte. En outre, de nouveaux éléments de preuve sont censés démontrer que la bombe aurait en réalité été introduite à Londres,. De nouveaux témoignages indiquent ainsi qu’environ dix-sept heures avant le départ du vol 103, un cadenas a été fracturé sur une porte sécurisée menant à l’intérieur du terminal 3 de l’aéroport d’Heathrow, à proximité d'un espace appelé « zone d’accumulation des bagages »,,.

### Révision de la SCCRC
En septembre 2003, les avocats de la défense saisissent la Commission écossaise de révision des affaires criminelles (SCCRC), un organisme public chargé d'examiner les potentielles erreurs judiciaires, afin d'obtenir un nouveau recours contre la condamnation. Cette demande fait notamment suite à la publication de deux rapports, en février 2001 et mars 2002, rédigés par Hans Köchler (en), observateur mandaté par l’ONU lors du procès, dans lesquels il qualifie les décisions des tribunaux de première instance et d'appel de « spectaculaire erreur judiciaire »,,,. Il publie une série de déclarations en 2003, 2005 et 2007, appelant à une enquête internationale indépendante et dénonçant l'Occident pour sa « double mesure en matière de justice pénale ». Il dénonce également l'implication des services de renseignement en affirmant qu'une procédure judiciaire saine ne peut être menée dans des conditions où des forces extrajudiciaires sont autorisées à intervenir.

### Second appel
En octobre 2008, l'avocat d'Abdelbaset al-Megrahi annonce que son client est atteint d’un cancer de la prostate à un « stade avancé »,. Malgré les demandes de plusieurs familles de victimes, qui considèrent inhumain de le garder en détention, la Haute Cour de justice décide, en novembre 2008, de son maintien en prison durant la procédure d’appel,. Celle-ci débute le 28 avril 2009,.

### Libération
La survie d'Abdelbaset al-Megrahi au-delà des trois mois estimés par les médecins provoque par la suite une vive controverse,. Avant sa libération, en septembre 2008, il commence une hormonothérapie qui améliore temporairement son état de santé, avant une dégradation au cours de l’été 2009. Le score de Gleason, qui mesure l’agressivité des cellules cancéreuses, classe sa tumeur à neuf sur dix, indiquant une forme particulièrement grave. Plusieurs médecins estiment toutefois qu’il pourrait vivre encore entre dix-huit et vingt-quatre mois, en fonction de sa réponse au traitement. Sa libération repose sur un rapport médical établi par le responsable du service de santé pénitentiaire écossais, qui juge, sur la base de plusieurs avis spécialisés, qu’un pronostic de trois mois demeure raisonnable,,. Cependant, en 2010, plusieurs spécialistes du cancer de la prostate mettent en doute ces conclusions, estimant qu’un tel pronostic pour un patient atteint d’un cancer métastatique résistant à l’hormonothérapie ne s’envisage généralement qu’après l’échec d’une chimiothérapie, et que même dans ce cas, la survie dépasse généralement cette estimation. Après son retour en Libye, il débute une chimiothérapie.

### Appels pour une enquête indépendante
À la fin des années 2000, les appels en faveur d’une enquête indépendante sur l’attentat deviennent de plus en plus insistants. En septembre 2009, l’ancien député européen Michael McGowan exhorte le gouvernement britannique à solliciter en urgence l’ouverture d’une enquête indépendante sous l’égide de l'ONU. En parallèle, deux pétitions en ligne sont lancées, l’une demandant l’ouverture d’une enquête publique au Royaume-Uni, l’autre appelant à une enquête des Nations unies sur la mort de Bernt Carlsson, commissaire de l’ONU pour la Namibie, décédé dans l’explosion de l’avion,,. Dans le même temps, une troisième pétition adressée au président de l’Assemblée générale des Nations unies réclame l’ouverture d’une enquête internationale,. En octobre 2009, Malte est sollicitée pour soumettre une résolution à l’ONU en appui à une nouvelle pétition signée par des familles de victimes, des écrivains, journalistes, universitaires et des responsables politiques. Les signataires estiment qu’une enquête onusienne pourrait dissiper les nombreux doutes persistant autour de l'affaire. Cependant, bien que le gouvernement maltais se montre initialement ouvert à la proposition, il ne donne finalement pas suite à la demande.
En août 2009, le Dr Jim Swire, parent d’une des victimes, adresse une lettre au Premier ministre du Royaume-Uni Gordon Brown afin de réclamer une enquête approfondie sur l’attentat,. Cette initiative reçoit le soutien d’une délégation de proches de victimes qui, en octobre 2009, se rend au 10 Downing Street, à Londres, pour remettre au Premier ministre une lettre l'invitant à engager un dialogue sur la nécessité d’une enquête et sur les principaux aspects qu’elle devrait aborder,. Cependant, en novembre 2009, Gordon Brown rejette la possibilité d’une enquête publique, estimant qu’il ne revient pas au gouvernement britannique d’engager une telle démarche,. Les ministres britanniques précisent ainsi que la décision d'ouvrir une enquête relève de la seule compétence du gouvernement écossais. De son côté, celui-ci rejette également cette idée en faisant valoir qu’il ne dispose pas des compétences constitutionnelles pour enquêter sur les aspects internationaux de l’affaire,. En septembre 2010, lors d’une visite à Abdelbaset al-Megrahi à l’hôpital de Tripoli, Jim Swire réitère sa demande d'une nouvelle enquête, tout en exprimant sa conviction que celui-ci est innocent,. En mai 2012, au lendemain de la mort d'Abdelbaset al-Megrahi, le Premier ministre britannique David Cameron écarte de nouveau l’idée d’une enquête publique, estimant que la procédure judiciaire a été conduite de manière appropriée,. Le Premier ministre d'Écosse, Alex Salmond, profite de cette occasion pour souligner que l’enquête criminelle reste ouverte et que les autorités poursuivraient l’exploration de toute nouvelle piste susceptible d’émerger,. Par la suite, les appels en faveur d’une enquête indépendante se poursuivent au cours des années 2010 et 2020, sans toutefois donner lieu à une action des autorités en ce sens,.

## Suites judiciaires

### Abdelbaset al-Megrahi
Depuis la mort d'Abdelbaset al-Megrahi en 2012, sa famille tente à plusieurs reprises de réhabiliter sa mémoire, parfois avec le soutien de familles de victimes. Elle cherche notamment à engager une nouvelle procédure d'appel, à titre posthume, afin de faire réévaluer sa condamnation. En 2014, le Lord Advocate Frank Mulholland, premier procureur d’Écosse, réaffirme la culpabilité d'al-Megrahi, tout en soulignant que l’enquête reste ouverte. Après un premier refus en 2015, sa famille, soutenue par plusieurs proches de victimes, saisit de nouveau la Commission écossaise de révision des affaires criminelles (SCCRC) en 2017 afin de relancer l'affaire en vue d’un troisième appel. En parallèle, en 2018, après quatre ans d'enquête, la police écossaise conclut qu'aucune preuve de mauvaise gestion ou de faute intentionnelle n'a été découverte concernant l'enquête et les poursuites liées à l'attentat.
En mars 2020, la SCCRC accepte la demande de réexamen de la condamnation par la Cour d'appel,,. La demande est officiellement soumise à la Haute Cour de justice d'Écosse en juin 2020,. Cependant, en janvier 2021, celle-ci rejette la tenue d’un nouvel appel, estimant que l'accusé a été correctement jugé pour son implication dans l'attentat,,,. À la suite de l'annonce, la famille d'al-Megrahi annonce son intention de porter l'affaire devant la Cour suprême du Royaume-Uni,. Toutefois, cette demande est rejetée à deux reprises, en avril 2021 puis en juillet 2022,.

### Nouveaux suspects
Après la chute de la Jamahiriya arabe libyenne, une nouvelle piste s’ouvre avec l’arrestation en mars 2012, à Nouakchott, en Mauritanie, d’Abdallah Senoussi, ancien chef des services de renseignement libyens et beau-frère de Mouammar Kadhafi,. Déjà condamné par contumace en France pour son implication dans l’attentat contre le vol UTA 772 en septembre 1989, recherché à la fois par la Cour pénale internationale et par la Libye, il est également soupçonné d’avoir joué un rôle central dans l’attentat de Lockerbie, en ayant notamment recruté Abdelbaset al-Megrahi. Extradé vers la Libye en septembre 2012, il est condamné à la peine de mort en 2015, en même temps que trente-six autres hauts responsables du régime de Kadhafi. À ce jour, cependant, il demeure incarcéré à la prison de Tripoli et fait l’objet de multiples demandes d’extradition.
En octobre 2015, deux nouveaux ressortissants libyens sont formellement identifiés et suspectés d’avoir participé à l’organisation de l’attentat,,. Les deux suspects sont Abdallah Senoussi et Abu Agila Mohammad Masud, considéré comme l’un des principaux artificiers du régime de Kadhafi. Parallèlement, l'enquête se poursuit et, en mars 2019, des enquêteurs écossais interrogent plusieurs anciens membres de la Stasi, la police secrète est-allemande, pour déterminer leur éventuelle implication.
Le 21 décembre 2020, à l'occasion du 32e anniversaire de l'attentat, le procureur général des États-Unis William P. Barr, annonce l'inculpation d'Abu Agila Mohammad Masud, alors détenu en Libye,,,,. Soupçonné d’avoir conçu la bombe, il est extradé vers les États-Unis et placé en détention en décembre 2022,. Il rejette alors les accusations portées contre lui, notamment celle de destruction d’un avion ayant causé la mort. Son procès est prévu pour courant 2026.

## Motivations

### Libye

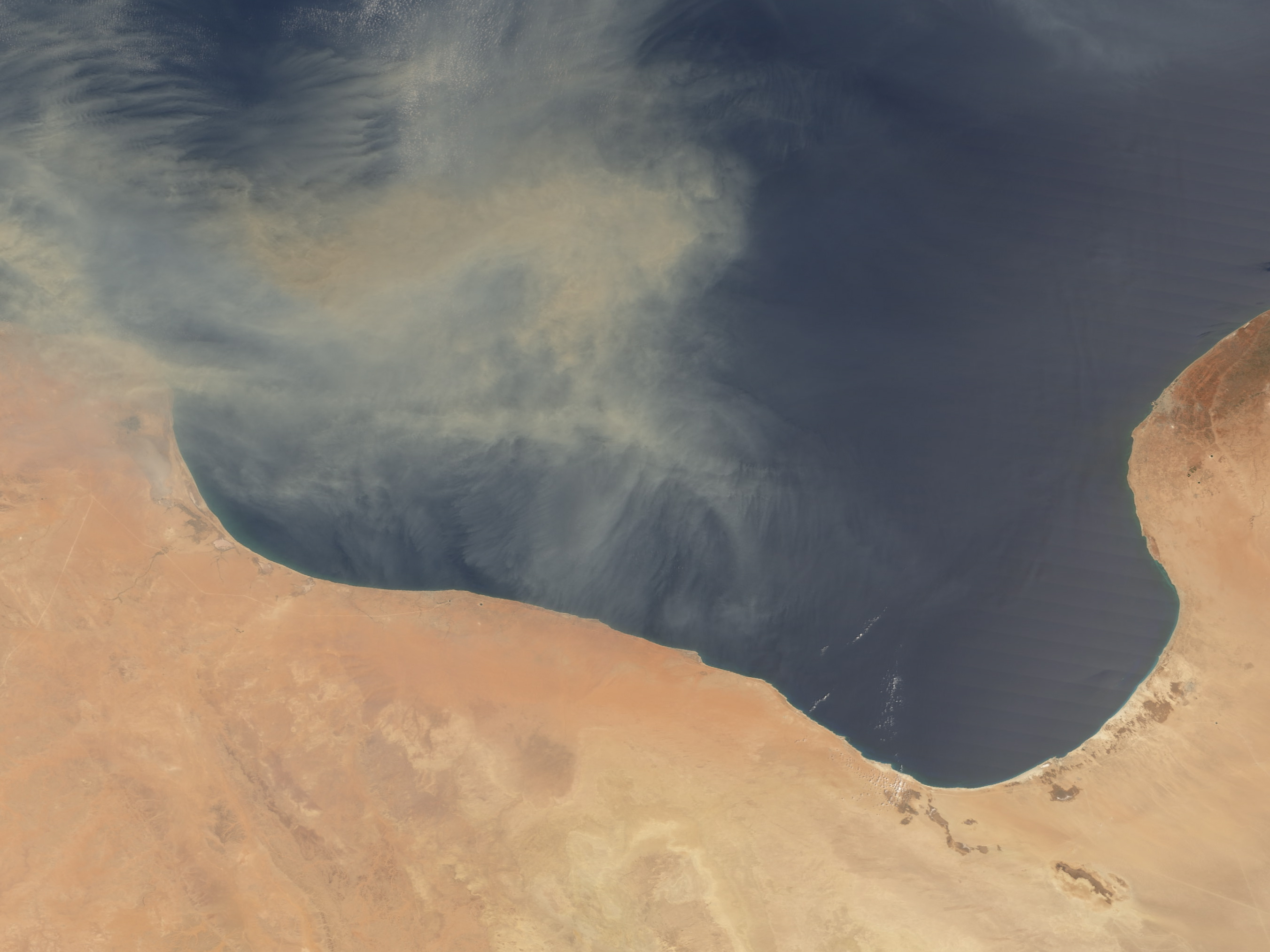
Photographie satellite du golfe de Syrte, en 2007, au nord de la Libye, avec Benghazi à l'est.

À partir des années 1970, les relations diplomatiques entre la Libye et les États-Unis se détériorent progressivement. En 1979, le département d'État des États-Unis inclut la Libye parmi les États considérés comme soutenant le terrorisme,. Le mobile généralement attribué à la Libye trouve son origine dans une série d’affrontements militaires avec la marine américaine survenus dans les années 1980 dans le golfe de Syrte, une zone que la Libye revendique comme faisant partie de ses eaux territoriales. Le premier incident survient en 1981, lorsque deux chasseurs libyens sont abattus par des F-14 Tomcat de la marine américaine. En mars 1986, deux patrouilleurs de la marine libyenne sont coulés dans le golfe de Syrte,. Le dirigeant libyen Mouammar Kadhafi aurait réagi à ces attaques en ordonnant l’attentat à la bombe du 5 avril 1986 contre la discothèque La Belle, à Berlin-Ouest, un lieu prisé par les militaires américains, qui a causé la mort de trois personnes et fait 229 blessés.
Dix jours plus tard, le 15 avril 1986, en réponse à l’attentat de la discothèque de Berlin-Ouest, le président des États-Unis Ronald Reagan lance l’opération El Dorado Canyon. L'opération militaire de bombardement, menée par des avions de combat de la marine, du corps des marines et de l'armée de l'air américaine, vise principalement Tripoli et Benghazi, les deux principales villes du pays et fait au moins soixante morts, dont plusieurs dizaines de civils. Le gouvernement libyen affirme par la suite que les frappes aériennes ont tué Hana Kadhafi, une enfant que Mouammar Kadhafi aurait adoptée, bien que son âge déclaré varie entre quinze mois et sept ans,,,. Afin de venger la mort présumée de sa fille (le destin réel de Hana reste contesté,,), il aurait ordonné le détournement du vol Pan Am 73 à Karachi, au Pakistan, en septembre 1986, attentat qui a entraîné la mort de quarante-trois personnes lors d'une prise d'otage sur le tarmac de l'aéroport international Jinnah.
Par la suite, en septembre 1987, lors de la bataille de Maaten al-Sarra, au cours de la guerre des Toyota opposant la Libye et le Tchad, les États-Unis et la France soutiennent les Forces armées nationales tchadiennes (FANT), les premiers en fournissant des renseignements par satellite, la deuxième en offrant une formation aux soldats tchadiens. L’offensive inflige une défaite écrasante aux forces de Kadhafi, le contraignant à accepter un cessez-le-feu qui met fin au conflit tchado-libyen, ainsi qu’à ses ambitions de suprématie en Afrique. Le dirigeant libyen attribue alors la défaite à cette intervention conjointe de la France et des États-Unis, qu’il considère comme une agression dirigée contre la Libye.
En février 2011, en pleine guerre civile libyenne, Moustapha Abdel Jalil, ancien ministre de la Justice et futur président du Conseil national de transition opposé à Kadhafi, déclare dans une interview au journal suédois Expressen détenir des preuves que Kadhafi a personnellement donné l'ordre à Abdelbaset al-Megrahi de faire exploser le vol 103,,,. Cependant, aucune preuve n’est rendue publique pour confirmer ces déclarations,. Dix ans plus tard, en juillet 2021, dans une interview accordée au New York Times, Saïf al-Islam Kadhafi, le fils de Mouammar Kadhafi, affirme que son père, profondément marqué par les bombardements américains de 1986, avait abandonné l’équitation, avant de reprendre cette activité après l’attentat de Lockerbie. En janvier 2025, dans le cadre du procès de l'affaire Sarkozy-Kadhafi, de nouvelles révélations issues des archives d'Abdallah Senoussi viennent renforcer ces soupçons, en impliquant directement les services de renseignement libyens dans les attentats contre le vol UTA 772 et celui de Lockerbie,,.

### Théories alternatives

#### Front populaire de libération de la Palestine-Commandement général
Pendant de nombreux mois après l'attentat, le principal suspect demeure le Front populaire de libération de la Palestine-Commandement général (FPLP-CG), une faction dissidente du FPLP, basée en Syrie et dirigée par Ahmed Jibril,. Lors d'une conférence de presse en 1986, celui-ci aurait prévenu : « Il n’y aura aucune sécurité pour aucun voyageur à bord d’un avion de ligne israélien ou américain »,. En octobre 1988, deux mois avant l’attentat, le bras droit d'Ahmed Jibril, Hafez Dalkamoni, met en place une cellule du FPLP-CG active dans les régions de Francfort et de Neuss, en Allemagne de l’Ouest,,,. Dans le cadre d’une opération baptisée « feuilles d’automne » par l’Office fédéral de protection de la Constitution (BfV), le service de renseignement intérieur allemand place les membres de la cellule sous surveillance,,. Pendant cette période, ils fabriquent plusieurs engins explosifs improvisés (EEI) dissimulés à l’intérieur d’appareils électroniques,,. La cellule bénéficie alors de l’appui d’un artificier expérimenté, le Jordanien Marwan Khreesat,. Dès lors, celui-ci fabrique plusieurs EEI dissimulés à l’intérieur de radios-cassettes Toshiba Bombeat 453 à un seul haut-parleur, similaires au modèle à deux haut-parleurs RT-SF 16 Bombeat, utilisé pour faire exploser le vol 103,. Ces EEI sont associés à une charge explosive composée de Semtex et dotés d’un dispositif à pression barométrique, conçu pour se déclencher uniquement à une certaine altitude, contrairement à celui du vol 103 qui était équipé d’un minuteur,.
À l’insu du FPLP-GC, son artificier, Marwan Khreesat, est en réalité un agent du service de renseignement jordanien (GID), qui rend compte des activités de la cellule, ces informations étant ensuite transmises aux services de renseignement occidentaux,,. Grâce à cela, la police allemande découvre que les membres surveillent plusieurs cibles, notamment un vol de la compagnie aérienne espagnole Iberia, reliant Madrid à Tel Aviv via Barcelone, pour lequel une opération est prévue à la fin octobre 1988. En conséquence, la police allemande intervient le 26 octobre 1988 pour démanteler la cellule, procède à des perquisitions dans douze appartements et arrête une quinzaine de personnes dans six Länder,,. Au cours de l'opération, quatre engins piégés sont saisis,,,. Cependant, Marwan Khreesat révèle par la suite en avoir fabriqué cinq, mais le dernier n’a jamais été retrouvé,,,.
Selon l'enquête officielle, les éléments de preuve ne permettent toutefois pas d'établir que la cellule du FPLP-CG disposait des composants nécessaires à la fabrication d’un engin explosif semblable à celui utilisé contre le vol 103. En outre, aucun minuteur de type MST-13 ni radio-cassette à double haut-parleur n’a été retrouvé en lien avec la cellule, Marwan Khreesat ayant affirmé aux autorités américaines qu’il n’utilisait pas ces dispositifs pour dissimuler les bombes.

#### Iran
Le 3 juillet 1988, cinq mois et dix-huit jours avant l’attentat, un Airbus A300 effectuant le vol Iran Air 655 est abattu par erreur au-dessus du golfe Persique par des missiles lancés depuis le croiseur américain USS Vincennes, ce qui entraîne la mort des 290 personnes à bord,. Le signal radar de l’avion de ligne a été pris par erreur pour celui d’un avion de chasse iranien F-14 et le capitaine du croiseur a fait ouvrir le feu sans confirmation préalable,. Les États-Unis n’ont jamais reconnu leurs torts ni assumé leur responsabilité, le vice-président de l’époque, George H. W. Bush, déclarant en août 1988 : « Je ne présenterai jamais d’excuses au nom des États-Unis d’Amérique, jamais. Les faits m’importent peu »,. Un certain nombre de journalistes ont estimé que l’hypothèse d’une vengeance iranienne en représailles à la destruction du vol 655 a été écartée trop rapidement par les enquêteurs,. L’implication de l’Iran est fréquemment évoquée, soit en lien avec le groupe palestinien du FPLP-GC, soit dans le cadre du placement de la bombe lors de l’escale de l’avion à l'aéroport de Londres-Heathrow,.
En août 1989, le président des États-Unis George H. W. Bush nomme Ann McLaughlin Korologos, ancienne secrétaire au Travail, à la tête d'une Commission présidentielle sur la sûreté aérienne et le terrorisme (PCAST), chargée d’examiner la politique de sécurité aérienne à la suite de l’attentat contre le vol 103. Avant de remettre leur rapport, les membres de la PCAST rencontrent un groupe de familles britanniques de victimes à l'ambassade des États-Unis à Londres en février 1990. L’un des parents, Martin Cadman, affirme qu'à cette occasion un membre de la Commission lui aurait confié : « Votre gouvernement et le nôtre savent exactement ce qu'il s’est passé, mais ils ne le révéleront jamais »,,,.
À la même époque, la Defense Intelligence Agency (DIA) des États-Unis croit fermement qu’Ali Akbar Mohtashamipur, ministre iranien de l’Intérieur entre 1985 et 1989, a versé dix millions de dollars pour financer l’attentat, en représailles à la destruction du vol 655. Selon l'agence américaine, il aurait chargé Ahmed Jibril, à la tête du FPLP-GC, de mettre en œuvre l’opération. En 2009, l’ancien analyste de la CIA Robert Baer affirme que l’agence avait toujours eu connaissance du rôle de l’Iran dans l’attentat et qu’un dossier confidentiel devait être présenté comme preuve lors du second appel d'Abdelbaset al-Megrahi. Il suggère que son abandon aurait été encouragé afin d’éviter que ces éléments ne soient révélés devant la justice. En 2014, Abolghasem Mesbahi, ancien responsable des services de renseignement iraniens en Europe, qui a fait défection en Allemagne dans les années 1990, affirme à des journalistes d'Al Jazeera que la décision de se venger a été prise rapidement par le régime iranien, puis approuvée au plus haut niveau, y compris par l’ayatollah Khomeini,. L'Iran, de son côté, a toujours nié toute implication dans l'attentat,.

#### Autres théories
Au fil des années, de nombreuses théories alternatives sont proposées pour expliquer le complot derrière l'attentat de Lockerbie, principalement en raison d'allégations selon lesquelles la Libye a été injustement accusée,,,,. Ainsi, selon l'une de ces théories, la Syrie serait responsable de l'attentat. Selon une autre, la CIA aurait fait exploser l'avion pour éliminer un lanceur d'alerte. D'autres encore accusent le palestinien Abu Nidal ou encore le régime de l'apartheid en Afrique du Sud, qui aurait fait assassiner le commissaire de l'ONU pour la Namibie, Bernt Carlsson,.

## Compensations

### De Pan Am
En 1992, un tribunal fédéral américain juge Pan Am coupable de négligence volontaire, reprochant à la compagnie le laxisme de son dispositif de sécurité ainsi que le non-respect d’un programme de sûreté de la Federal Aviation Administration (FAA),,,. Ce programme exigeait que les bagages non accompagnés soient inspectés manuellement et que ceux enregistrés soient correctement associés aux passagers embarquant, tandis que Pan Am privilégiait la méthode moins efficace du dépistage par rayons X, sans contrôles supplémentaires. Deux des filiales de Pan Am, Alert Management Inc., responsable de la sécurité dans les aéroports étrangers, ainsi que Pan American World Services, sont également jugées responsables,. Ce jugement se retrouve par la suite confirmé par la Cour suprême des États-Unis en 1995. En tenant la compagnie pleinement responsable des dommages subis, cette décision permet aux familles des victimes de poursuivre les assureurs de Pan Am, la compagnie ayant disparu en 1991, afin d'obtenir des dommages et intérêts. Certaines familles parviennent ainsi à obtenir plusieurs millions de dollars à l’issue des procédures judiciaires. En 1996, la majorité des procédures restantes se concluent par un accord amiable, avec une indemnisation estimée à 500 000 dollars par famille.

### De la Libye
L’indemnisation des familles des victimes du vol 103 figure parmi les conditions établies par l’ONU pour permettre la levée des sanctions imposées à la Libye depuis 1992. En mai 2002, la Libye propose de verser 2,7 milliards de dollars aux familles des 270 victimes, soit dix millions de dollars par famille,,. Selon les termes de l’offre, 40 % du montant seraient versés après la levée définitive des sanctions de l’ONU, déjà suspendues en 1999, 40 % supplémentaires suivraient la fin des sanctions économiques américaines, et les 20 % restants seraient débloqués une fois que la Libye serait retirée de la liste du département d'État américain des États considérés comme soutenant le terrorisme,. En septembre 2003, le Conseil de sécurité des Nations unies met fin à ces sanctions en adoptant la résolution 1506,.
Le 16 août 2003, la Libye reconnaît officiellement sa responsabilité dans l'attentat, par le biais d'une lettre adressée au président du Conseil de sécurité des Nations unies,,. La lettre, qualifiée comme dépourvue de toute expression de remords envers les victimes, affirme que la Libye accepte la responsabilité des actes commis par ses fonctionnaires,. Après la levée des sanctions américaines et onusiennes, le gouvernement libyen verse une indemnisation d’environ huit millions de dollars à chaque famille, pour un montant total avoisinant les 2,16 milliards,. Les États-Unis annoncent finalement, en mai 2006, la reprise complète de leurs relations diplomatiques avec la Libye, après avoir retiré le pays de la liste des États considérés comme soutenant le terrorisme,. En février 2004, le Premier ministre libyen Choukri Ghanem affirme dans une interview à la BBC que son pays a versé les indemnisations afin d'« acheter la paix » avec l’Occident et d’obtenir la levée des sanctions,,,. Cette déclaration est par la suite réfutée par le gouvernement libyen. De plus, à la suite de la décision rendue par la SCCRC en 2007, certaines sources avancent que si le second appel d'Abdelbaset al-Megrahi avait abouti, la Libye aurait pu tenter de revenir sur le versement des indemnisations,.
À la suite de discussions tenues à Londres en mai 2008, des responsables américains et libyens s’accordent pour engager des négociations visant à régler l’ensemble des demandes d’indemnisation encore en suspens, notamment celles concernant le vol UTA 772, l’attentat de 1986 contre la discothèque La Belle à Berlin-Ouest, ainsi que le vol 103. En août 2008, un accord d’indemnisation entre les États-Unis et la Libye est signé à Tripoli. Cet accord englobe vingt-six actions en justice engagées par des citoyens américains contre la Libye, ainsi que trois plaintes déposées par des citoyens libyens contre les États-Unis à la suite du bombardement de Tripoli et de Benghazi par les forces américaines en 1986. En octobre 2008, la Libye verse 1,5 milliard de dollars dans un fonds destiné à indemniser les familles des victimes de plusieurs attentats, couvrant notamment les 20 % restants de la somme convenue en 2002 concernant le vol 103,,,. En conséquence, le président des États-Unis George W. Bush signe le décret 13477, rétablissant l’immunité juridique du gouvernement libyen face aux poursuites pour actes de terrorisme et mettant fin à l’ensemble des procédures d’indemnisation aux États-Unis,. Le porte-parole du département d'État, Sean McCormack, salue alors cette décision comme une « étape louable […] ouvrant la voie à un partenariat américano-libyen continu et en expansion »,.

## Conséquences

### Sur la sûreté aérienne
Au cours des années 1980, les attentats à la bombe visant des avions de ligne se multiplient à un rythme alarmant. Ainsi, entre 1985 et 1990, plus de 1 000 personnes meurent dans de telles attaques à travers le monde. Les dispositifs de sécurité dans les aéroports, conçus au début des années 1970, sont alors majoritairement incapables de détecter certains explosifs, en particulier ceux de type plastic,. À la suite de l’attentat de Lockerbie, le renforcement de la sûreté aéroportuaire apparaît ainsi comme la principale piste d’amélioration envisagée pour le secteur du transport aérien.

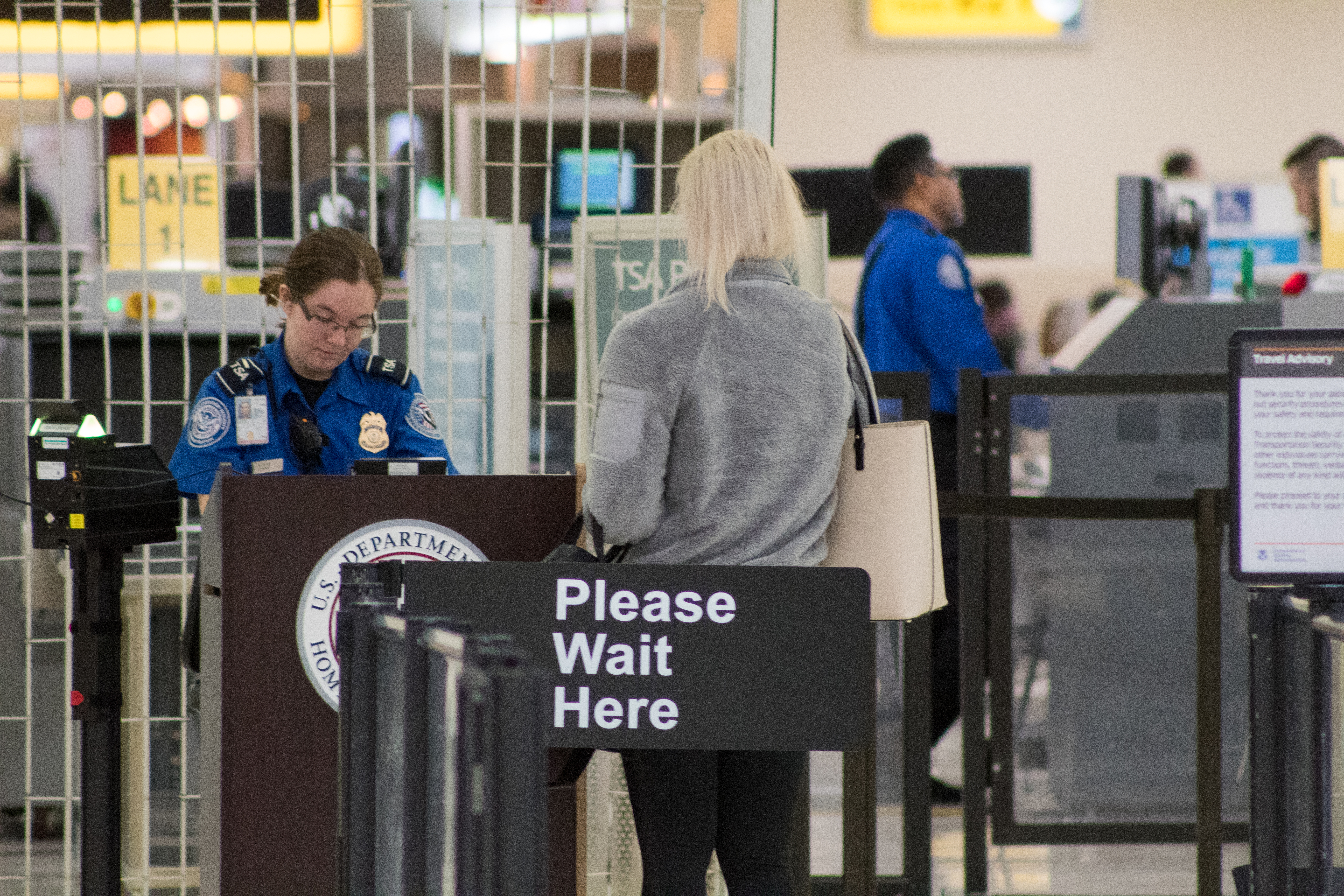
Les mesures de sécurité renforcées instaurées après les attentats du 11 septembre 2001, tant pour les passagers que pour les bagages, se sont généralisées aux aéroports du monde entier. Cette photographie prise en 2019 dans un aéroport aux États-Unis illustre cette évolution à travers la présence d’agents de la TSA effectuant les contrôles.

En février 1989, un collectif baptisé « Victimes du vol Pan Am 103 », rassemblant de nombreuses familles de victimes, voit le jour dans le but de faire pression sur les autorités publiques afin qu’elles renforcent la sûreté aérienne. Sous leur impulsion, le président des États-Unis, George H. W. Bush, met en place la Commission présidentielle sur la sûreté aérienne et le terrorisme (PCAST), qui remet en mai 1990 un rapport proposant soixante-quatre recommandations destinées à renforcer la prévention des actes de sabotage dans l'aviation civile. S’appuyant largement sur ces propositions, le président Bush promulgue, en novembre 1990, une loi sur l'amélioration de la sûreté aérienne, intitulée « Aviation Security Improvement Act of 1990 ». Cette loi amorce une réforme du système de sûreté aérienne aux États-Unis, jusqu’alors critiqué pour son manque d’anticipation et de coordination. Elle instaure notamment la présence permanente de représentants de la Federal Aviation Administration (FAA) dans les aéroports intérieurs et étrangers, en remplacement des inspections ponctuelles, ainsi qu’un renforcement de la formation du personnel aéroportuaire. Cependant, dans les années 1990, les progrès restent lents en raison des difficultés techniques liées à la mise en place de systèmes fiables de détection d'explosifs dans les bagages, ainsi que des réticences des compagnies aériennes, préoccupées par les retards que ces dispositifs pourraient engendrer.
Ce n'est qu’à la suite des attentats du 11 septembre 2001 qu'une prise de conscience généralisée s’impose en matière de sûreté aéroportuaire. Dès janvier 2002, la FAA rend obligatoire l'association systématique des bagages à leur propriétaire, accompagnée du renforcement des contrôles préalables à l’embarquement. De plus, la gestion de ces contrôles, auparavant assurée par les compagnies aériennes ou leurs sous-traitants, passe sous la responsabilité du gouvernement fédéral avec la création, en novembre 2001, de la Transportation Security Administration (TSA). À la fin 2002, l’ensemble des aéroports commerciaux du pays se retrouvent dotés d’équipements permettant l’inspection systématique des bagages pour détecter la présence d’explosifs,. En parallèle, des mesures similaires sont adoptées au sein de l’Union européenne à partir de décembre 2002, avec l’entrée en vigueur du règlement no 2320/2002, qui vise à harmoniser et à renforcer la sûreté de l’aviation civile dans l’ensemble de ses États membres,.

### Devenir de Pan Am

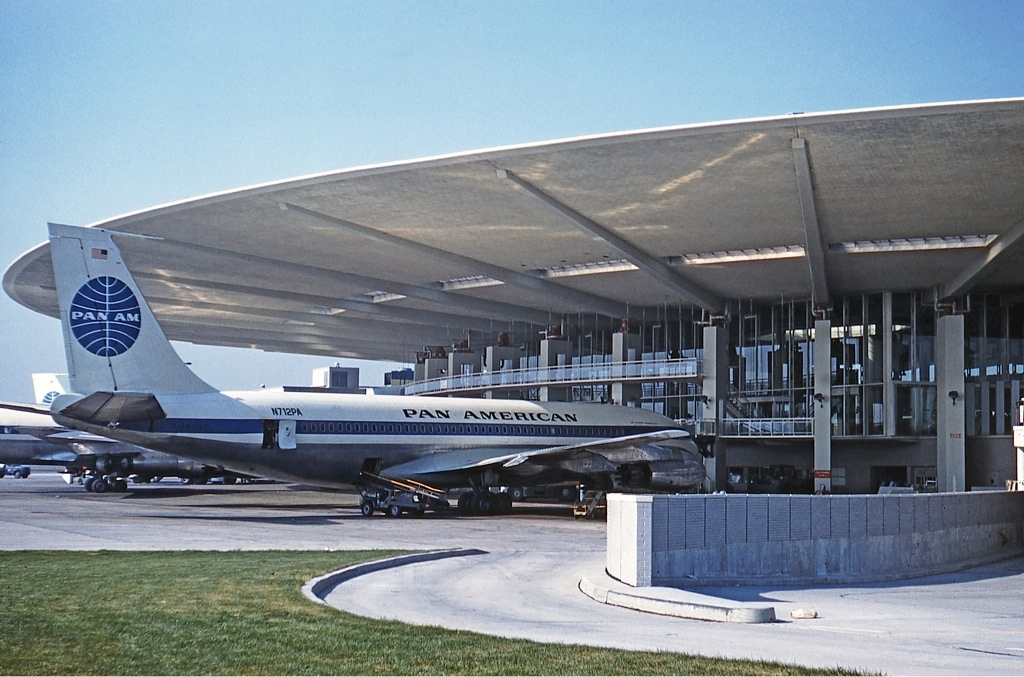
Un Boeing 707 de Pan Am au Worldport de l'aéroport international de New York, en 1961, incarnant l'image de modernité de la compagnie dans les années 1960.

La Pan American World Airways, un temps la plus grande compagnie aérienne internationale des États-Unis et l'une des plus prestigieuses et célèbres au monde, ne s'est jamais remise de l'attentat,. Déjà fragilisée par le premier choc pétrolier et la flambée du marché pétrolier après 1973, ainsi que par la déréglementation du transport aérien au début des années 1980, la compagnie subit un nouveau revers majeur avec la perte du vol 103 à la fin 1988. En outre, depuis juin 1986, Pan Am mettait en avant un nouveau programme de sécurité qu'elle présentait comme particulièrement rigoureux, avec des contrôles stricts des passagers, du personnel, des installations, des bagages et des avions. À cette occasion, elle lance une importante campagne publicitaire à destination du grand public pour vanter ces nouvelles mesures, présentées comme « l’un des programmes de sécurité les plus ambitieux » du secteur aérien. L'attentat entraîne pour la compagnie des pertes de plusieurs centaines de millions de dollars et endommage gravement sa réputation, notamment en raison des négligences constatées dans ses mesures de sécurité. Ayant recentré ses activités sur les liaisons transatlantiques après la vente de ses lignes vers le Pacifique au milieu des années 1980, la compagnie est encore affaiblie par la chute du trafic passagers provoquée par le déclenchement de la guerre du Golfe à l’été 1990.
Le 8 janvier 1991, à peine plus de deux ans après l'attentat, Pan Am se déclare en faillite et cède la majorité de ses lignes à des concurrents tels que Delta Air Lines ou United Airlines,. Le 4 décembre 1991, la compagnie réalise son dernier vol, entre la Barbade et Miami, avant de cesser définitivement ses activités. Elle met ainsi fin à soixante-quatre années d’exploitation et licencie ses 7 500 salariés,,.

### Épave de l'avion

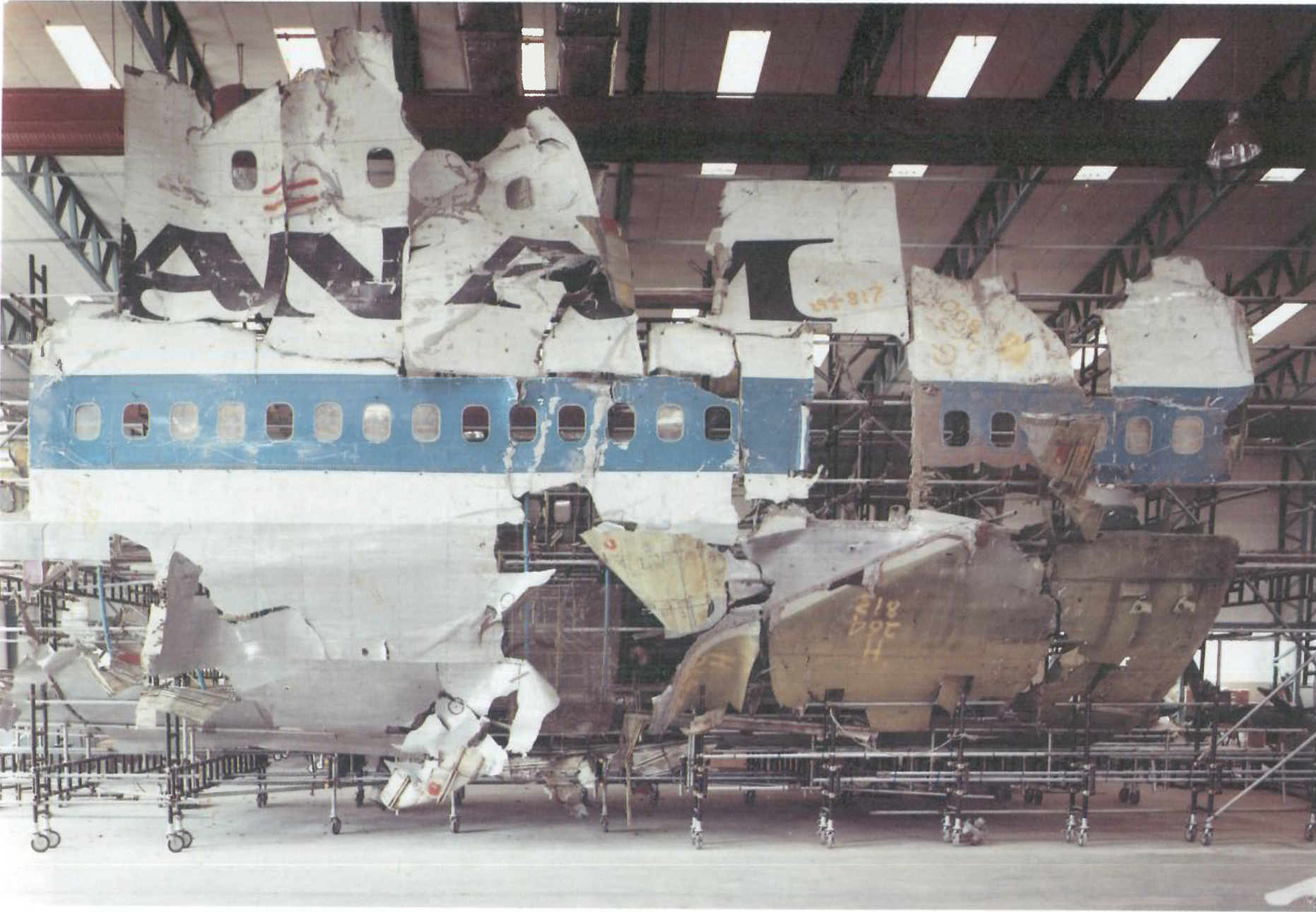
Reconstruction en trois dimensions d'une partie du fuselage du Boeing 747 à l'aéroport de Farnborough.

Dans le cadre de l’enquête, l'Air Accidents Investigation Branch (AAIB) reconstitue une section d'environ vingt mètres de long du fuselage du Boeing 747,. Les débris, considérés comme pièces à conviction, sont entreposés dans un hangar de l’aéroport de Farnborough, dans le Hampshire, où se trouve le siège de l'AAIB, à environ cinquante kilomètres au sud-ouest de Londres. En avril 2013, plus de vingt-quatre ans après l'attentat, cette section de l'avion est déplacée vers un site sécurisé près de Dumfries, en Écosse, où elle reste conservée en tant que preuve dans l'enquête pénale. En décembre 2024, la section est transférée aux États-Unis dans le cadre de la préparation du procès d'Abu Agila Mohammad Masud.
Le reste de l'épave est entreposé dans une casse près de Tattershall, dans le Lincolnshire, y compris notamment les restes de la section avant, qui ont été découpés en plusieurs morceaux pour faciliter leur retrait de la colline où ils s'étaient écrasés,,.

## Mémoriaux et hommages

### États-Unis
Plusieurs mémoriaux, tant publics que privés, sont érigés aux États-Unis en hommage aux victimes du vol 103. À Montauk, dans l'État de New York, « Dark Elegy » (« Élégie sombre »), œuvre de la sculptrice Suse Lowenstein, qui a perdu son fils de vingt-et-un ans, comporte soixante-quinze statues grandeur nature d'épouses et de mères nues ayant perdu un mari ou un enfant,. L'installation se trouve dans son jardin où elle est visible du public. Chaque statue renferme un souvenir personnel appartenant à l’une des victimes,.

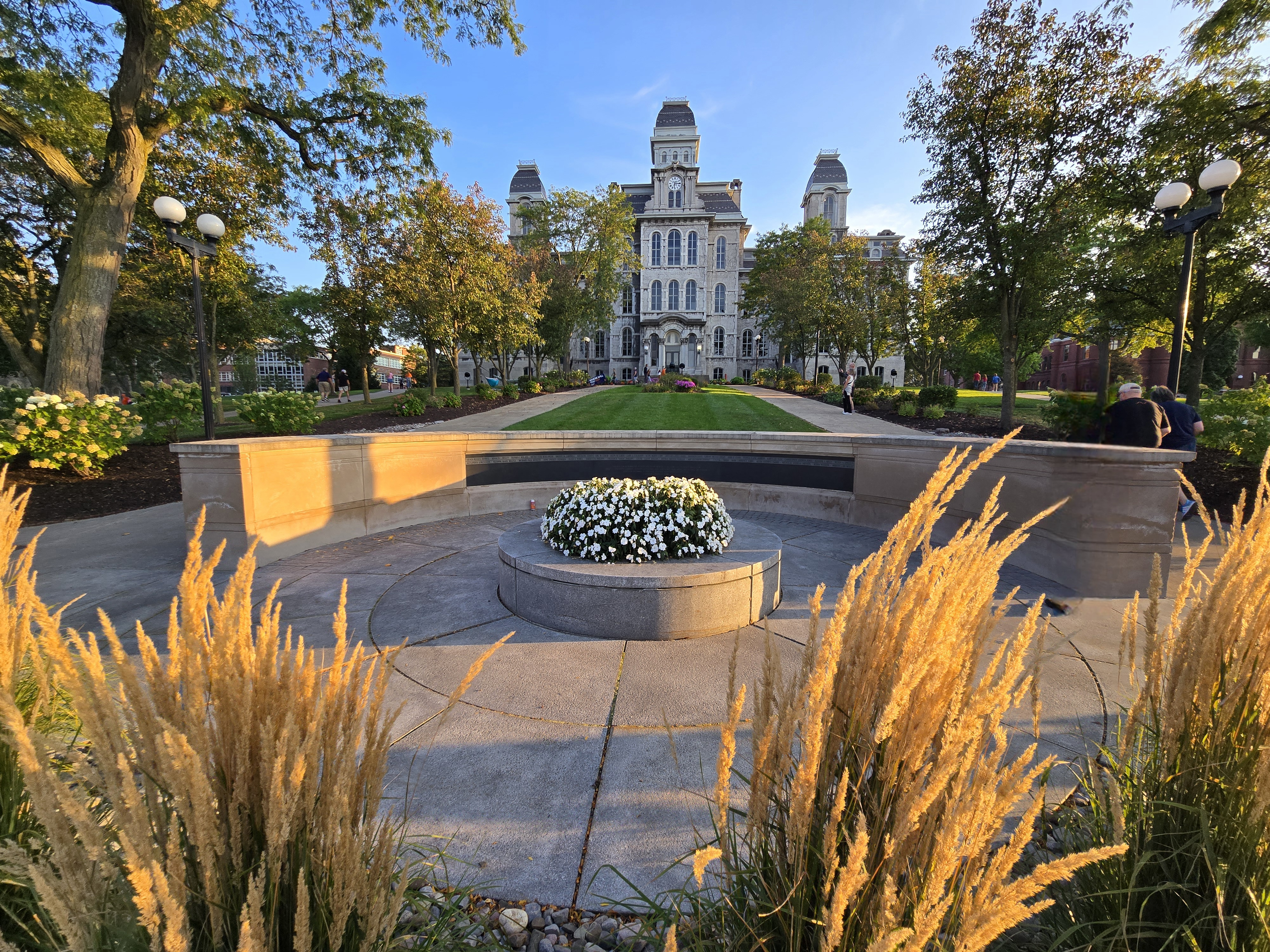
Mémorial de l'université de Syracuse, dans l'État de New York.

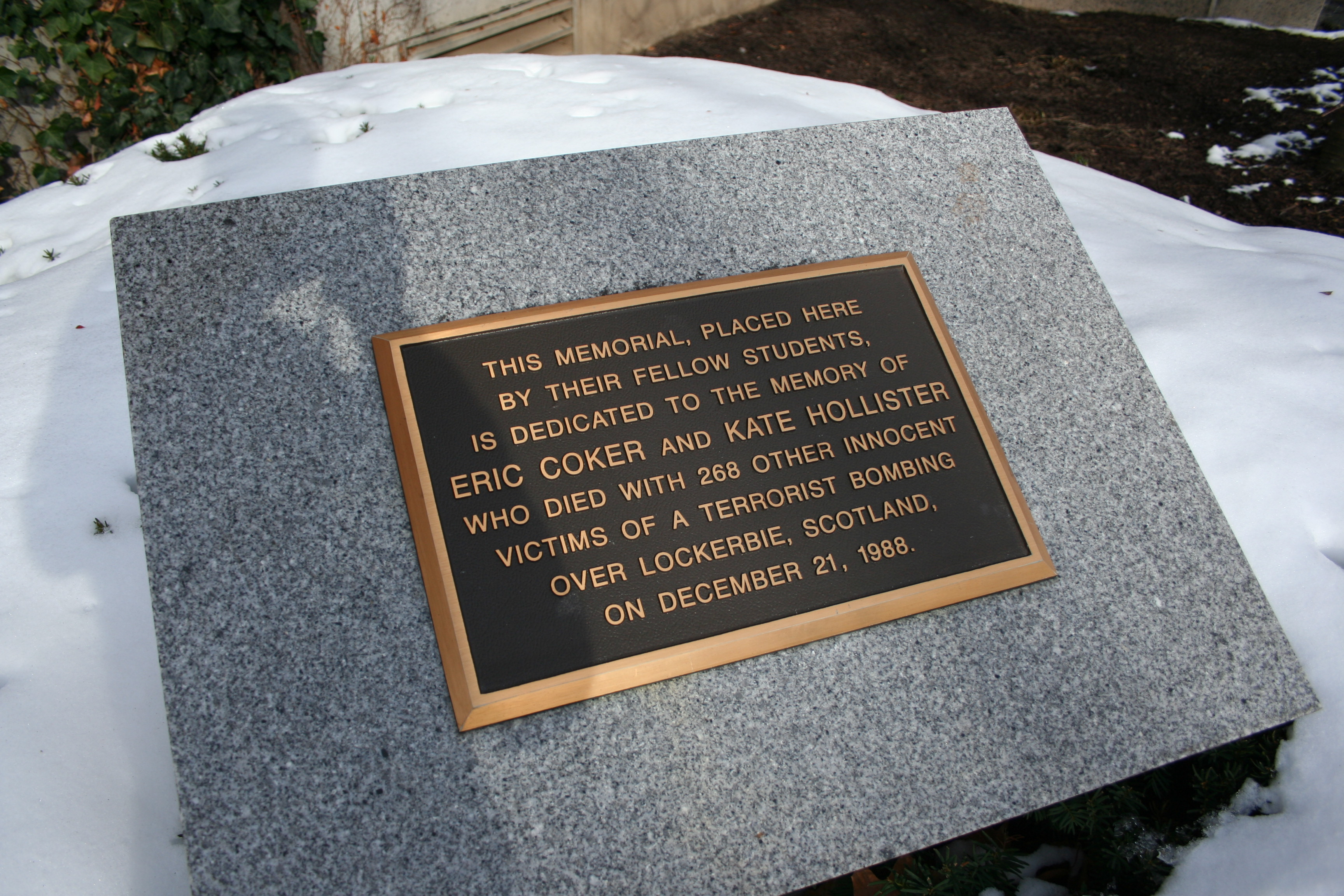
Plaque commémorative en l'honneur de deux étudiants, à l'université de Rochester, dans l'État de New York.

En novembre 1995, le président des États-Unis Bill Clinton inaugure un cairn en hommage aux victimes au cimetière national d'Arlington, en Virginie,. Depuis, une commémoration y est organisée chaque année à la date de l'attentat,,. Un monument similaire se trouve à l'université de Syracuse, où une « semaine du souvenir » est organisée chaque année pour honorer la mémoire des trente-cinq étudiants de l’établissement,,,. Chaque 21 décembre, un office commémoratif est célébré dans la chapelle de l’université à 14 h 3 heure de l'Est (19 h 3 UTC), l’heure exacte de l’explosion de la bombe à bord de l'avion,. Chaque année, l’université offre également une bourse couvrant les frais de scolarité à deux élèves de la Lockerbie Academy, une école secondaire à Lockerbie,. De plus, l’université décerne chaque année trente-cinq bourses à des étudiants en dernière année de cursus,,,. Les « bourses du souvenir » comptent ainsi parmi les distinctions les plus prestigieuses qu’un étudiant de l’université de Syracuse puisse obtenir.
Une plaque commémorative accompagnée d’un jardin en hommage à deux étudiants a été aménagée au sein de l’université de Rochester. À l’université Cornell, une chaire universitaire est créée au milieu des années 2000 à la mémoire d’un étudiant grâce aux fonds issus de l’indemnisation versée par la Libye. Les noms des victimes originaires du sud du New Jersey sont inscrits sur un mémorial dédié aux victimes du terrorisme à Cooper River Park, à Pennsauken, près de Philadelphie. Par ailleurs, un parc de Cherry Hill, dans la banlieue de Philadelphie, ville natale de l'étudiant Richard Monetti, a été renommé en son honneur.

Mémorial du cimetière national d'Arlington, en Virginie
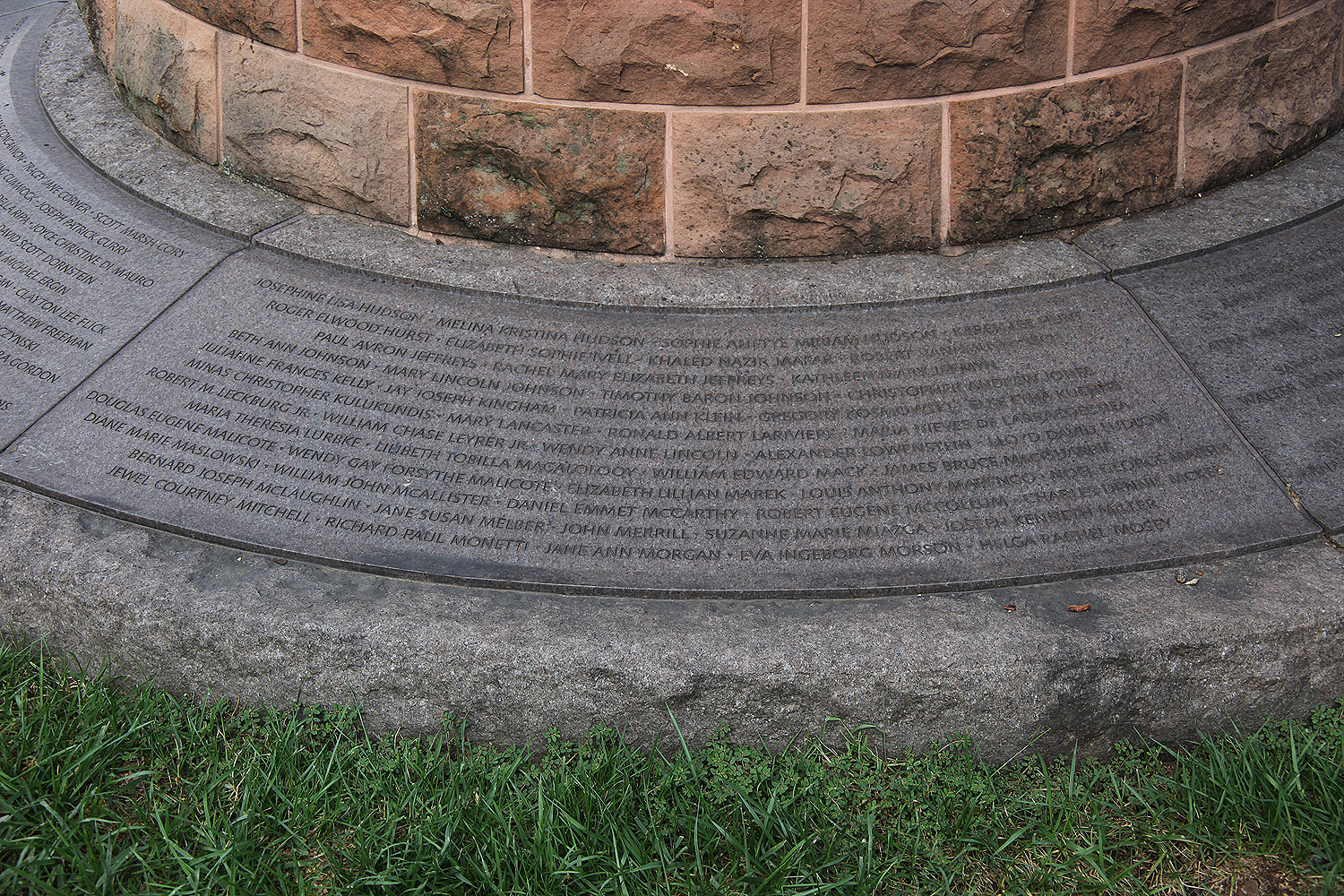
À la base du cairn figurent les noms de l’ensemble des victimes[388].
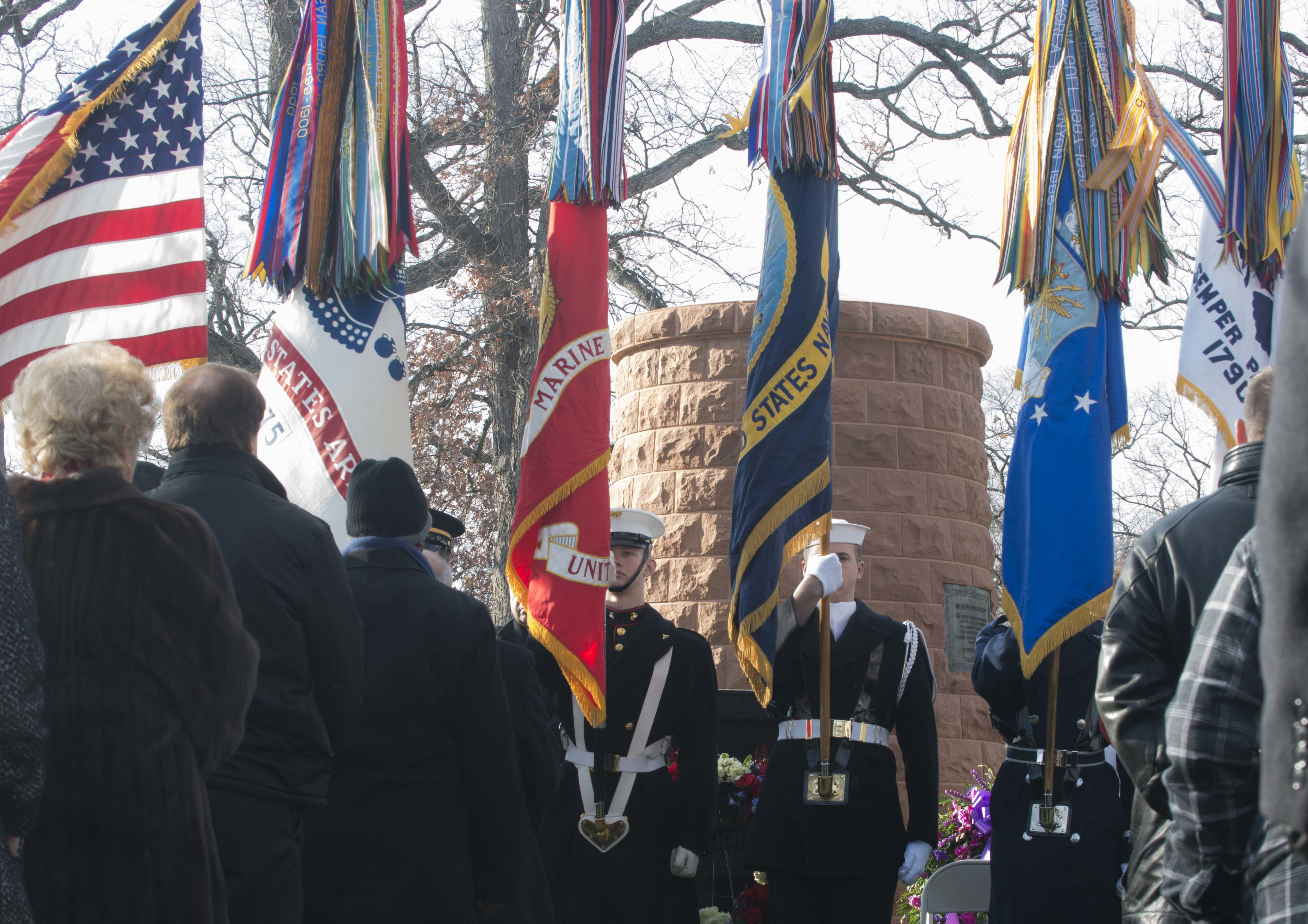
Cérémonie en l'honneur des victimes le 21 décembre 2014.
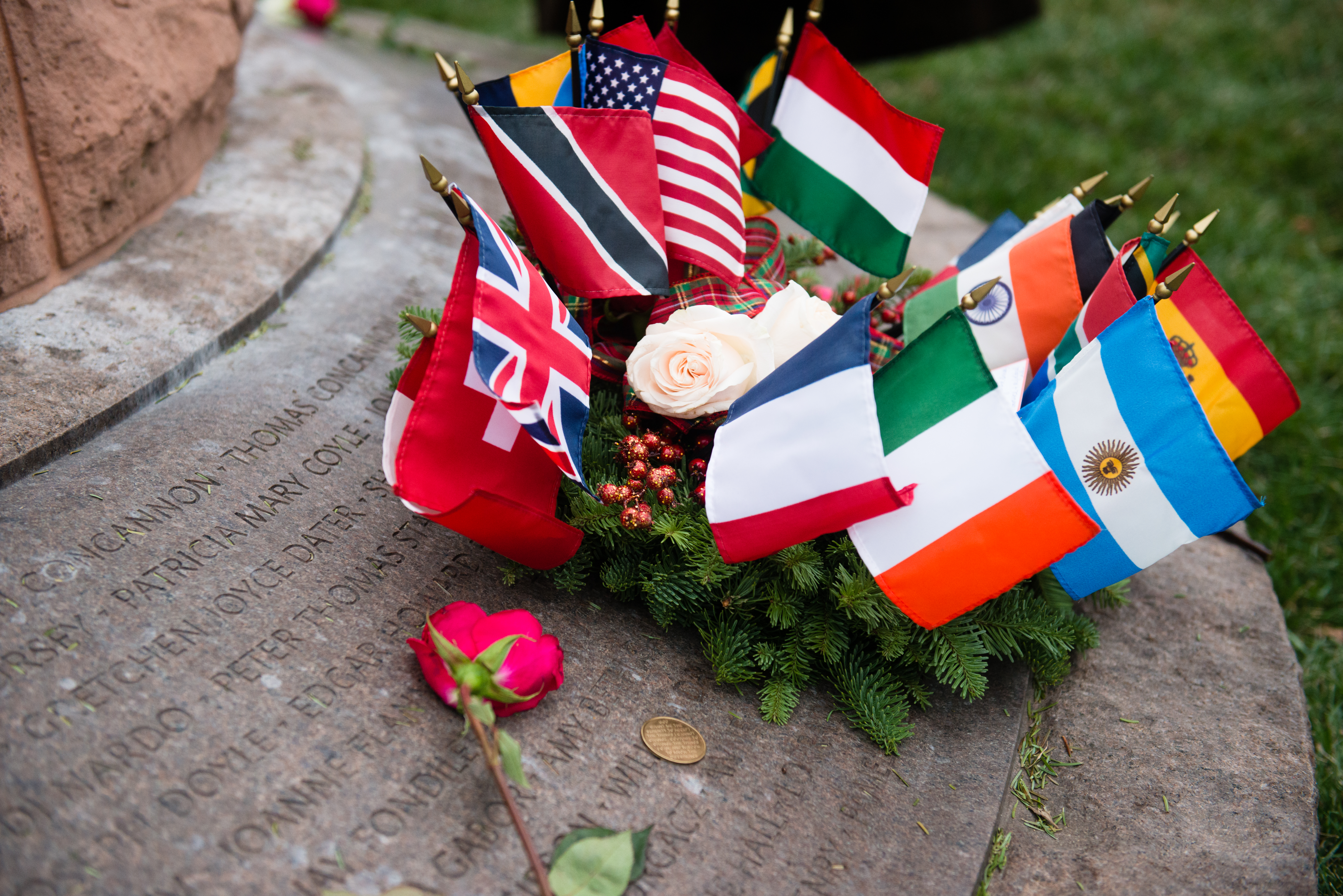
Après la cérémonie, une couronne de fleurs, des drapeaux et des souvenirs sont déposés au pied du cairn.
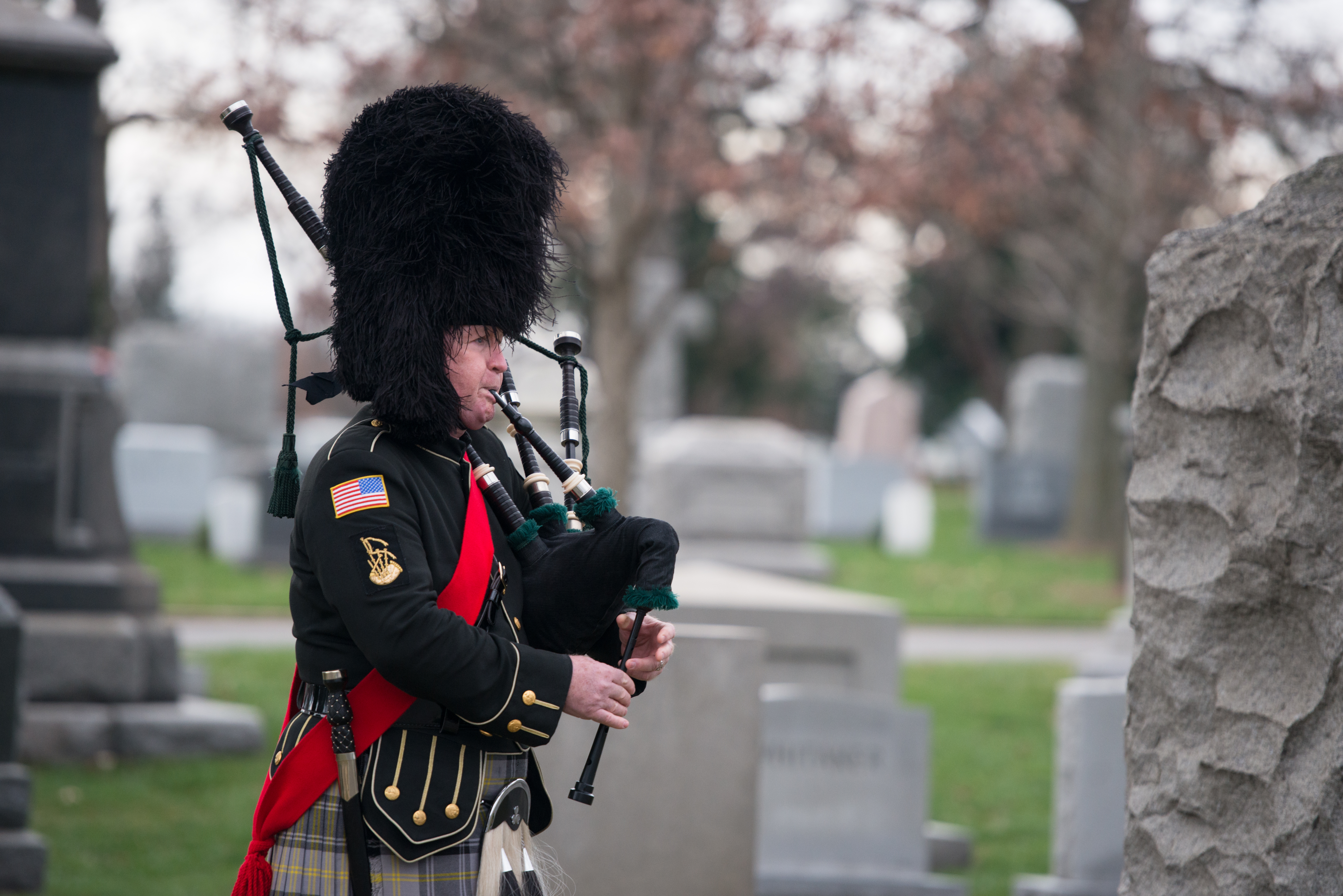
Un joueur de cornemuse lors de la commémoration du 21 décembre 2015.
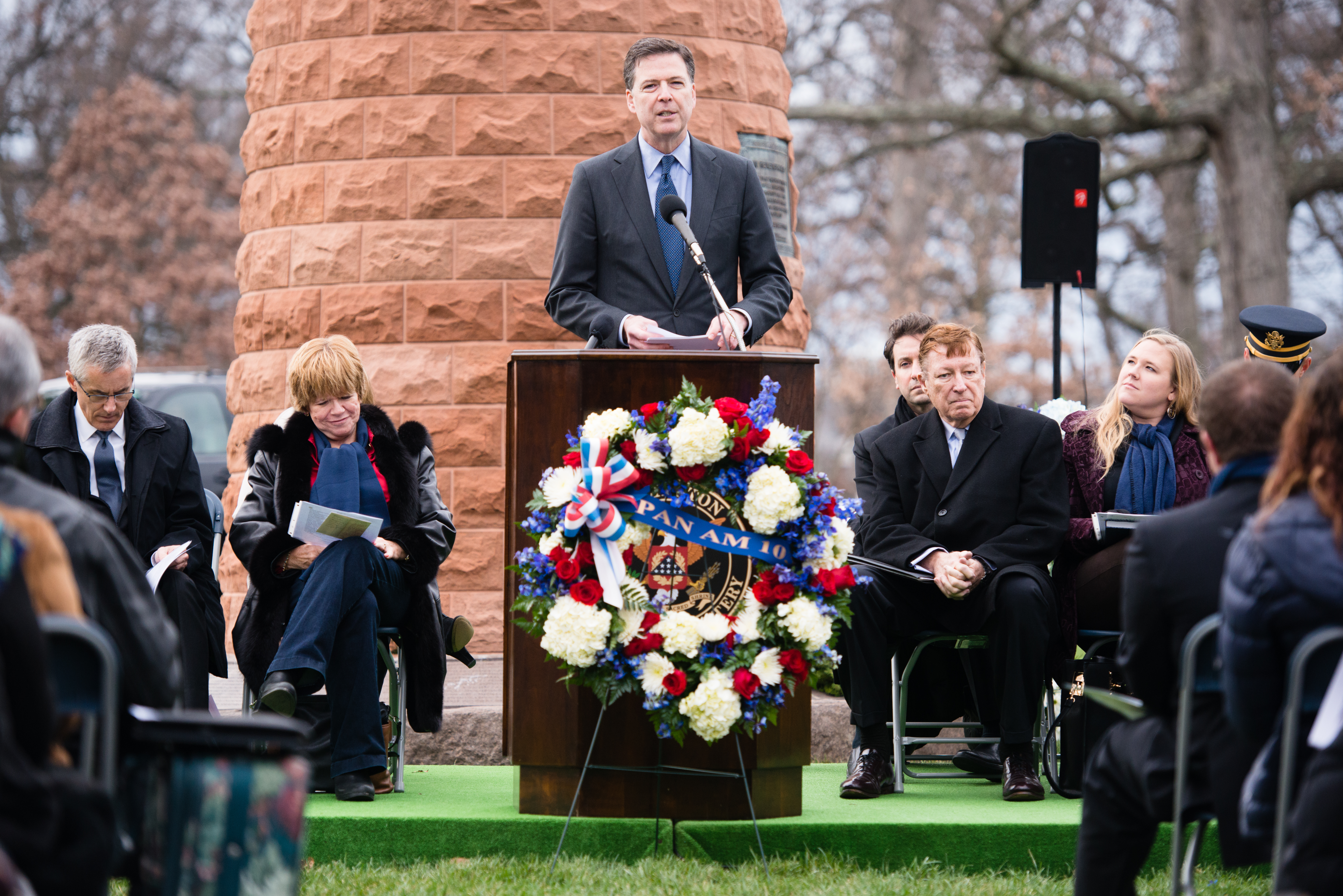
James Comey, directeur du FBI, lors de la commémoration du 21 décembre 2015[389].

### Lockerbie

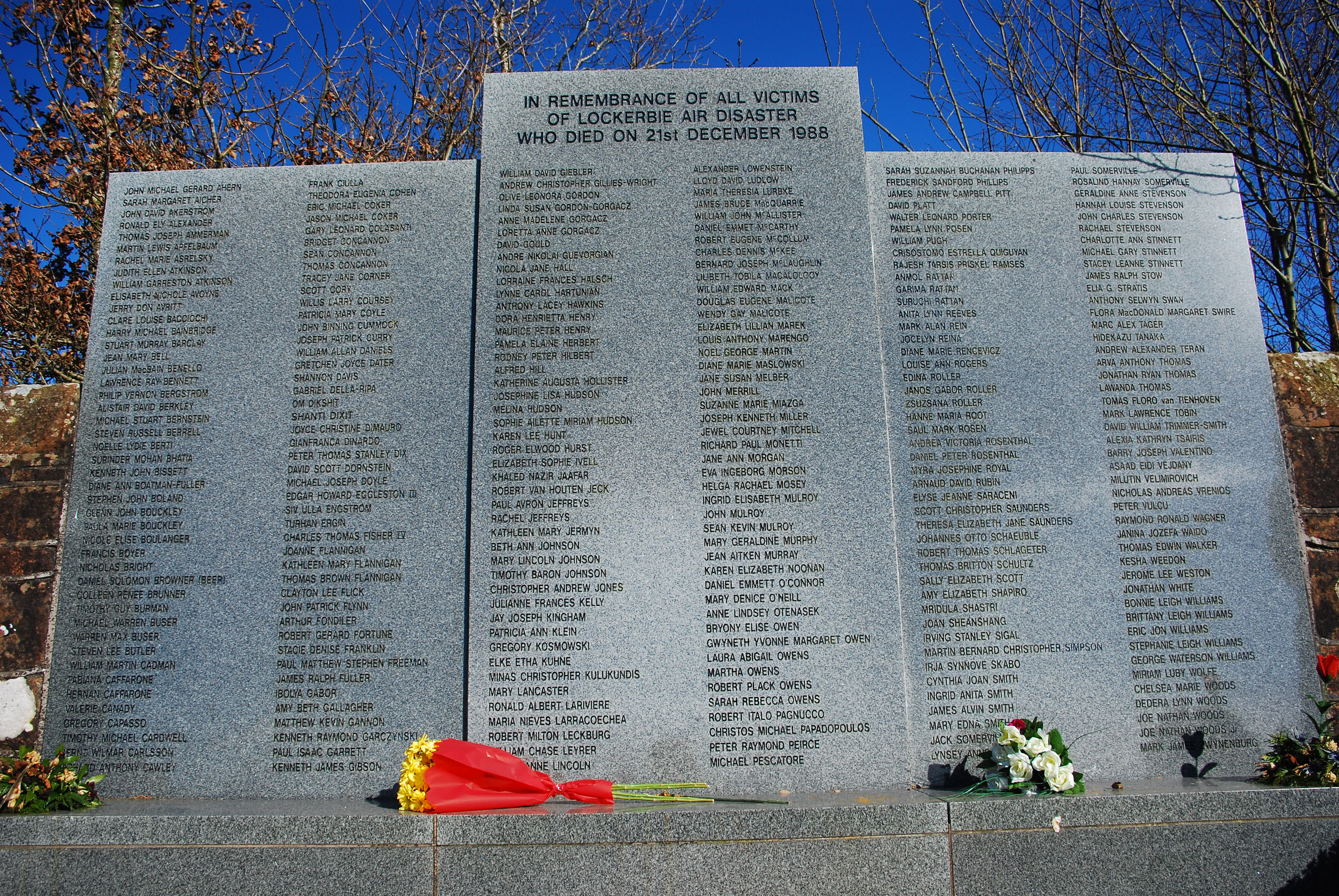
Mémorial du cimetière de Dryfesdale, à Lockerbie, présentant les noms des 270 victimes.

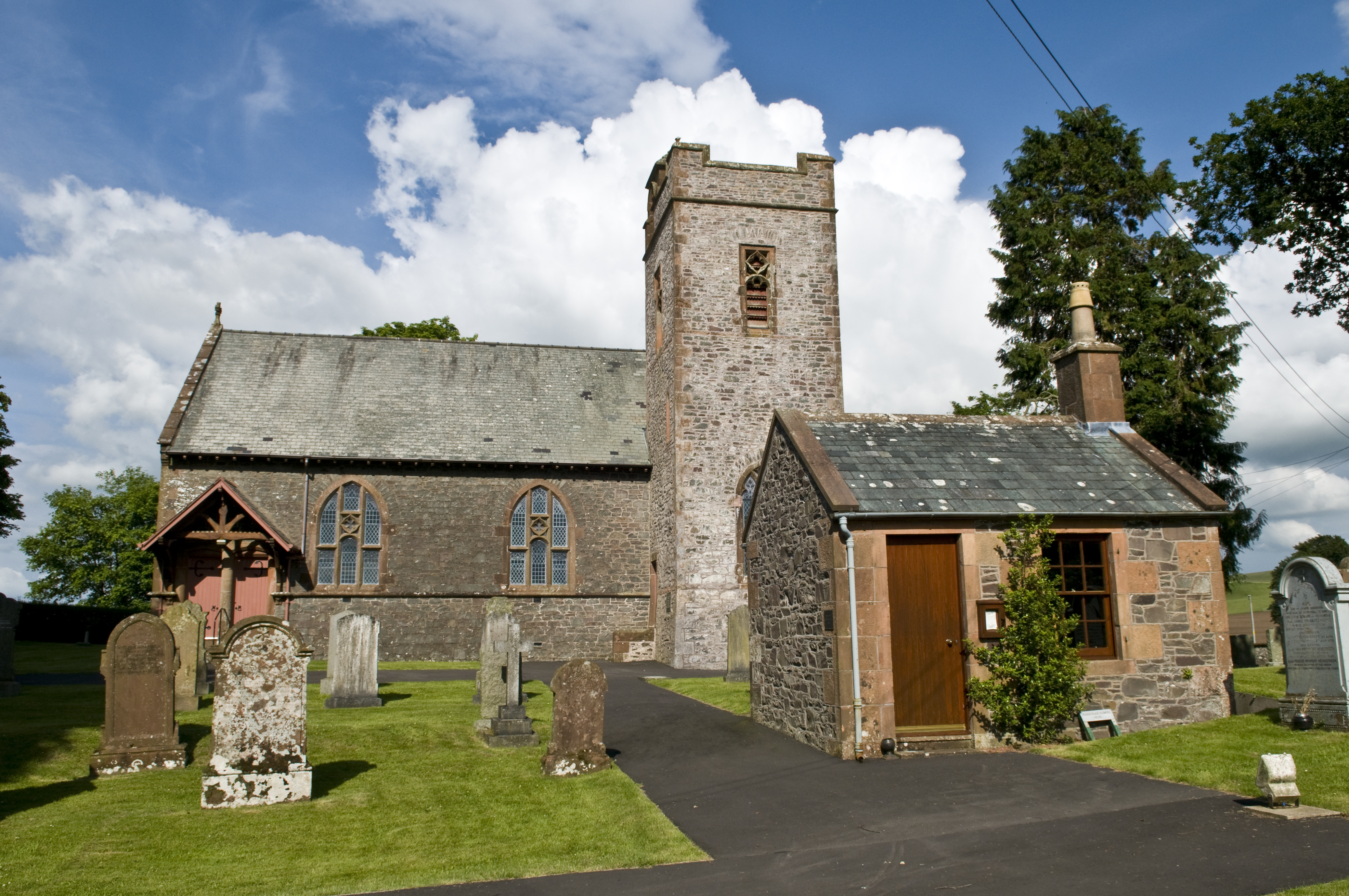
L’église de Tundergarth, située à proximité du lieu où la section avant de l’avion s’est écrasée, abrite sur sa droite une salle commémorative contenant un « livre du souvenir » répertoriant les noms des victimes.

Le principal mémorial au Royaume-Uni se trouve dans le cimetière de Dryfesdale, à environ 1,6 kilomètre à l’ouest de Lockerbie,. Dans un jardin du souvenir, un mur de pierre s’élève, gravé des noms des victimes, entouré de stèles individuelles et de monuments qui leur rendent hommage,. À environ quatre kilomètres à l’est du centre-ville, à l’église de Tundergarth, proche du lieu où la section avant de l’avion s'est écrasée, une petite salle commémorative abrite un livre du souvenir. Des plaques portant les noms des 270 victimes sont installées dans les églises catholiques de Lockerbie et de Moffat, à une vingtaine de kilomètres au nord, où des mémoriaux sont érigés en leur hommage. Dans la salle du conseil de l'hôtel de ville de Lockerbie, un vitrail illustre les drapeaux des vingt-et-un pays dont des citoyens ont péri dans l’attentat. Dans le quartier de Sherwood, un jardin du souvenir rend hommage aux onze habitants tués lorsque la chute d’une partie de l'aile de l’avion a détruit leurs maisons,. Une plaque commémorative est également installée dans le quartier de Rosebank, à l’endroit où la partie arrière de l’appareil s’est écrasée,.

Mémoriaux à Lockerbie
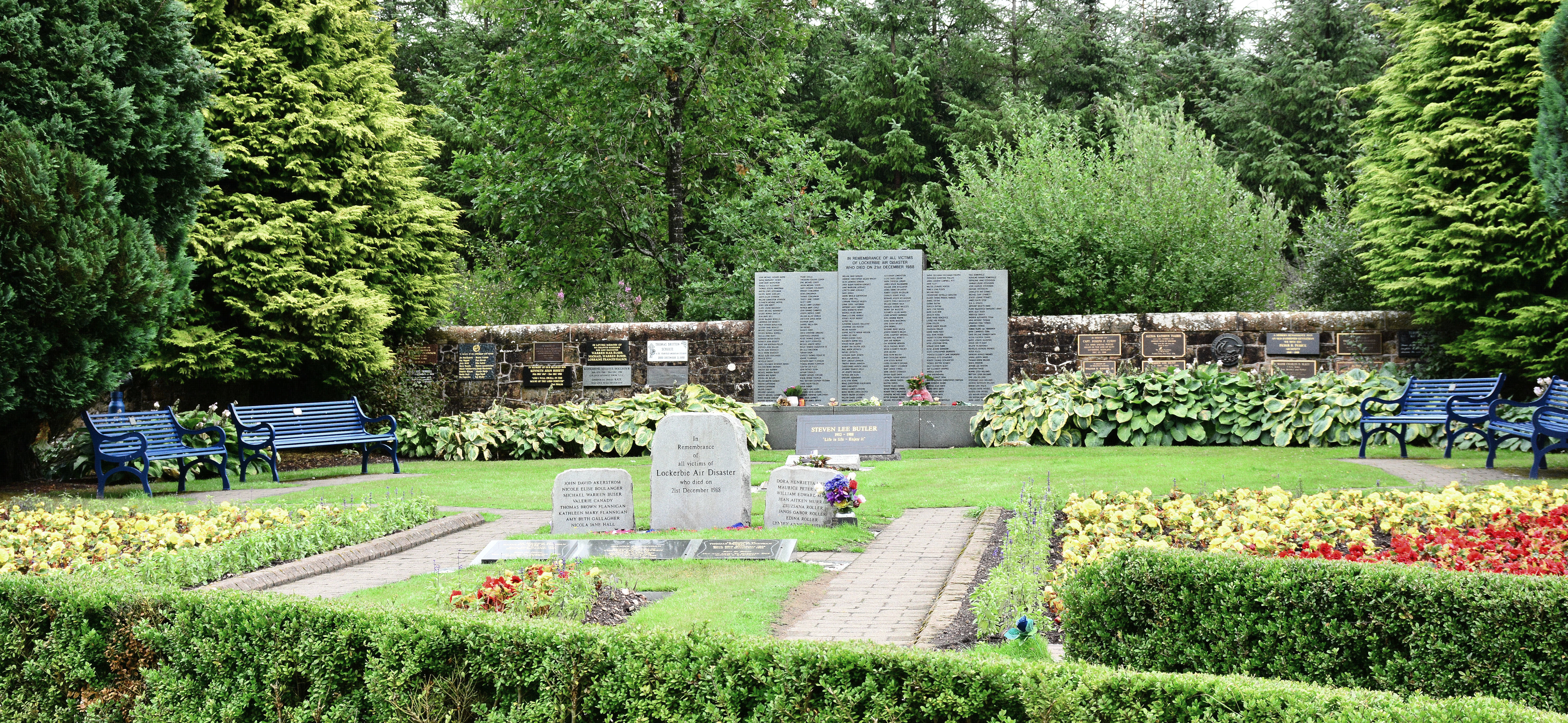
Jardin du souvenir du cimetière de Dryfesdale[397].
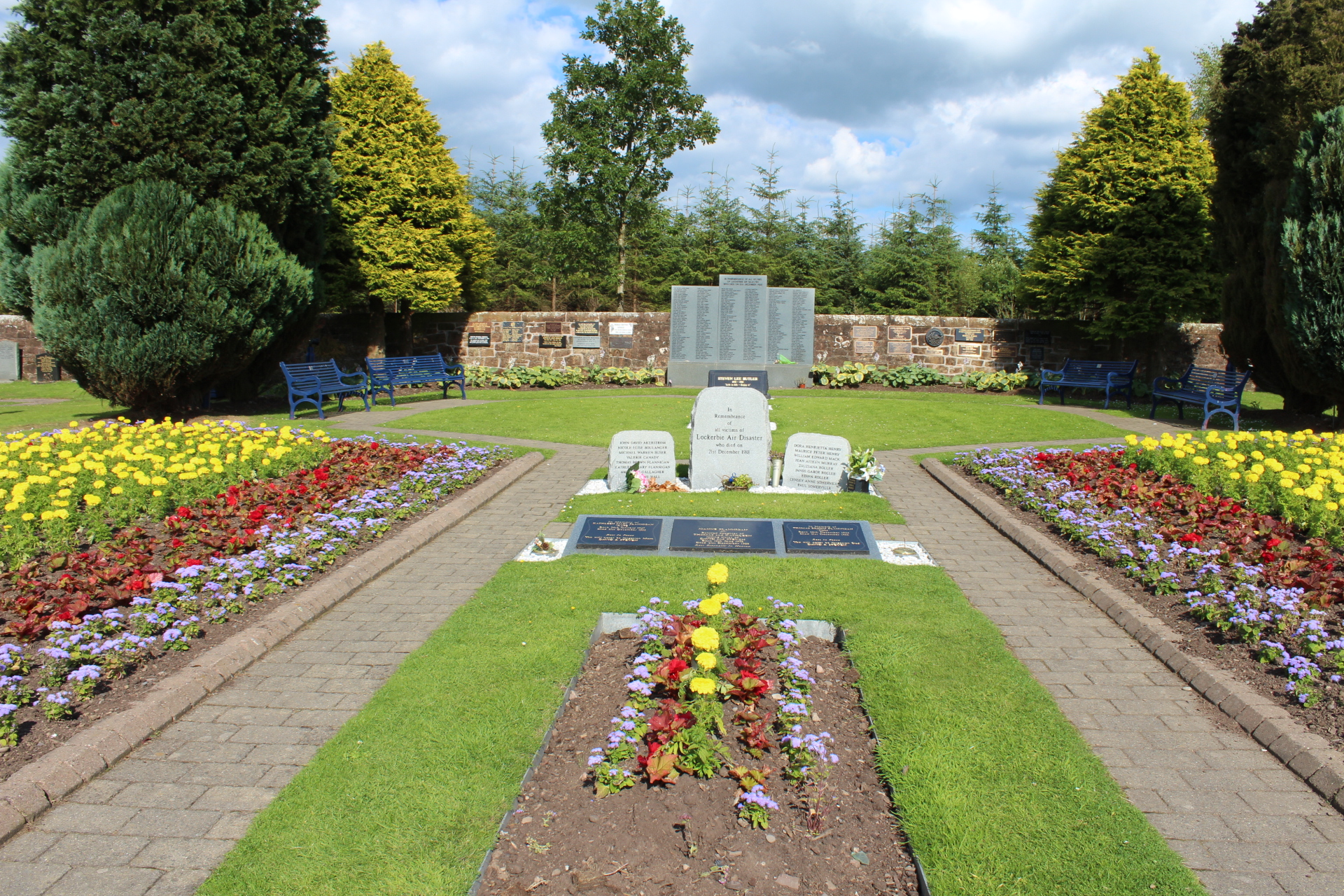
Mémorial et plaques commémoratives au cimetière de Dryfesdale.
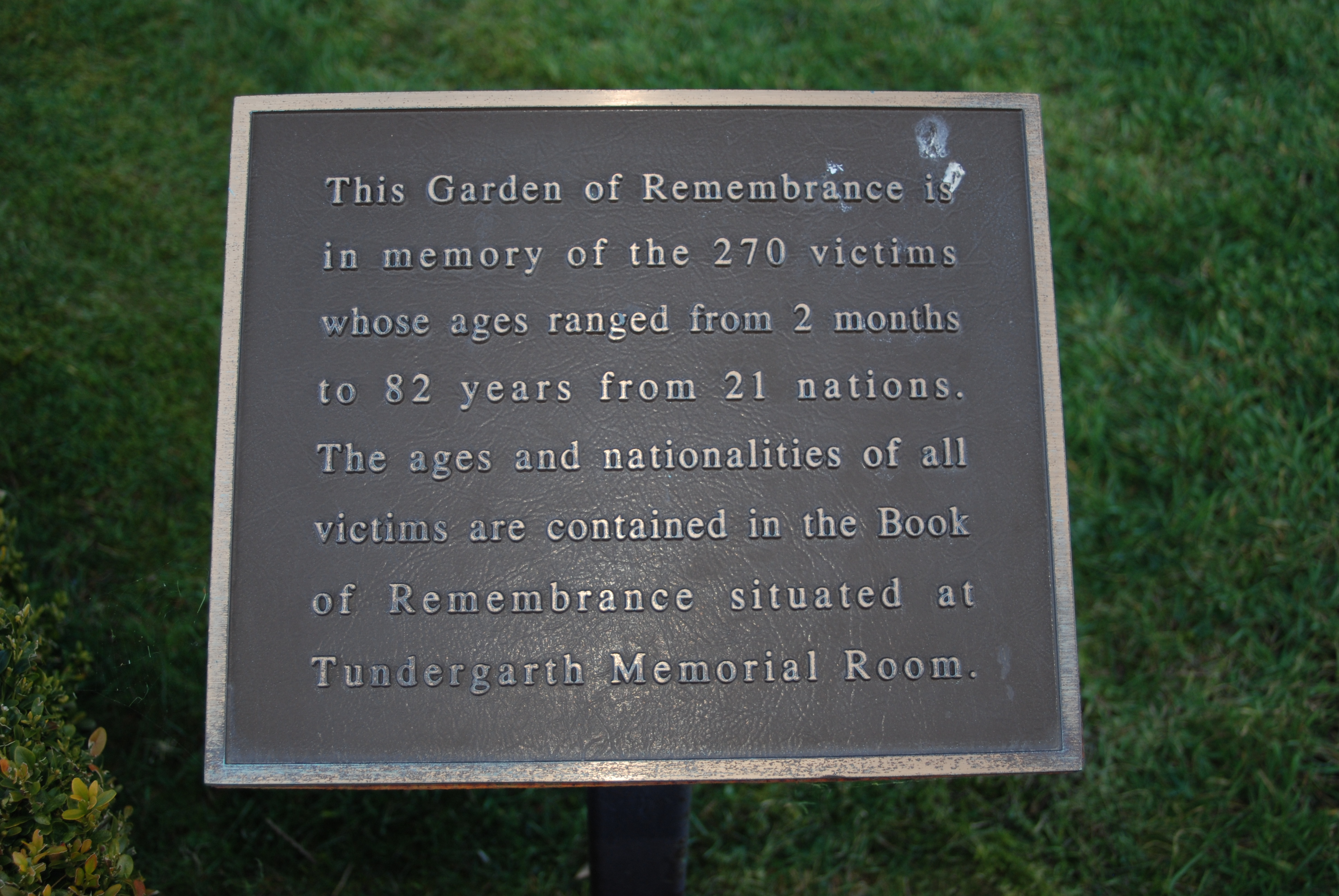
Plaque commémorative au cimetière de Dryfesdale, rendant « hommage aux 270 victimes, âgées de 2 mois à 82 ans, originaires de 21 nations ».
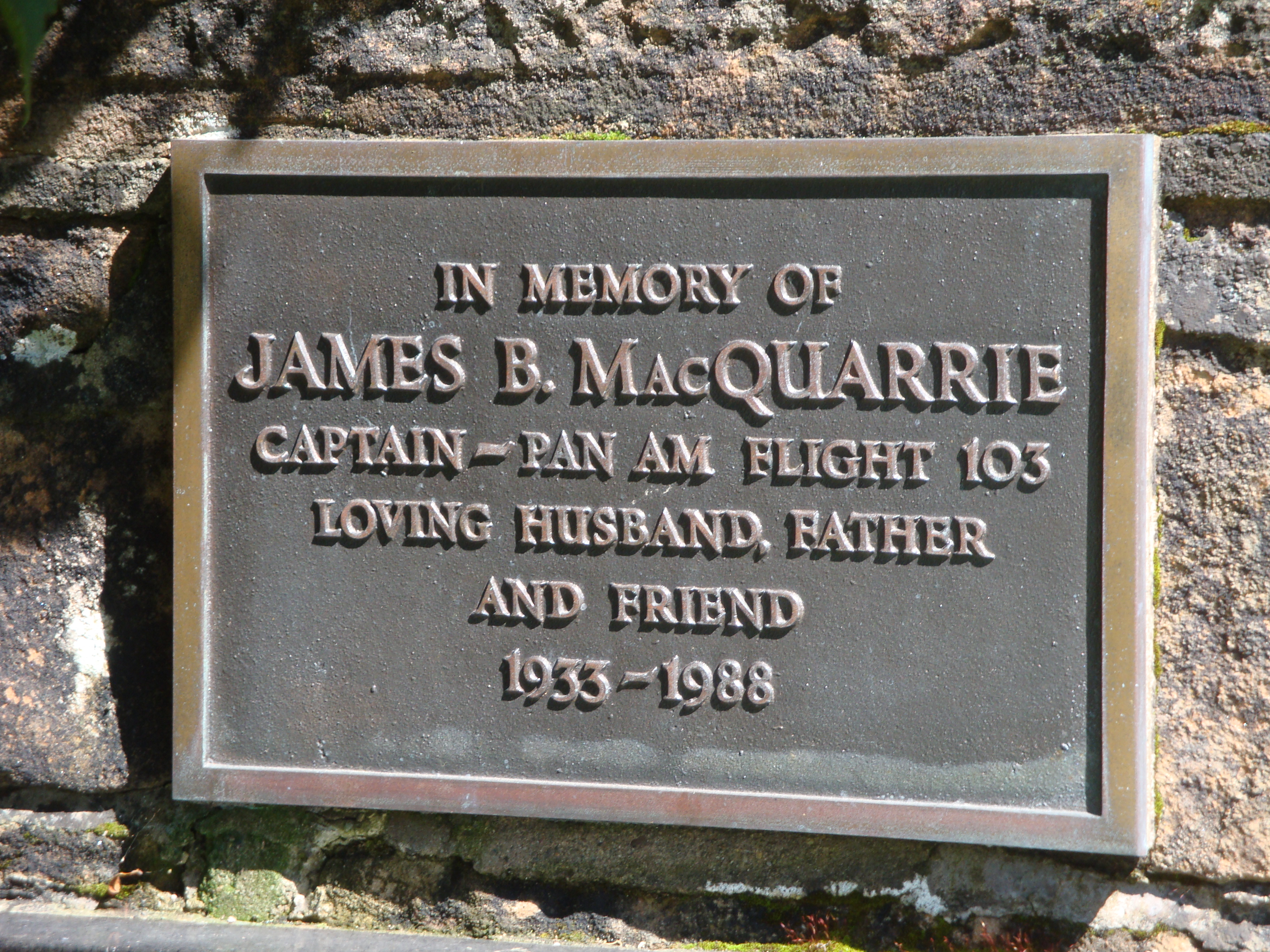
Plaque commémorative au cimetière de Dryfesdale en l'honneur du commandant de bord du vol 103, James B. MacQuarrie.
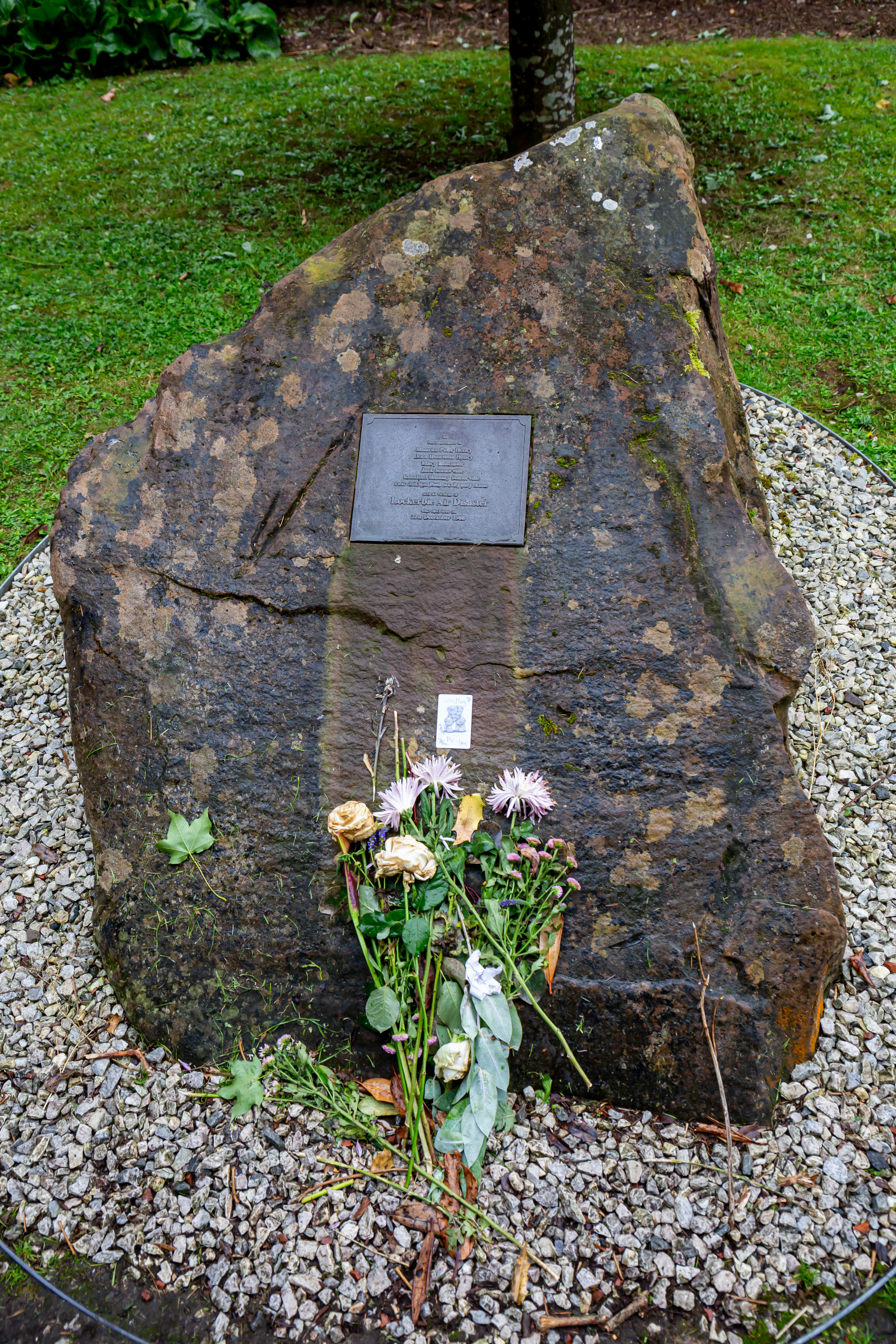
Stèle commémorative située dans le jardin du souvenir du quartier de Sherwood.
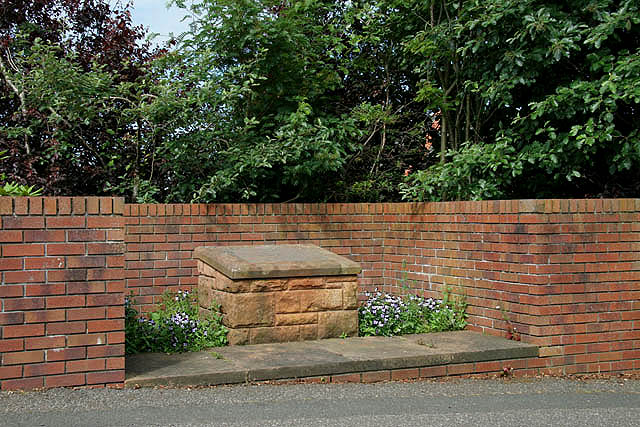
Plaque commémorative érigé dans le quartier de Rosebank.
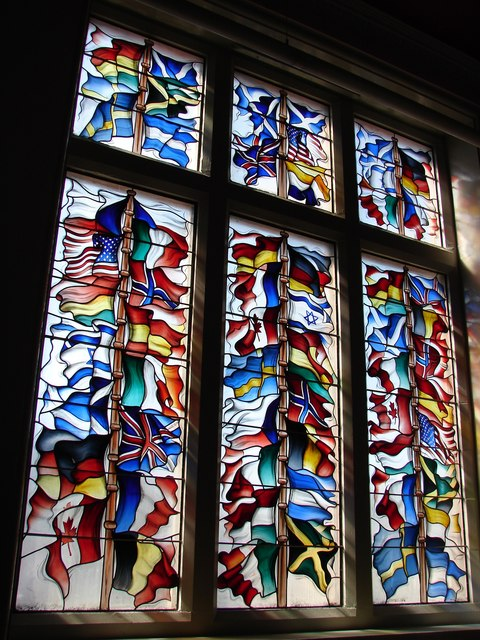
Vitrail commémoratif installé dans l'hôtel de ville de Lockerbie, illustrant les vingt-et-un drapeaux symbolisant les nationalités des victimes.
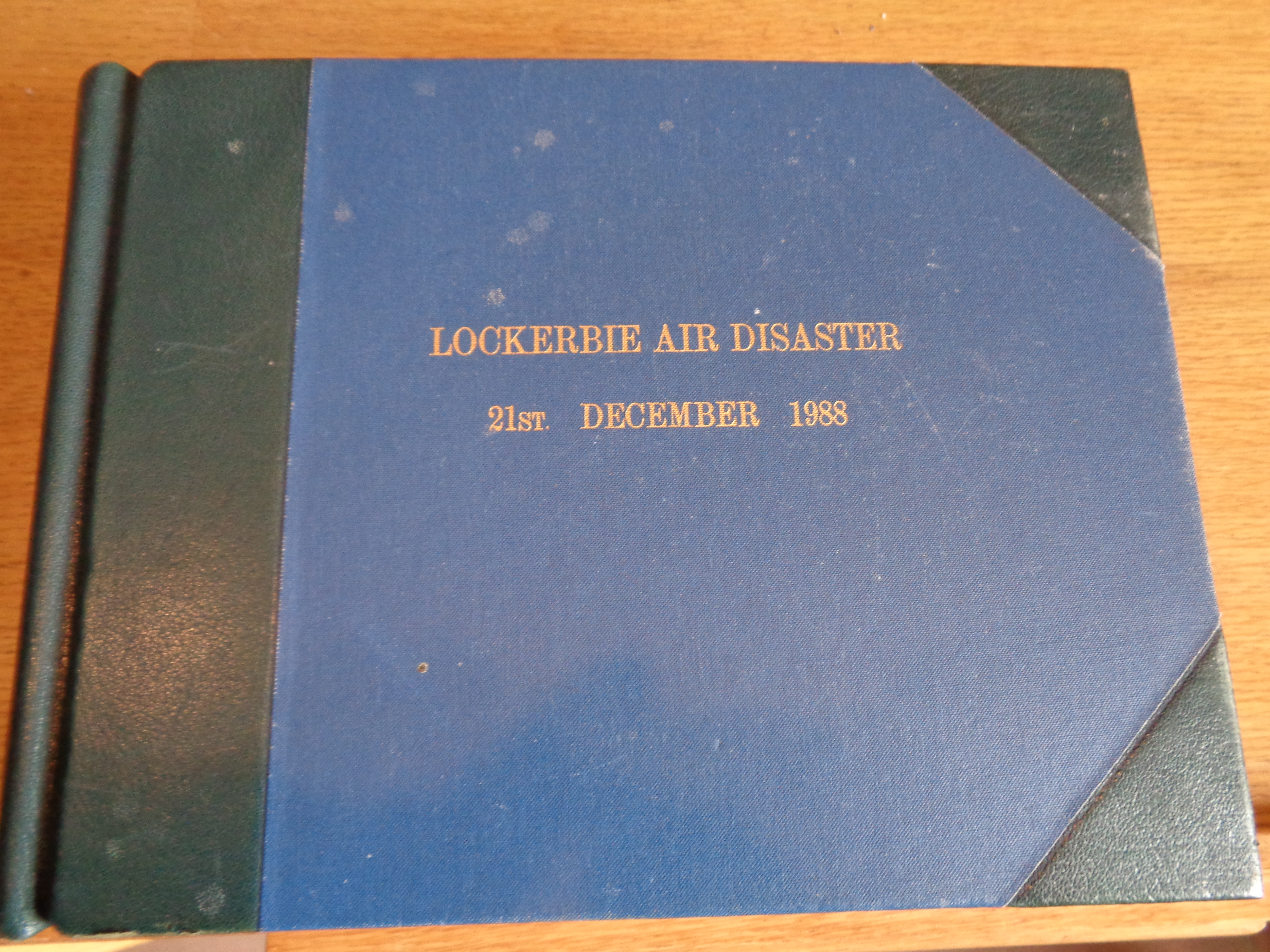
« Livre du souvenir » conservé dans la salle commémorative de l’église de Tundergarth.

## Médias

### Télévision

#### Documentaires
L'attentat du vol 103 a fait l'objet de nombreux documentaires, nombre d'entre eux étayant des théories alternatives à la version officielle. En 1994, le documentaire « The Maltese Double Cross - Lockerbie », réalisé par Allan Francovich, provoque une vive polémique au Royaume-Uni et aux États-Unis. Celui-ci remet en question les conclusions de l’enquête officielle, en avançant d’autres théories, notamment celle d’une implication de la CIA ou celle d’un acte de représailles de l'Iran après la destruction du vol Iran Air 655,. En 2008, la BBC diffuse un épisode de la série « The Conspiracy Files » révélant de nouveaux éléments sur l’identification d’Abdelbaset al-Megrahi par Tony Gauci, qui n’auraient pas été communiqués à la défense lors du procès,. L'épisode met en lumière le fait que ce dernier aurait vu une photo du suspect dans un magazine titré « Qui a posé la bombe ? », quelques jours seulement avant de procéder à son identification, ce qui aurait pu influencer son jugement,.

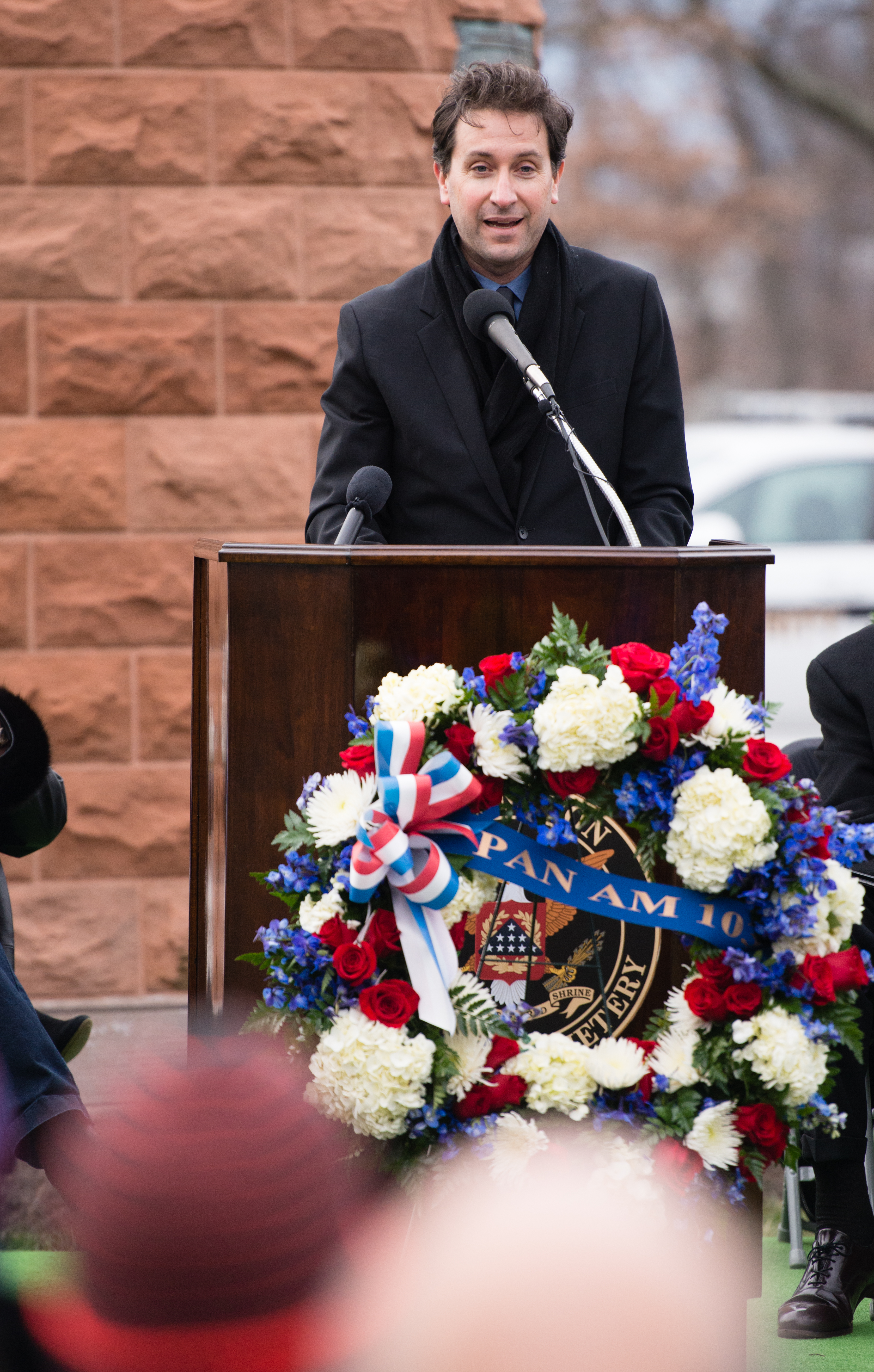
Ken Dornstein lors de la commémoration du 21 décembre 2015 au cimetière national d'Arlington.

En 2015, le réalisateur Ken Dornstein, qui a perdu son frère dans l'attentat, diffuse une série documentaire en trois épisodes dans l'émission Frontline de PBS, intitulée « My Brother’s Bomber », dans laquelle il explore des pistes pour identifier d'autres personnes impliquées,,. Après plusieurs années d'enquête, il identifie plusieurs individus proches de Mouammar Kadhafi dans les années 1980 susceptibles d'avoir joué un rôle dans l'attentat. Bien que la plupart aient été suspectés à un moment de l'enquête criminelle, ils n'ont jamais été inquiétés faute de preuves . Parmi eux figurent Said Rashid, membre du renseignement libyen ; Abdallah Senoussi, chef du renseignement libyen et bras droit de Kadhafi ; Badri Hassan, cadre de Libyan Arab Airlines ; Ezzedine Hinshiri, membre du gouvernement de Kadhafi et l'un des deux ingénieurs libyens, avec Said Rashid, ayant commandé des minuteurs à l'entreprise suisse Mebo ; ainsi que Nassr Ashur, membre du renseignement libyen et expert en explosifs. De plus, Ken Dornstein découvre de nouvelles informations concernant une autre personne, Abu Agila Mohammad Masud, un expert en explosifs, qui était également passager avec Abdelbaset al-Megrahi et Lamin Khalifah Fhimah à bord du vol LN147 au départ de Malte, le 21 décembre 1988,,. Son enquête conduit en grande partie le département de la Justice des États-Unis à engager des poursuites contre Masud en décembre 2020,.
D'autres documentaires abordent également la destruction de l'avion, tels que : « The Tragedy of Flight 103: The Inside Story » de Leslie Woodhead en 1990, « Lockerbie: A Night Remembered » de Michael Grigsby en 1998, « Lockerbie: Case Closed » de Bill Cran et Chris Jeans en 2012, « Living with Lockerbie » de Susie Taylor et « The Lockerbie Bombing » de James Gray en 2013, « Lockerbie: Terror at 31,000 Feet » de Channel 5 en 2014, « Since: The Bombing of Pan Am Flight 103 » de Phil Furey en 2015, « Lockerbie: The Unheard Voices » de Richard Sanders en 2018, « Seat 20D » de Jill Campbell en 2020,, « After the Sky Fell on Lockerbie » de Molly Mason en 2023, ou encore « Lockerbie: Our Story » de Stephen Bennett en 2025.
L'accident a également fait l'objet d'un épisode dans la série Air Crash intitulé « L'attentat de Lockerbie » (saison 7, épisode 2). En 2023, une mini-série de Sky Group en quatre épisodes intitulée « Lockerbie, autopsie d'un attentat » revient sur la tragédie en mêlant images d'archives et témoignages contemporains de personnes impliquées. En 2025, la mini-série dramatique britannique en cinq épisodes « Lockerbie : attentat en plein vol (en) » met en scène Colin Firth dans le rôle du Dr Jim Swire, dont le livre publié en 2021 a inspiré le scénario. La même année, une mini-série en six épisodes commandée par la BBC et Netflix, intitulée « The Bombing of Pan Am 103 (en) », est également diffusée.

#### Cinéma
Le film The Last Photograph, un long métrage britannique réalisé par Danny Huston, raconte l'histoire fictive de Tom Hammond, un homme à la recherche d'une photographie volée de son fils Luke, prise peu avant que celui-ci ne perde la vie dans l’attentat du vol 103, alors qu'il se rendait à New York pour rencontrer une jeune femme. Le film est présenté en avant-première mondiale au festival international du film d'Édimbourg en 2017, avant de sortir aux États-Unis en septembre 2019, puis au Royaume-Uni en avril 2021,.

### Livres
Plusieurs personnes impliquées dans l'enquête ou endeuillées par l'attentat ont écrit des ouvrages retraçant leur histoire et leur parcours après la tragédie. Parmi elles figurent notamment : Susan et Daniel Cohen, en 2001, parents de Theodora, leur fille unique de vingt ans, étudiante à l'université de Syracuse ; John Ashton, en 2001, 2012 et 2013, membre de l'équipe légale d'Abdelbaset al-Megrahi,, ; Richard Marquise, en 2006, ancien agent spécial du FBI chargé de l'enquête sur le vol 103 au sein de l’équipe d’intervention « Scotbom » ; John Crawford, en 2007, un enquêteur britannique ; Ken Dornstein, en 2007, qui a perdu son frère David, âgé de vingt-cinq ans ; Helen Engelhardt, en 2013, qui a perdu son mari Tony ; Kenny MacAskill, en 2017, secrétaire du Cabinet à la Justice d'Écosse de 2007 à 2014, qui a autorisé la libération d'al-Megrahi en 2009 ; ou encore le Dr Jim Swire, en 2021, père de Flora, âgée de vingt-trois ans.

### Citations originales
1. ↑  « The crew were properly licenced and medically fit to conduct the flight[AAIB 7]. »
2. ↑  « all of whom met company proficiency and medical requirements[AAIB 1]. »
3. ↑  « This fuselage separation was […] complete within 3 seconds of the explosion[AAIB 16]. »
4. ↑  « a rumbling noise like thunder which rapidly increased to deafening proportions like the roar of a jet engine under power. The noise appeared to come from a meteor-like object which was trailing flame and came down in the north-eastern part of the town[AAIB 8]. »
5. ↑  « Decoding and reduction of the data from the accident flight showed that no abnormal behaviour of the data sensors had been recorded and that the recorder had simply stopped at 19.02:50 hrs[AAIB 31]. »
6. ↑  « Examination of the torn edges of the fuselage skin did not indicate the presence of any pre-existing structural or material defects which could have accounted for the separation of this section. […] The status of the controls and switches on the flight deck was consistent with normal operation in cruising flight. There were no indications that the crew had attempted to react to rapid decompression or loss of control or that any emergency preparations had been actioned[AAIB 32]. »
7. ↑  « A small region of structure […] had clearly been shattered and blasted through by material exhausting directly from an explosion centred immediately inboard of this location. The material from this area […] was mostly reduced to very small fragments, only a few of which were recovered[AAIB 28]. »
8. ↑  « an area of severe distortion, tearing and blackening localised in its aft outboard quarter which, together with the results of the forensic examination of items from this part of the container, left no doubt that the IED had detonated within this container[AAIB 38]. »
9. ↑  « There was no evidence to indicate that there was more than one explosive charge[AAIB 39]. »
10. ↑  « It was established that the detonation of an IED, loaded in a luggage container positioned on the left side of the forward cargo hold, directly caused the loss of the aircraft. The direct explosive forces produced a large hole in the fuselage structure and disrupted the main cabin floor. Major cracks continued to propagate from the large hole under the influence of the service pressure differential. The indirect explosive effects produced significant structural damage in areas remote from the site of the explosion. The combined effect of the direct and indirect explosive forces was to destroy the structural integrity of the forward fuselage, allow the nose and flight deck area to detach within a period of 2 to 3 seconds, and subsequently allow most of the remaining aircraft to disintegrate while it was descending nearly vertically from 19 000 to 9 000 feet[AAIB 41]. »
11. ↑  « It may seem surprising that he was able to remember this particular sale in such detail some nine months afterwards, but he explained that the purchaser appeared to be taking little interest in the items he was buying. We are satisfied, however, that his recollection of these items is accurate. […] While no doubt individual items could have been purchased in many other shops in Malta, or indeed in other parts of the world as many of them were exported, the exact match between so many of the items and the fragments found at Lockerbie is in our view far more than just a coincidence. We are therefore entirely satisfied that the items of clothing in the primary suitcase were those described by Mr Gauci as having been purchased in Mary’s House[HCJ 14]. »

#### Rapport final, Air Accidents Investigation Branch, 1990
1. 1 2 3  AAIB 1990, p. 6.
2. 1 2  AAIB 1990, p. 10.
3. ↑  AAIB 1990, p. 6, 10.
4. ↑  AAIB 1990, p. 12.
5. 1 2  AAIB 1990, p. 5.
6. ↑  AAIB 1990, p. 5-6.
7. 1 2 3  AAIB 1990, p. 56.
8. 1 2 3 4 5 6 7 8  AAIB 1990, p. 3.
9. ↑  AAIB 1990, p. 36.
10. ↑  AAIB 1990, p. 3, 13.
11. ↑  AAIB 1990, p. 3, 34.
12. ↑  AAIB 1990, p. 13, 36, 38.
13. ↑  AAIB 1990, p. 6-7, 33.
14. ↑  AAIB 1990, p. 48.
15. ↑  AAIB 1990, p. 43, Annexe B-24.
16. 1 2 3 4 5 6  AAIB 1990, p. 44.
17. ↑  AAIB 1990, p. 44, Annexe B-2.
18. ↑  AAIB 1990, p. 43-44.
19. ↑  AAIB 1990, p. 16, 44.
20. ↑  AAIB 1990, p. 45.
21. ↑  AAIB 1990, p. 4, 35.
22. ↑  AAIB 1990, p. 34.
23. ↑  AAIB 1990, p. 16, 44-45.
24. ↑  AAIB 1990, p. 3-4, 12, 15.
25. 1 2  AAIB 1990, p. 4.
26. ↑  AAIB 1990, p. 4, 15, 43.
27. 1 2  AAIB 1990, p. 33.
28. 1 2 3 4 5 6  AAIB 1990, p. 19.
29. ↑  AAIB 1990, p. 1.
30. ↑  AAIB 1990, p. Annexe A.
31. 1 2 3  AAIB 1990, p. 14.
32. 1 2 3  AAIB 1990, p. 17.
33. 1 2 3  AAIB 1990, p. 23.
34. ↑  AAIB 1990, p. 20.
35. ↑  AAIB 1990, p. 22.
36. ↑  AAIB 1990, p. 22-23, Annexe F.
37. ↑  AAIB 1990, p. Annexe F.
38. 1 2 3  AAIB 1990, p. Annexe F-3.
39. ↑  AAIB 1990, p. 39.
40. ↑  AAIB 1990, p. 33, 39, Annexe F-13.
41. 1 2  AAIB 1990, p. 54-55.
42. 1 2  AAIB 1990, p. 58.

#### Haute Cour de justice, Tribunal écossais aux Pays-Bas, 2001
1. ↑  HCJ 2001, p. 22-23.
2. ↑  HCJ 2001, p. 5-6.
3. 1 2  HCJ 2001, p. 7.
4. 1 2 3 4 5 6  HCJ 2001, p. 9.
5. ↑  HCJ 2001, p. 9-10.
6. ↑  HCJ 2001, p. 10.
7. ↑  HCJ 2001, p. 10-11.
8. ↑  HCJ 2001, p. 10-12.
9. ↑  HCJ 2001, p. 13-14.
10. ↑  HCJ 2001, p. 11-14.
11. ↑  HCJ 2001, p. 14-15.
12. 1 2 3 4 5  HCJ 2001, p. 15.
13. 1 2  HCJ 2001, p. 56.
14. 1 2 3  HCJ 2001, p. 16.
15. ↑  HCJ 2001, p. 17-18.
16. 1 2 3 4  HCJ 2001, p. 17.
17. 1 2 3  HCJ 2001, p. 19.
18. ↑  HCJ 2001, p. 53-54.
19. ↑  HCJ 2001, p. 47, 51.
20. ↑  HCJ 2001, p. 54.
21. ↑  HCJ 2001, p. 55.
22. 1 2  HCJ 2001, p. 48.
23. ↑  HCJ 2001, p. 47.
24. ↑  HCJ 2001, p. 20-21.
25. ↑  HCJ 2001, p. 21.
26. ↑  HCJ 2001, p. 32-33.
27. ↑  HCJ 2001, p. 79-80.
28. ↑  HCJ 2001, p. 43.
29. ↑  HCJ 2001, p. 75-76.
30. ↑  HCJ 2001, p. 76.
31. ↑  HCJ 2001, p. 76-78.
32. 1 2 3  HCJ 2001, p. 80.
33. 1 2  HCJ 2001, p. 78-79.
34. ↑  HCJ 2001, p. 82.
35. 1 2 3  HCJ 2001, p. 68.
36. 1 2  HCJ 2001, p. 69.
37. ↑  HCJ 2001, p. 69-70.

#### Autres références
1. 1 2  (en) Plane Spotters, « N739PA Pan American World Airways (Pan Am) Boeing 747-100 », sur planespotters.net (consulté le 4 janvier 2021).
2. ↑  (en) JetPhotos (photogr. Stefan Roehrich), « Photo of N739PA - Boeing 747-121 - Pan Am », sur jetphotos.com, 7 juin 1977 (consulté le 4 janvier 2021).
3. ↑  (en) Max Kingsley-Jones, « Boeing 747 marks 50 years since Pan Am service debut » [« Le Boeing 747 célèbre le 50e anniversaire de ses débuts en service avec Pan Am »], sur flightglobal.com, Flight International, FlightGlobal, 21 janvier 2020 (consulté le 4 janvier 2021).
4. 1 2  (en) Edward Cody, « Pan Am Jet Crashes in Scotland, Killing 270 » [« Un avion de Pan Am s'écrase en Écosse, tuant 270 personnes »], sur washingtonpost.com, The Washington Post, 22 décembre 1988 (consulté le 4 avril 2025).
5. ↑  (en) [vidéo] PAK Media, « Diamonds in the Sky EP04 - Aviation travel industry history series - Conquering the Atlantic », sur YouTube.
6. ↑  (en) Confessions of a Trolley Dolly, « The Crew of Pan Am Flight 103 » [« L'équipage du vol Pan Am 103 »], sur confessionsofatrolleydolly.com, 21 décembre 2018 (consulté le 5 janvier 2021).
7. 1 2 3 4  (en) bdaniels, « Victims », sur victimsofpanamflight103.org, 22 août 2009 (consulté le 6 janvier 2021).
8. ↑  (en) BBC News, « Flash signalled end of Pan Am 103 » [« Des éclats ont marqué la fin du vol Pan Am 103 »], sur news.bbc.co.uk, 4 mai 2000 (consulté le 5 janvier 2021).
9. 1 2 3  (en) Aviation Safety Network, « Accident description - Pan Am 103 », sur aviation-safety.net (consulté le 5 janvier 2021).
10. ↑  (en) Ian Black et Gerard Seenan, « Court told how jet's radar blip broke up at 7.02pm » [« Le tribunal a raconté comment l'écho radar de l'avion s'était interrompu à 19 h 02 »], sur theguardian.com, The Guardian, 4 mai 2000 (consulté le 5 janvier 2021).
11. 1 2  (en) Darren Boyle, « Lockerbie then and now: Amazing photographs show how tiny Scottish town has changed 30 years on from Pan Am disaster when terror attack killed 270 people » [« Lockerbie hier et aujourd'hui : des photographies étonnantes montrent à quel point une petite ville écossaise a changé 30 ans après la catastrophe de la Pan Am lorsque l'attaque terroriste a tué 270 personnes »], sur dailymail.co.uk, Daily Mail, 4 décembre 2018 (consulté le 7 janvier 2021).
12. ↑  (en) Fawn Vrazo, « Witnesses describe Lockerbie horror » [« Des témoins décrivent l'horreur de Lockerbie »], The Free Lance–Star, 5 mai 2000 (consulté le 7 janvier 2021).
13. ↑  (en) « Lockerbie awakes to grim dawn » [« Lockerbie se réveille une aube sombre »], Toledo Blade, 22 décembre 1988 (consulté le 18 janvier 2021).
14. ↑  (en) « Jetliner Crashes With 258: N.Y.-Bound 747 Falls on Scottish Village After Takeoff in London: Americans Returning for Yule » [« Un avion de ligne s'écrase avec 258 personnes : le 747 à destination de New York tombe sur un village écossais après son décollage de Londres : les Américains reviennent pour Yule »], sur latimes.com, Los Angeles Times, 21 décembre 1988 (consulté le 19 janvier 2021).
15. ↑  (en) Alan Dron, « A News Reporter at Lockerbie » [« Un journaliste à Lockerbie »], sur airspacemag.com, Air & Space, novembre 2016 (consulté le 7 janvier 2021).
16. ↑  (en) The Observer, « What really happened on Flight 103? » [« Que s'est-il vraiment passé sur le vol 103 ? »], sur theguardian.com, The Guardian, 27 février 2000 (consulté le 5 janvier 2021).
17. ↑  (en) Syracuse University, « History : Students lost in the bombing of Pan Am Flight 103 » [« Histoire : Étudiants décédés dans l'attentat contre le vol Pan Am 103 »], sur remembrance.syr.edu (consulté le 5 janvier 2021).
18. ↑  (en) Marnie Eisenstadt, « 30 years after Pan Am 103, Syracuse University students remember friends they’ve never met » [« 30 ans après le vol Pan Am 103, les étudiants de l'Université de Syracuse se souviennent d'amis qu'ils n'ont jamais rencontré »], sur syracuse.com, 20 décembre 2018 (consulté le 5 janvier 2021).
19. ↑  (en) « U.N. Officer on Flight 103 » [« Un officier des Nations Unies sur le vol 103 »], sur nytimes.com, The New York Times, 22 décembre 1988 (consulté le 6 janvier 2021).
20. ↑  (en) « Peter Dix », sur olympedia.org (consulté le 6 janvier 2021).
21. ↑  (en) Pan Am 103 Lockerbie Legacy Foundation, « In Memory Of : Paul Avron Jeffreys », sur pa103ll.org (consulté le 31 mars 2023).
22. ↑  (en) Lee Ferran, « CIA Identifies, Memorializes Fallen Covert Officers » [« La CIA identifie et commémore les officiers clandestins tombés au combat »], sur abcnews.go.com, ABC News, 23 mai 2012 (consulté le 6 janvier 2021).
23. ↑  (en) Central Intelligence Agency, « Matthew Kevin Gannon », sur cia.gov (consulté le 9 janvier 2021).
24. ↑  (en) John Ashton et Ian Ferguson, « Flight from the truth », sur theguardian.com, The Guardian, 27 juin 2001 (consulté le 6 janvier 2021).
25. 1 2 3  (en) Guy Smith, « 'I missed the Lockerbie flight by minutes' » [« « J'ai raté le vol de Lockerbie de quelques minutes » »], sur news.bbc.co.uk, BBC News, 29 août 2008 (consulté le 22 janvier 2021).
26. 1 2 3 4  Clément Mathieu, « À Lockerbie, le déluge de corps et de métal », sur parismatch.com, Paris Match, 12 mars 2020 (consulté le 6 janvier 2021).
27. 1 2 3  (en) Amelia Hill, « Destroyed by the curse of Lockerbie » [« Détruit par la malédiction de Lockerbie »], sur theguardian.com, The Guardian, 27 août 2000 (consulté le 6 janvier 2021).
28. ↑  (en) Nick Sommerlad, « Remarkable photos show Lockerbie transformation 30 years on from Pan Am Flight 103 atrocity » [« Des photos remarquables montrent la transformation de Lockerbie 30 ans après l'atrocité du vol Pan Am 103 »], sur dailyrecord.co.uk, Daily Record (Écosse), 5 décembre 2018 (consulté le 6 janvier 2021).
29. 1 2 3  (en) Nick Harding, « Lockerbie: 32 years on and still raising questions » [« Lockerbie : 32 ans plus tard et toujours en train de poser des questions »], sur ukaviation.news, 21 décembre 2020 (consulté le 6 janvier 2021).
30. ↑  (en) Craig Williams, Nichola Rutherford, Paul Hastie et al., « Lockerbie : The town scarred by Pan Am flight 103 » [« Lockerbie : La ville marquée par le vol Pan Am 103 »], sur bbc.co.uk, BBC News, 13 décembre 2018 (consulté le 6 janvier 2021).
31. ↑  (en) « Remembering Lockerbie 20 years on » [« En souvenir de Lockerbie 20 ans plus tard »], sur scotsman.com, The Scotsman, 18 décembre 2018 (consulté le 6 janvier 2021).
32. 1 2  (en) Andrew Cassell, « Reporter's reflections » [« Réflexions d'un journaliste »], sur news.bbc.co.uk, BBC News, 21 décembre 1998 (consulté le 31 mars 2025).
33. 1 2  (en) [vidéo] Federal Bureau of Investigation, « Remembering Pan Am Flight 103: The 'Laundry Ladies' », sur YouTube, 4 décembre 2018.
34. ↑  (en) Lindsey Johnstone, « Lockerbie bombing: 'What really brought it home was when you were picking up toys' » [« Attentat de Lockerbie : « Ce qui faisait vraiment mal, c'est lorsque vous ramassiez des jouets » »], sur euronews.com, Euronews, 21 décembre 2018 (consulté le 7 janvier 2021).
35. 1 2  (en) Jana Barnello, « Pan Am Flight 103: First responders, investigators reflect on bombing, 30 years later » [« Vol Pan Am 103 : Les premiers intervenants, les enquêteurs réfléchissent à l'attentat, 30 ans plus tard »], sur cnycentral.com, WSTM-TV, 21 décembre 2018 (consulté le 7 janvier 2021).
36. ↑  (en) Encyclopædia Britannica Online, « Pan Am flight 103 », sur britannica.com (consulté le 6 janvier 2021).
37. ↑  (en) John R. Schindler, « The Truth Behind This Bomb That Took Down Pan Am 103 Over Lockerbie Remains a 30-Year Mystery » [« La vérité derrière cette bombe qui a détruit le vol Pan Am 103 sur Lockerbie reste un mystère 30 ans après »], sur observer.com, 21 décembre 2018 (consulté le 7 janvier 2021).
38. ↑  (en) Associated Press, « Lockerbie bombing: New charges filed against bombmaker after alleged confession over 1988 terror attack » [« Attentat à la bombe de Lockerbie : de nouvelles accusations portées contre le fabricant de la bombe après des aveux présumés sur l'attaque terroriste de 1988 »], sur abc.net.au, ABC News, 21 décembre 2020 (consulté le 6 janvier 2021).
39. ↑  (en) « Searchers recover part of tail section » [« Les chercheurs récupèrent une partie de la section de queue »], Observer–Reporter, 3 janvier 1989 (consulté le 18 janvier 2021).
40. ↑  (en) Jonathan Mayo, « Lockerbie's last secrets: The little boy saved by a Christmas tree, the rock star who missed fatal flight and the radar blip that suddenly became five... haunting minute-by-minute details of air disaster revealed after 30 years » [« Les derniers secrets de Lockerbie : le petit garçon sauvé par un arbre de Noël, la rock star qui a raté le vol fatal et l'écho radar qui est soudainement devenu cinq... détails obsédants minute par minute d'une catastrophe aérienne révélés après 30 ans »], sur dailymail.co.uk, Daily Mail, 15 décembre 2018 (consulté le 7 janvier 2021).
41. ↑  (en) Ron McKay, « Are we any closer to the truth behind Lockerbie? » [« Sommes-nous plus près de la vérité derrière Lockerbie ? »], sur heraldscotland.com, The Herald, 20 décembre 2020 (consulté le 5 janvier 2021).
42. ↑  (en) Robert Barr (AP), « Symbol of Disaster Moved From Scottish Countryside » [« Le symbole de la catastrophe déplacé de la campagne écossaise »], The Victoria Advocate, 31 décembre 1988 (consulté le 18 janvier 2021).
43. ↑  (en) Douglas Jehl et Ronald J. Ostrow, « Pan Am Debris Points to Bomb: Lab Tests ‘Greatly Strengthen’ Theory of Sabotage, Sources Say » [« Des débris du vol Pan Am pointent vers une bombe : des tests en laboratoire « renforcent considérablement la théorie du sabotage », selon des sources »], sur latimes.com, Los Angeles Times, 28 décembre 1988 (consulté le 19 janvier 2021).
44. 1 2  (en) Associated Press, « Evidence of Blast on Jet is Reported » [« Des preuves d'explosion sur l'avion de ligne sont signalées »], sur nytimes.com, The New York Times, 28 décembre 1988 (consulté le 8 janvier 2021).
45. ↑  (en) Associated Press, « Powerful Bomb Destroyed Pan Am Jet Over Scotland, British Investigation Finds » [« Une puissante bombe a détruit l'avion de Pan Am au-dessus de l'Écosse, selon l'enquête britannique »], sur nytimes.com, The New York Times, 29 décembre 1988 (consulté le 8 janvier 2021).
46. 1 2 3  (en) Central Intelligence Agency, « Pan Am 103: Analysis of Claims 1/2 », sur foia.cia.gov, 22 décembre 1988 (version du 1er février 2006 sur Internet Archive).
47. 1 2  PCAST 1990, p. 83-84.
48. 1 2  (en) John H. Cushman Jr., « The Crash of Flight 103, Pan Am Was Told of Terror Threat » [« Accident du vol 103, Pan Am a été menacé d'une attaque »], sur nytimes.com, The New York Times, 23 décembre 1988 (consulté le 6 janvier 2021).
49. ↑  (en) bdaniels, « Bomb Threat Warning - 1988 », sur victimsofpanamflight103.org, 12 janvier 2007 (version du 17 janvier 2021 sur Internet Archive).
50. ↑  PCAST 1990, p. 83.
51. ↑  (en) [vidéo] « PrimeTime Live.Lockerbie Bombing.ABC.20Dec1990.AAC.720p.mp4 », sur YouTube, à partir de 25:37.
52. 1 2 3 4  (en) Gareth Peirce, « The Framing of al-Megrahi » [« Le piégeage d'al-Megrahi »], London Review of Books, vol. 31, no 18,‎ 24 septembre 2009 (ISSN 0260-9592, lire en ligne).
53. ↑  (en) Harvey Elliott, David Sapsted, David Cross et Michael McCarthy, « Bomb fear in UK’s worst air disaster » [« Une possible bombe dans la pire catastrophe aérienne du Royaume-Uni »], sur thetimes.co.uk, The Times, 22 décembre 1988 (consulté le 6 janvier 2021).
54. ↑  (en) Craig R. Whitney, « The Crash of Flight 103; Jetliner in Crash Blew Apart in Air, Officials Report » [« Accident du vol 103 : l'avion de ligne a explosé dans les airs, selon un rapport officiel »], sur nytimes.com, The New York Times, 23 décembre 1988 (consulté le 6 janvier 2021).
55. ↑  (en) Associated Press, « Airlines warned of terrorists before accident » [« Les compagnies aériennes ont été mis en garde contre les terroristes avant l'accident »], Moscow-Pullman Daily News, 16 mars 1989 (consulté le 18 janvier 2021).
56. 1 2  (en) Jon Swaine, « CIA held Syrian militants responsible for Lockerbie bombing » [« La CIA a tenu des militants syriens pour responsables de l'attentat de Lockerbie »], sur telegraph.co.uk, The Daily Telegraph, 20 décembre 2013 (consulté le 4 avril 2025).
57. ↑  (en) « Secret CIA testimony identifies real Lockerbie mastermind » [« Un témoignage secret de la CIA identifie le véritable cerveau derrière Lockerbie »], sur channel4.com, Channel 4, 20 décembre 2013 (consulté le 13 janvier 2021).
58. ↑  (en) Dan Fisher, « Tons of Czech Explosive Sent to Libya, Havel Says » [« Des tonnes d'explosifs tchèques envoyés en Libye, selon Havel »] , sur latimes.com, Los Angeles Times, 23 mars 1990 (consulté le 31 janvier 2022).
59. ↑  Xavier de Villepin, « Eventuelle vente à la Libye par l'ancien régime tchécoslovaque d'un explosif », sur senat.fr, Sénat (France), 5 avril 1990 (consulté le 9 janvier 2021).
60. ↑  (en) Arie Farnam, « Czechs try to cap plastic explosives sales » [« Les Tchèques tentent de plafonner les ventes d'explosifs plastiques »], sur csmonitor.com, The Christian Science Monitor, 26 février 2002 (consulté le 9 janvier 2021).
61. 1 2 3 4 5 6 7 8 9 10 11  (en) Gavin Hewitt, « Did German Bungling Lead to Pan Am 103? » [« Est-ce qu'une incompétence allemande a mené au Pan Am 103? »] , sur washingtonpost.com, The Washington Post, 24 septembre 1989 (consulté le 9 janvier 2021).
62. 1 2 3 4 5 6 7 8 9 10  (en) Steven Emerson et Brian Duffy, « Pan Am 103: The German Connection » [« Pan Am 103 : La connexion allemande »], sur nytimes.com, The New York Times, 18 mars 1990 (consulté le 9 janvier 2021).
63. ↑  (en) Stephen Engelberg, « New Evidence Seen in Pan Am Attack » [« De nouvelles preuves vues dans l'attaque de Pan Am »], sur nytimes.com, The New York Times, 31 octobre 1989 (consulté le 9 janvier 2021).
64. ↑  (en) Gerard Seenan, « Key Lockerbie witness tells of suitcase pick-up » [« Un témoin clé de l'attentat de Lockerbie raconte la collecte de la valise »], sur theguardian.com, The Guardian, 27 septembre 2000 (consulté le 9 janvier 2021).
65. ↑  « Lockerbie : Une information secrète relance l’enquête sur l’attentat », sur lorientlejour.com, L'Orient-Le Jour, 1er novembre 2000 (consulté le 9 janvier 2021).
66. 1 2  (en) Laura Parker, « Airlines Got Early Bomb Alert » [« Les compagnies aériennes avaient été prévenues tôt du risque d’attentat à la bombe »], sur washingtonpost.com, The Washington Post, 16 mars 1989 (consulté le 5 avril 2025).
67. ↑  (en) Steve James, « Lockerbie trial takes dramatic turn » [« Le procès de Lockerbie prend une tournure dramatique »], sur wsws.org, World Socialist Web Site, 18 mai 2000 (consulté le 9 janvier 2021).
68. 1 2  (en) Ian Robson, « Lockerbie evidence called into question » [« Les preuves de Lockerbie remises en question »], sur chroniclelive.co.uk, Evening Chronicle, 31 août 2008 (consulté le 9 janvier 2021).
69. ↑  (en) « Trial is told members of public became evidence gatherers » [« Le tribunal apprend que des membres du public sont devenus des collecteurs de preuves »], sur heraldscotland.com, The Herald (Glasgow), 11 mai 2000 (consulté le 3 avril 2025).
70. ↑  (en) BBC News, « Lockerbie trial adjourned » [« Le procès de Lockerbie ajourné »], sur news.bbc.co.uk, 11 mai 2000 (consulté le 9 janvier 2021).
71. 1 2 3  (en) « Strathclyde Police : Witness Statement » [« Strathclyde Police : Déclaration de témoin »] [PDF], sur americanradioworks.publicradio.org, 1er septembre 1989 (consulté le 5 février 2021).
72. ↑  « The mans behaviour was strange that is why I can now remember. It was as if anything I suggested he buy he would take it. » – Déclaration de Tony Gauci à la police, 1er septembre 1989[71].
73. ↑  (en) Ian Ferguson et John Biewen, « Shadow Over Lockerbie : 9. The Clothing » [« Ombre sur Lockerbie : 9. Les vêtements »], sur americanradioworks.publicradio.org, American Public Media, 1er février 2001 (consulté le 10 janvier 2021).
74. ↑  (en) The Observer, « What really happened on Flight 103? » [« Que s'est-il vraiment passé sur le vol 103 ? »], sur theguardian.com, The Guardian, 27 février 2000 (consulté le 9 janvier 2021).
75. 1 2  (en) Ian Ferguson et John Biewen, « Shadow Over Lockerbie : 7. The Timer » [« Ombre sur Lockerbie : 7. Le minuteur »], sur americanradioworks.publicradio.org, American Public Media, 1er février 2001 (consulté le 3 avril 2025).
76. ↑  (en) « Fragment of the imagination? », sur i-p-o.org, Private Eye, octobre 2007 (consulté le 10 janvier 2021), p. 28.
77. 1 2  (en) CNN, « Report finds flaws at FBI crime lab, but no perjury », sur edition.cnn.com, 15 avril 1997 (version du 26 mars 2024 sur Internet Archive).
78. 1 2  (en) BBC News, « 'Doubts' over Lockerbie evidence » [« Des « doutes » sur les preuves de Lockerbie »], sur news.bbc.co.uk, 19 août 2005 (consulté le 10 janvier 2021).
79. ↑  (en) « New doubts over crucial evidence in Lockerbie trial » [« De nouveaux doutes sur des preuves cruciales dans le procès de Lockerbie »], sur heraldscotland.com, The Herald, 17 juillet 2011 (consulté le 10 janvier 2021).
80. ↑  (en) « Lockerbie evidence 'planted by CIA' » [« Des preuves de Lockerbie « fabriquées par la CIA » »], sur independent.co.uk, The Independent, 14 juin 1995 (consulté le 10 janvier 2021).
81. ↑  (en) « Former police chief says Lockerbie evidence faked » [« Un ancien chef de la police affirme que des preuves de Lockerbie ont été falsifiées »], sur scotsman.com, The Scotsman, 29 août 2005 (consulté le 4 avril 2025).
82. 1 2  (en) « Timer rejected by Libyans 'set at Lockerbie moment' », sur theguardian.com, The Guardian, 17 juin 2000 (consulté le 6 avril 2025).
83. 1 2 3  (en) Alex Duval Smith, « Vital Lockerbie evidence 'was tampered with' » [« Des preuves vitales de Lockerbie « ont été falsifiées » »], sur theguardian.com, The Guardian, 2 septembre 2007 (consulté le 10 janvier 2021).
84. 1 2 3 4  (en) Ken Dornstein et al., « Edwin Bollier : The Swiss Businessman » [« Edwin Bollier : L'homme d'affaires suisse »], sur pbs.org, Public Broadcasting Service (version du 13 juin 2024 sur Internet Archive).
85. 1 2  (en) Ken Dornstein et al., « Transcript : My Brother’s Bomber », sur pbs.org, Public Broadcasting Service (consulté le 28 janvier 2021).
86. 1 2  (en) Gerard Seenan, « Timer admission in Lockerbie trial » [« Admission du minuteur au procès de Lockerbie »], sur theguardian.com, The Guardian, 21 juin 2000 (consulté le 10 janvier 2021).
87. 1 2  (en) Ken Dornstein et al., « Badri Hassan: The Airline Executive » [« Badri Hassan : le cadre de la compagnie aérienne »], sur pbs.org, Public Broadcasting Service (version du 13 juin 2024 sur Internet Archive).
88. 1 2  (en) BBC News, « Lockerbie witness branded liar » [« Un témoin de Lockerbie accusé de mensonge »], sur news.bbc.co.uk, 17 janvier 2001 (consulté le 27 janvier 2021).
89. 1 2 3  (en) Nan Spowart, « Lockerbie Bombing: The long road to the new appeal » [« Attentat de Lockerbie : le long chemin vers le nouvel appel »], sur thenational.scot, The National, 23 août 2020 (consulté le 10 janvier 2021).
90. 1 2  « [Rebondissement dans l'affaire de l'attentat de Lockerbie] », sur ina.fr, Institut national de l'audiovisuel, 22 septembre 2007 (consulté le 10 janvier 2021).
91. ↑  (en) « FBI offered me $4m: Lockerbie bomb witness » [« Le FBI m'a offert 4 millions de dollars : témoin de la bombe de Lockerbie »], sur scotsman.com, The Scotsman, 6 octobre 2007 (consulté le 10 janvier 2021).
92. ↑  Radio France internationale, « Le témoin suisse se rétracte », sur RFI, 28 août 2007 (consulté le 11 janvier 2021).
93. ↑  Pierre Prier, « Lockerbie : un témoin capital affirme avoir menti », sur lefigaro.fr, Le Figaro, 27 août 2007 (consulté le 11 janvier 2021).
94. 1 2  (en) « Probe into Lockerbie timer claims », sur heraldscotland.com, The Herald, 5 septembre 2007 (consulté le 10 janvier 2021).
95. ↑  (en) Paul Kelbie, « UN observer calls for fresh Lockerbie probe » [« Un observateur de l'ONU appelle à une nouvelle enquête sur l'affaire Lockerbie »], sur theguardian.com, The Guardian, 8 juillet 2007 (consulté le 6 avril 2025).
96. ↑  (en) « How a bomb got on Flight 103 Lockerbie trial told how bags were transferred to doomed plane at Heathrow » [« Comment une bombe est arrivée à bord du vol 103, le procès de Lockerbie raconte comment des sacs ont été transférés dans l'avion à Heathrow »], sur heraldscotland.com, The Herald, 25 août 2000 (consulté le 10 janvier 2021).
97. ↑  (en) Associated Press, « Bomb container put on plane in Frankfurt? » [« Le conteneur de bombes embarqué à Francfort ? »], Park City Daily News, 18 janvier 1989 (consulté le 18 janvier 2021).
98. ↑  (en) Associated Press, « Officials reportedly sure bomb was put on jet at Frankfurt » [« Des responsables seraient sûrs que la bombe a été placée dans l'avion à Francfort »], Lawrence Journal-World, 1er juin 1989 (consulté le 18 janvier 2021).
99. 1 2  (en) Rach L F. Otto (Federal Bureau of Investigation), Former Senior Libyan Intelligence Officer Bomb-maker For The Muamar Qaddafi Regime Charged For 1988 Bombing Of Pan Am Flight 103 [« Un ancien officier supérieur du renseignement libyen fabricant de bombes pour le régime de Mouammar Kadhafi accusé d'avoir fabriqué la bombe du vol 103 de la Pan Am en 1988 »] (Plainte avec mandat d'arrêt), Washington, United States Department of Justice, 14 décembre 2020, 26 p. (lire en ligne [PDF]).
100. 1 2  (en) Reevel Alderson, « Lockerbie trial hears diary evidence » [« Le procès de Lockerbie entend des preuves tirées d'un journal »], sur news.bbc.co.uk, BBC News, 5 octobre 2000 (consulté le 6 avril 2025).
101. ↑  (en) Ian Ferguson et John Biewen, « Shadow Over Lockerbie : 8. The Malta Connection » [« Ombre sur Lockerbie : 8. La connexion de Malte »], sur americanradioworks.publicradio.org, American Public Media, 1er février 2001 (consulté le 11 janvier 2021).
102. ↑  (en) Severin Carrell, « Lockerbie relatives urge inquiry into 'suppressed evidence' » [« Les proches des victimes de Lockerbie demandent une enquête sur des « preuves dissimulées » »], sur theguardian.com, The Guardian, 27 février 2012 (consulté le 6 avril 2025).
103. ↑  (en) BBC News, « 1991: US accuses Libyans of Lockerbie bombing » [« 1991 : les États-Unis accusent les Libyens de l'attentat de Lockerbie »], sur news.bbc.co.uk, 14 novembre 1991 (consulté le 21 janvier 2021).
104. ↑  (en) [vidéo] « Top News Story - November 14, 1991 », sur YouTube.
105. ↑  (en) Andrew Rosenthal, « U.S. Accuses Libya as 2 Are Charged in Pan Am Bombing » [« Les États-Unis accusent la Libye alors que 2 sont inculpés dans l'attentat à la bombe de Pan Am »], sur nytimes.com, The New York Times, 15 novembre 1991 (consulté le 13 janvier 2021).
106. ↑  (en) Ronald J. Ostrow et Robin Wright, « 2 to Be Charged in Pan Am Bombing: Lockerbie disaster: The Libyans are expected to be indicted today for the 1988 attack on Flight 103 that killed 270. Both reportedly are intelligence operatives » [« 2 à être inculpé dans l'attentat à la bombe de Pan Am : Désastre de Lockerbie : les Libyens devraient être inculpés aujourd'hui pour l'attaque de 1988 contre le vol 103 qui a tué 270. Tous deux seraient des agents du renseignement »], sur latimes.com, Los Angeles Times, 14 novembre 1991 (consulté le 13 janvier 2021).
107. ↑  Le Monde, « Les attentats contre les avions de la PanAm et d'UTA e Conseil de sécurité de l'ONU somme la Libye de livrer deux de ses agents », sur lemonde.fr, 23 janvier 1992 (consulté le 19 janvier 2021).
108. ↑  (en) John J. Goldman, « U.N. Tells Libya to Extradite Suspects: Terrorism: The Security Council may impose sanctions against Kadafi’s regime if the two men indicted in the 1988 Pan Am bombing are not surrendered » [« Les Nations Unies ordonnent à la Libye d’extrader les suspects : Terrorisme : Le Conseil de sécurité peut imposer des sanctions contre le régime de Kadhafi si les deux hommes inculpés dans l’attentat de la Pan Am de 1988 ne sont pas remis à la justice »], sur latimes.com, Los Angeles Times, 22 janvier 1992 (consulté le 19 janvier 2021).
109. ↑  (en) BBC News, « 1992: UN threatens Libya with sanctions » [« 1992 : l'ONU menace la Libye de sanctions »], sur news.bbc.co.uk, 21 janvier 1992 (consulté le 19 janvier 2021).
110. ↑  (en) Elaine Sciolino, « Libya Tries Intrigue to Avoid U.N. Sanctions » [« La Libye tente d'intriguer pour éviter les sanctions de l'ONU »], sur nytimes.com, The New York Times, 12 février 1992 (consulté le 19 janvier 2021).
111. ↑  Conseil de l'Union européenne, « Règlement (CEE) no 945/92 du Conseil du 14 avril 1992 empêchant la fourniture de certains biens et services à la Libye » [PDF], sur eur-lex.europa.eu, Journal officiel des Communautés européennes, 14 avril 1992 (consulté le 7 avril 2025).
112. ↑  (en) Trevor Rowe (The Washington Post), « Libyan embargo backe by U.N. » [« L'embargo libyen soutenu par l'ONU »], The Register-Guard, 1er avril 1992 (consulté le 19 janvier 2021).
113. ↑  (en) Stockholm International Peace Research Institute, « UN arms embargo on Libya » [« Embargo des Nations Unies sur les armes en Libye »], sur sipri.org (consulté le 19 janvier 2021).
114. ↑  Le Figaro et Agence France-Presse, « Lockerbie: Londres s'était opposé aux pressions américaines contre la Libye », sur lefigaro.fr, 30 décembre 2020 (consulté le 26 janvier 2021).
115. ↑  Encyclopædia Universalis, « Libye. Renforcement des sanctions internationales à l'encontre de Tripoli », sur universalis.fr, 11 novembre 1993 (consulté le 19 janvier 2021).
116. ↑  (en) Paul Lewis, « U.N. Tightens Sanctions Against Libya » [« Les Nations Unies resserrent les sanctions contre la Libye »], sur nytimes.com, The New York Times, 12 novembre 1993 (consulté le 19 janvier 2021).
117. ↑  (en) Marlise Simmons, « 2 Libyan Suspects Handed to Court in Pan Am Bombing » [« 2 suspects libyens remis au tribunal dans l'attentat à la bombe de Pan Am »], sur nytimes.com, The New York Times, 6 avril 1999 (consulté le 11 janvier 2021).
118. ↑  (en) Associated Press, « Libya ready to extradite Pan Am suspects » [« La Libye prête à extrader les suspects de Pan Am »], The Southeast Missourian, 5 avril 1999 (consulté le 18 janvier 2021).
119. 1 2  (en) Gerard Seenan, « World's gaze turns to Camp Zeist » [« Le regard du monde se tourne vers Camp Zeist »], sur theguardian.com, The Guardian, 25 avril 2000 (consulté le 13 janvier 2021).
120. ↑  (en) Steve James, « Pan Am Flight 103: Trial opens of Libyans accused of Lockerbie bombing » [« Vol Pan Am 103 : ouverture du procès des Libyens accusés d'attentat à la bombe à Lockerbie »], sur wsws.org, The Wall Street Journal, 6 mai 2000 (consulté le 11 janvier 2021).
121. 1 2  (en) « Verdict of the Scottish Court in the Netherlands » (des pages 10235 à 10237 du compte rendu officiel), sur i-p-o.org, 31 janvier 2001 (consulté le 11 janvier 2021).
122. ↑  (en) « Lockerbie bomber sentenced to life » [« Le poseur de bombe de Lockerbie condamné à perpétuité »], sur edition.cnn.com, CNN, 31 janvier 2001 (consulté le 13 janvier 2021).
123. 1 2  (en) « Lockerbie verdict: Libyan given life » [« Verdict de Lockerbie : Prison à vie pour un Libyen »], sur theguardian.com, The Guardian, 31 janvier 2001 (consulté le 13 janvier 2021).
124. ↑  (en) « Libyan must serve at least 27 years for Lockerbie bombing » [« Le Libyen doit purger au moins 27 ans pour l'attentat de Lockerbie »], The Victoria Advocate, 25 novembre 2003 (consulté le 21 janvier 2021).
125. ↑  (en) Reuters, « Lockerbie Trial Verdict: 1 Defendant Guilty, the Other Freed » [« Verdict du procès de Lockerbie : Un accusé coupable, l'autre libéré »], sur nytimes.com, The New York Times, 31 janvier 2001 (consulté le 13 janvier 2021).
126. ↑  (en) CNN, « 'I'm not an agent,' says freed Fhimah » [« « Je ne suis pas un agent », dit Fhimah libérée »], sur edition.cnn.com, 1er février 2001 (consulté le 13 janvier 2021).
127. 1 2  (en) BBC News, « Appeal grounds at-a-glance » [« Les motifs de l'appel en un coup d'œil »], sur news.bbc.co.uk, 14 mars 2002 (consulté le 13 janvier 2021).
128. 1 2  (en) CBS News, Associated Press et Reuters, « Lockerbie Conviction Appealed » [« Appel de condamnation pour Lockerbie »], sur cbsnews.com, 24 janvier 2002 (consulté le 13 janvier 2021).
129. 1 2  (en) BBC News, « Key Lockerbie 'evidence' not used » [« Des « preuves » clés non utilisées dans le procès de Lockerbie »], sur news.bbc.co.uk, 11 septembre 2001 (consulté le 13 janvier 2021).
130. ↑  (en) « Lockerbie: Heathrow break-in revealed » [« Lockerbie : l'intrusion d'Heathrow révélé »], sur independent.co.uk, The Independent, 11 septembre 2001 (consulté le 23 avril 2025).
131. ↑  HCJ2 2002, p. 200.
132. ↑  (en) « Lockerbie bomber loses appeal » [« L'accusé de Lockerbie perd son appel »], sur theguardian.com, The Guardian, 14 mars 2002 (consulté le 13 janvier 2021).
133. ↑  (en) « Libyan bomber begins life sentence » [« Le poseur de bombe libyen entame sa peine à perpétuité »], sur edition.cnn.com, CNN, 15 mars 2002 (consulté le 13 janvier 2021).
134. ↑  (en) « Conviction upheld in Pan Am Flight 103 bombing » [« Condamnation confirmée dans l'attentat contre le vol Pan Am 103 »], Boca Raton News, 14 mars 2002 (consulté le 18 janvier 2021).
135. ↑  (en) BBC News, « Lockerbie bomber in Scots jail » [« L'accusé de Lockerbie dans une prison écossaise »], sur news.bbc.co.uk, 15 mars 2002 (consulté le 13 janvier 2021).
136. ↑  (en) « Lockerbie bomber heads for UK jail » [« Le poseur de bombe de Lockerbie se dirige vers une prison britannique »], sur edition.cnn.com, CNN, 14 mars 2002 (consulté le 13 janvier 2021).
137. ↑  (en) Marlise Simons, « Lockerbie Bomber Loses Appeal and Begins Sentence » [« Le poseur de bombe de Lockerbie perd son appel et commence sa peine »], sur nytimes.com, The New York Times, 15 mars 2002 (consulté le 13 janvier 2021).
138. ↑  (en) BBC News, « Lockerbie bomber launches appeal » [« L'accusé de Lockerbie lance un appel »], sur news.bbc.co.uk, 23 septembre 2003 (consulté le 13 janvier 2021).
139. ↑  (en) BBC News, « UN monitor decries Lockerbie judgement » [« Un observateur de l'ONU dénonce le jugement Lockerbie »], sur news.bbc.co.uk, 14 mars 2002 (consulté le 13 janvier 2021).
140. ↑  (en) « Hans Köchler: I saw the trial; and the verdict made no sense » [« Hans Köchler : J'ai vu le procès et le verdict n'avait aucun sens »], sur independent.co.uk, The Independent, 23 octobre 2011 (consulté le 13 janvier 2021).
141. ↑  (en) Dr Hans Koechler, « Statement by Dr. Hans Koechler, appointed as international observer of the Lockerbie Trial by UN Secretary-General Kofi Annan, on misunderstandings and conflicting interpretations of his report on and evaluation of the trial, as expressed in official statements and in the subsequent international media coverage » [« Déclaration du Dr Hans Koechler, nommé observateur international du procès de Lockerbie par le secrétaire général de l'ONU Kofi Annan, sur les malentendus et les interprétations contradictoires de son rapport et de son évaluation du procès, tels qu'exprimés dans les déclarations officielles et dans la couverture médiatique internationale ultérieure »], sur i-p-o.org, 9 juin 2001 (consulté le 13 janvier 2021).
142. ↑  (en) Dr Hans Koechler, « Report on the appeal proceedings at the Scottish Court in the Netherlands (Lockerbie Court) in the case of Abdelbaset Ali Mohamed Al Megrahi v. H. M. Advocate by Professor Hans Köchler, international observer of the International Progress Organization nominated by UN Secretary-General Kofi Annan on the basis of Security Council resolution 1192 (1998) » [« Rapport sur la procédure d'appel devant la Cour écossaise aux Pays-Bas (Tribunal de Lockerbie) dans l'affaire Abdelbaset Ali Mohamed Al Megrahi c. l'Avocat de Sa Majesté par le professeur Hans Köchler, observateur international de l'Organisation internationale du progrès nommé par le secrétaire général des Nations Unies Kofi Annan sur la base de la résolution 1192 (1998) du Conseil de sécurité »], sur i-p-o.org, 26 mars 2002 (consulté le 13 janvier 2021).
143. ↑  (en) Dr Hans Koechler, « Statement by Dr. Hans Koechler, international observer of the International Progress Organization, nominated by the Secretary-General of the United Nations, at the Lockerbie trial in the Netherlands (2000-2002), on the agreement between the United States, the United Kingdom and the Libyan Jamahiriya on the remaining issues relating to the fulfilment of all Security Council resolutions resulting from the bombing of Pan Am 103 over Lockerbie » [« Déclaration de M. Hans Koechler, observateur international de l'Organisation internationale pour le progrès, nommé par le secrétaire général des Nations Unies, lors du procès de Lockerbie aux Pays-Bas (2000-2002), sur l'accord entre les États-Unis et le Royaume-Uni et la Jamahiriya libyenne sur les questions en suspens concernant l'application de toutes les résolutions du Conseil de sécurité résultant de l'attentat de la Pan Am 103 au-dessus de Lockerbie »], sur i-p-o.org, 23 août 2003 (consulté le 13 janvier 2021).
144. ↑  (en) Dr Hans Koechler, « Statement of Dr. Hans Koechler, International Observer at the Lockerbie Trial, on Recent Reports in the Scottish and British Media » [« Déclaration du Dr Hans Koechler, observateur international au procès de Lockerbie, sur les rapports récents dans les médias écossais et britanniques »], sur i-p-o.org, 14 octobre 2005 (consulté le 13 janvier 2021).
145. ↑  (en) Dr Hans Koechler, « Statement by Dr Hans Köchler, international observer appointed by the United Nations to the Lockerbie Trial in the Netherlands (2000-2002), on the referral of the case of Abdelbaset Ali Mohamed Al Megrahi by the Scottish Criminal Cases Review Commission to the High Court of Justiciary » [« Déclaration du Dr Hans Köchler, observateur international nommé par les Nations Unies au procès de Lockerbie aux Pays-Bas (2000-2002), sur le renvoi du cas d'Abdelbaset Ali Mohamed Al Megrahi par la Commission écossaise de révision des affaires criminelles à la Haute Cour de justice »], sur i-p-o.org, 29 juin 2007 (consulté le 13 janvier 2021).
146. ↑  (en) Dr Hans Koechler, « European Union: double standards in criminal justice? : The European-Libyan controversy over of the handling of the case of Pan Am flight 103 by the Scottish and the Benghazi HIV case by the Libyan judiciary: Clash between legal cultures or political power game? » [« Union européenne : deux poids deux mesures en matière de justice pénale ? : La polémique euro-libyenne sur le traitement de l'affaire du vol Pan Am 103 par les Écossais et l'affaire du VIH de Benghazi par la justice libyenne : choc entre cultures juridiques ou jeu de pouvoir politique ? »] [PDF], sur i-p-o.org, International Progress Organization, 14 février 2007 (consulté le 13 janvier 2021).
147. ↑  (en) « Lockerbie trial: an intelligence operation? : BBC interview of Dr. Hans Köchler » [« Procès de Lockerbie : une opération de renseignement ? : Interview de la BBC avec le Dr Hans Köchler »], sur i-p-o.org, 5 octobre 2007 (consulté le 10 avril 2025).
148. ↑  (en) Alan Cowell, « Scottish Panel Challenges Lockerbie Conviction » [« Un panel écossais conteste la condamnation de Lockerbie »], sur nytimes.com, The New York Times, 28 juin 2007 (consulté le 13 janvier 2021).
149. ↑  (en) Reuters, « Libyan to appeal Lockerbie bombing conviction » [« Le Libyen fait appel de la condamnation pour l'attentat à la bombe à Lockerbie »], sur abc.net.au, ABC News (Australie), 28 juin 2007 (consulté le 13 janvier 2021).
150. ↑  (en) BBC News, « Lockerbie bomber allowed appeal » [« L'accusé de Lockerbie autorisé pour un second appel »], sur news.bbc.co.uk, 28 juin 2007 (consulté le 14 janvier 2021).
151. ↑  (en) « News Release : Abdelbaset Ali Mohmed Al Megrahi », Scottish Criminal Cases Review Commission, 28 juin 2007 (version du 3 mai 2011 sur Internet Archive).
152. ↑  (en) Ian Ferguson, « This could open a can of worms for the entire Scottish justice system » [« Cela pourrait ouvrir une boîte de vers pour tout le système judiciaire écossais »], sur heraldscotland.com, The Herald, 29 juin 2007 (consulté le 14 janvier 2021).
153. ↑  (en) BBC News, « Lockerbie bomber in cancer battle » [« L'accusé de Lockerbie dans la bataille contre le cancer »], sur news.bbc.co.uk, 21 octobre 2008 (consulté le 14 janvier 2021).
154. ↑  (en) Elizabeth Stewart et al., « Lockerbie bomber has late-stage prostate cancer » [« L'accusé de Lockerbie a un cancer de la prostate en stade avancé »], sur theguardian.com, The Guardian, 21 octobre 2008 (consulté le 14 janvier 2021).
155. ↑  (en) BBC News, « Bomber release 'common humanity' » [« La libération de l'accusé relève d'une « humanité commune » »], sur news.bbc.co.uk, 31 octobre 2008 (consulté le 14 janvier 2021).
156. ↑  (en) BBC News, « Lockerbie bomber bail bid fails » [« Échec de la mise en liberté sous caution de l'accusé »], sur news.bbc.co.uk, 14 novembre 2008 (consulté le 14 janvier 2021).
157. ↑  (en) BBC News, « Lockerbie bomber in fresh appeal » [« L'accusé de Lockerbie dans un tout nouvel appel »], sur news.bbc.co.uk, 28 avril 2009 (consulté le 14 janvier 2021).
158. ↑  (en) Severin Carrell, « Lockerbie accused's health deteriorates as appeal hearing opens » [« La santé de l'accusé de Lockerbie se détériore à l'ouverture de l'audience d'appel »], sur theguardian.com, The Guardian, 28 avril 2009 (consulté le 14 janvier 2021).
159. ↑  (en) BBC News, « Ill Megrahi seeks prison release » [« Megrahi malade demande sa libération de prison »], sur news.bbc.co.uk, 25 juillet 2009 (consulté le 14 janvier 2021).
160. ↑  (en) BBC News, « What are the grounds for compassionate leave from prison? » [« Quels sont les motifs d'une libération pour raisons humanitaires ? »], sur news.bbc.co.uk, 14 août 2009 (consulté le 14 janvier 2021).
161. ↑  (en) « Why has the Lockerbie convict abandoned his appeal? » [« Pourquoi le condamné de Lockerbie a-t-il abandonné son appel ? »], sur i-p-o.org, 31 août 2009 (consulté le 14 janvier 2021).
162. ↑  (en) BBC News, « Lockerbie bomber 'to be released' » [« L'accusé de Lockerbie « va être libéré » »], sur news.bbc.co.uk, 13 août 2009 (consulté le 14 janvier 2021).
163. ↑  (en) BBC News, « Clinton urges no Megrahi release » [« Clinton ne demande aucune libération de Megrahi »], sur news.bbc.co.uk, 14 août 2009 (consulté le 14 janvier 2021).
164. ↑  (en) BBC News, « Lockerbie bomber's appeal dropped » [« L'appel de l'accusé de Lockerbie abandonné »], sur news.bbc.co.uk, 18 août 2009 (consulté le 14 janvier 2021).
165. ↑  (en) BBC News, « Megrahi release 'right decision' » [« La libération de Megrahi, une « bonne décision » »], sur news.bbc.co.uk, 23 août 2009 (consulté le 11 janvier 2021).
166. ↑  (en) Jessica Terrell, « Release of Lockerbie bomber an ‘outrage’ » [« La libération de l'accusé de Lockerbie est un « scandale » »], sur ocregister.com, Orange County Register, 20 août 2009 (consulté le 14 janvier 2021).
167. 1 2  (en) Press Association, « MacAskill's full statement on Lockerbie bomber » [« Déclaration complète de MacAskill sur l'accusé de Lockerbie »], sur independent.co.uk, The Independent (consulté le 14 janvier 2021).
168. ↑  (en) BBC News, « Minister stands by bomber release » [« Le ministre supporte sa décision de libération de l'accusé »], sur news.bbc.co.uk, 24 août 2009 (consulté le 15 janvier 2021).
169. ↑  (en) BBC News, « Homecoming for Lockerbie bomber » [« Retrouvailles pour l'accusé de Lockerbie »], sur news.bbc.co.uk, 21 août 2009 (consulté le 14 janvier 2021).
170. ↑  (en) Henry Chu, « Lockerbie bomber now a free man » [« L'accusé de Lockerbie est désormais un homme libre »], sur latimes.com, Los Angeles Times, 21 août 2009 (consulté le 19 janvier 2021).
171. 1 2  (en) Alan Cowell et A. G. Sulzberger, « Lockerbie Convict Returns to Jubilant Welcome » [« L'accusé de Lockerbie revient à un accueil jubilatoire »], sur nytimes.com, The New York Times, 20 août 2009 (consulté le 15 janvier 2021).
172. 1 2  (en) Severin Carrell, « Lockerbie bomber returns to hero's welcome in Libya » [« L'accusé de Lockerbie accueilli comme un héros à son retour en Libye »], sur theguardian.com, The Guardian, 21 août 2009 (consulté le 15 janvier 2021).
173. ↑  « Lockerbie: la Libye avait pourtant promis un accueil «discret» pour Megrahi », sur 20minutes.fr, 20 Minutes, 24 août 2009 (consulté le 15 janvier 2021).
174. ↑  Agence France-Presse, « Lockerbie : l'accueil réservé à Megrahi est «dégoûtant» », sur liberation.fr, Libération, 21 août 2009 (consulté le 15 janvier 2021).
175. ↑  (en) BBC News, « Timeline: Lockerbie bomber release » [« Chronologie : libération de l'accusé de Lockerbie »], sur bbc.com, 20 mai 2012 (consulté le 15 janvier 2021).
176. ↑  (en) Severin Carrell, « US paid reward to Lockerbie witness, Abdelbaset al-Megrahi papers claim » [« Les États-Unis ont payé une récompense au témoin de Lockerbie, selon les journaux d'Abdelbaset al-Megrahi »], sur theguardian.com, The Guardian, 2 octobre 2009 (consulté le 11 janvier 2021).
177. 1 2 3 4 5 6 7  (en) Paul Sonne et Alistair MacDonald, « Medical Mystery Behind Bomber's Release » [« Mystère médical derrière la libération du poseur de bombe »], sur wsj.com, The Wall Street Journal, 6 août 2010 (consulté le 14 janvier 2021).
178. ↑  (en) Jordy Yager, « Sen. Schumer wants Lockerbie bomber back in Scottish prison » [« Le sénateur Schumer veut le retour de l'accusé de Lockerbie de retour dans une prison écossaise »], sur thehill.com, 19 novembre 2009 (consulté le 14 janvier 2021).
179. ↑  Agence France-Presse, « Lockerbie: deux ans après avoir libéré Megrahi, l'Ecosse explique sa décision », sur 20minutes.fr, 20 Minutes, 20 août 2011 (consulté le 14 janvier 2021).
180. ↑  (en) BBC News, « Cancer doctor Howard speaks about Lockerbie bomber » [« Le médecin du cancer Howard parle de l'accusé de Lockerbie »], sur bbc.com, 19 août 2010 (consulté le 14 janvier 2021).
181. ↑  (en) BBC News, « Lockerbie bomber 'should be left to die in peace' » [« L'accusé de Lockerbie « devrait être laissé mourir en paix » »], sur bbc.com, 29 août 2011 (consulté le 14 janvier 2021).
182. ↑  (en) BBC News, « Lockerbie bomber Abdelbaset Ali al-Megrahi is 'in coma' » [« L'accusé de Lockerbie Abdelbaset Ali al-Megrahi est « dans le coma » »], sur bbc.com, 29 août 2011 (consulté le 14 janvier 2021).
183. ↑  (en) « Lockerbie bomber 'a shell of a man' » [« L'accusé de Lockerbie « une coquille d'homme » »], sur smh.com.au, The Sydney Morning Herald, 29 août 2011 (consulté le 14 janvier 2021).
184. 1 2  (en) Press Association, « Lockerbie bomber: 'I am an innocent man' » [« Accusé de Lockerbie : « Je suis un homme innocent » »], sur theguardian.com, The Guardian, 22 décembre 2011 (consulté le 16 janvier 2021).
185. ↑  Le Monde, Agence France-Presse et Reuters (photogr. Mahmud Turkia), « Le Libyen Al-Megrahi, condamné pour l'attentat de Lockerbie, est mort », sur lemonde.fr, Le Monde, 20 mai 2012 (consulté le 14 janvier 2021).
186. ↑  Reuters, « Lockerbie: le Libyen Megrahi est mort », sur lefigaro.fr, Le Figaro, 20 mai 2012 (consulté le 14 janvier 2021).
187. ↑  Agence France-Presse (photogr. Reuters), « Le Libyen Megrahi, condamné pour l'attentat de Lockerbie, est mort », sur liberation.fr, Libération, 20 mai 2012 (consulté le 14 janvier 2021).
188. ↑  (en) Ian Black, « Abdelbaset al-Megrahi obituary » [« Avis de décès de Abdelbaset al-Megrahi »], sur theguardian.com, The Guardian, 20 mai 2012 (consulté le 14 janvier 2021).
189. ↑  (en) BBC News, « Lockerbie bomber Abdelbaset al-Megrahi dies in Tripoli » [« L'accusé de Lockerbie Abdelbaset al-Megrahi meurt à Tripoli »], sur bbc.com, 20 mai 2012 (consulté le 14 janvier 2021).
190. ↑  (en) Severin Carrell, « Lockerbie bombing 'should be investigated by independent inquiry' » [« L'attentat de Lockerbie « devrait faire l'objet d'une enquête indépendante » »], sur theguardian.com, The Guardian, 19 août 2010 (consulté le 16 janvier 2021).
191. ↑  (en) « Michael McGowan: The best tribute to the 270 victims of Lockerbie is to find out the truth » [« Michael McGowan : Le meilleur hommage aux 270 victimes de Lockerbie est de découvrir la vérité »], sur archive.vn, The Yorkshire Post, 2 septembre 2009 (consulté le 16 janvier 2021).
192. ↑  (en) Robert Black, « Petition to set up public inquiry into Lockerbie » [« Pétition pour ouvrir une enquête publique sur Lockerbie »], sur lockerbiecase.blogspot.com, 10 septembre 2009 (consulté le 16 janvier 2021).
193. ↑  (en) BBC News, « Lockerbie inquiry petition 'remains open' » [« La pétition d'enquête de Lockerbie « reste ouverte » »], sur bbc.com, 25 janvier 2011 (consulté le 16 janvier 2021).
194. ↑  (en) « Support a United Nations Inquiry into the deaths of UN Secretary-General Dag Hammarskjöld and UN Assistant Sec-Gen Bernt Carlsson » [« Soutenir une enquête des Nations Unies sur la mort du secrétaire général des Nations Unies Dag Hammarskjöld et du secrétaire général adjoint des Nations Unies Bernt Carlsson »], sur petition.parliament.uk (consulté le 16 janvier 2021).
195. ↑  (en) « Firm joins Chomsky, Dalyell and others to petition UN General Assembly to open Pan Am 103 inquiry », sur The Firm, 14 septembre 2009 (version du 24 octobre 2009 sur Internet Archive).
196. ↑  (en) « An open letter to the President of the General Assembly of the United Nations Organisation » [« Une lettre ouverte au Président de l'Assemblée générale de l'Organisation des Nations Unies »], sur i-p-o.org, septembre 2009 (consulté le 16 janvier 2021).
197. 1 2 3  (en) Caroline Muscat, « Malta asked to support demands for UN inquiry on Lockerbie », sur Times of Malta, 4 octobre 2009 (version du 11 août 2010 sur Internet Archive).
198. ↑  (en) Robert Black, « Lockerbie and the Prime Minister » [« Lockerbie et le Premier ministre »], sur lockerbiecase.blogspot.com, 28 octobre 2009 (consulté le 16 janvier 2021).
199. 1 2  (en) « Lockerbie families lobby Gordon Brown for public inquiry » [« Les familles de Lockerbie font pression sur Gordon Brown pour une enquête publique »], sur telegraph.co.uk, The Daily Telegraph, 25 octobre 2009 (consulté le 16 janvier 2021).
200. ↑  (en) Pamela Dix, « We still need a Lockerbie inquiry : The families of those killed in the bombing have not given up hope of an inquiry to help us learn the lessons of this tragedy » [« Nous avons encore besoin d'une enquête Lockerbie : Les familles des personnes tuées dans l'attentat à la bombe n'ont pas perdu l'espoir d'une enquête pour nous aider à tirer les leçons de cette tragédie »], sur theguardian.com, The Guardian, 26 octobre 2009 (consulté le 16 janvier 2021).
201. 1 2  (en) Jason Allardyce et Mark Macaskill, « Lockerbie inquiry ruled out by Gordon Brown » [« Une enquête sur Lockerbie exclue par Gordon Brown »], sur thetimes.co.uk, The Times, 1er novembre 2009 (consulté le 16 janvier 2021).
202. 1 2 3  (en) Simon Johnson, « Gordon Brown rules out Lockerbie public inquiry » [« Gordon Brown exclut une enquête publique sur Lockerbie »], sur telegraph.co.uk, The Daily Telegraph, 1er novembre 2009 (consulté le 16 janvier 2021).
203. ↑  (en) BBC News, « Jim Swire meets Lockerbie bomber Megrahi in Libya » [« Jim Swire rencontre l'accusé de Lockerbie Megrahi en Libye »], sur bbc.com, 20 septembre 2010 (consulté le 16 janvier 2021).
204. ↑  (en) BBC News, « Lockerbie father Jim Swire: 'Tell us the truth' » [« Jim Swire, père de Lockerbie : « Dites-nous la vérité » »], sur bbc.com, 21 décembre 2013 (consulté le 16 janvier 2021).
205. 1 2  (en) « Cameron dismisses calls for new Lockerbie inquiry » [« Cameron rejette les appels à une nouvelle enquête Lockerbie »], sur channel4.com, Channel 4, 21 mai 2012 (consulté le 16 janvier 2021).
206. ↑  (en) Severin Carrell, Chris Stephen, Patrick Wintour et James Meikle, « New Lockerbie inquiry rejected by PM as Abdelbaset al-Megrahi dies » [« Une nouvelle enquête sur Lockerbie rejetée par le Premier ministre alors qu'Abdelbaset al-Megrahi décède »], sur theguardian.com, The Guardian, 20 mai 2012 (consulté le 18 janvier 2021).
207. ↑  (en) James Meikle et Severin Carrell, « Mystery of Lockerbie plane bombing may never be solved » [« Le mystère de l'attentat de Lockerbie pourrait ne jamais être résolu »], sur theguardian.com, The Guardian, 20 mai 2012 (consulté le 18 janvier 2021).
208. ↑  (en) Peter Swindon, « Lockerbie relatives make fresh call for public inquiry in wake of anniversary » [« Les proches des victimes de Lockerbie renouvellent leur appel à une enquête publique à l'occasion de l'anniversaire de l'attentat »] , sur heraldscotland.com, The Herald (Glasgow), 24 décembre 2017 (consulté le 16 avril 2025).
209. ↑  (en) Andrew Quinn, « Lockerbie bombing 'atrocity' must be re-examined by public inquiry, demands SNP MSP » [« Un député du SNP demande qu’une enquête publique réexamine l’« atrocité » de l’attentat de Lockerbie »], sur dailyrecord.co.uk, Daily Record, 9 janvier 2025 (consulté le 16 avril 2025).
210. 1 2  (en) Press Association, « Lockerbie bomber's family pursues fresh bid to clear his name » [« La famille de l'accusé de Lockerbie poursuit une nouvelle tentative pour laver son nom »], sur theguardian.com, The Guardian, 5 juin 2014 (consulté le 18 janvier 2021).
211. ↑  (en) Press Association, « Lockerbie bomber’s guilt reaffirmed by Scotland’s top prosecutor » [« La culpabilité de l'accusé de Lockerbie réaffirmée par le premier procureur écossais »], sur theguardian.com, The Guardian, 20 décembre 2014 (consulté le 18 janvier 2021).
212. ↑  (en) Nicola Slawson, « Abdelbaset al-Megrahi's family to appeal Lockerbie conviction » [« La famille d'Abdelbaset al-Megrahi fait appel de la condamnation de Lockerbie »], sur theguardian.com, The Guardian, 23 avril 2017 (consulté le 19 janvier 2021).
213. ↑  (en) Press Association, « Lockerbie: police find no criminality in way inquiry was handled » [« Lockerbie : la police ne découvre aucune criminalité dans le traitement de l'enquête »], sur theguardian.com, The Guardian, 21 novembre 2018 (consulté le 19 janvier 2021).
214. ↑  (en) Aamna Mohdin, « Lockerbie bomber conviction 'may have been miscarriage of justice' » [« La condamnation pour le terroriste de Lockerbie « peut avoir été une erreur judiciaire » »], sur theguardian.com, The Guardian, 11 mars 2020 (consulté le 19 janvier 2021).
215. ↑  (en) BBC News, « Lockerbie bombing: Megrahi appeal bid allowed » [« Attentat à la bombe de Lockerbie : l'appel de Megrahi autorisé »], sur bbc.com, 11 mars 2020 (consulté le 19 janvier 2021).
216. ↑  Agence France-Presse, « Attentat de Lockerbie: une commission écossaise ouvre la voie à un procès en révision », sur la-croix.com, La Croix, 11 mars 2020 (consulté le 19 janvier 2021).
217. ↑  (en) BBC News, « Lockerbie bombing: Megrahi appeal lodged » [« Attentat à la bombe de Lockerbie : l'appel de Megrahi déposé »], sur bbc.com, 3 juin 2020 (consulté le 19 janvier 2021).
218. ↑  (en) Agence France-Presse, « Lockerbie bombing: Megrahi lawyers seek to quash conviction » [« Attentat à la bombe à Lockerbie : les avocats de Megrahi cherchent à annuler la condamnation »], sur theguardian.com, The Guardian, 3 juin 2020 (consulté le 19 janvier 2021).
219. ↑  Sud Ouest et Agence France-Presse, « Attentat de Lockerbie : la justice écossaise rejette l’appel posthume du seul condamné », sur sudouest.fr, 15 janvier 2021 (consulté le 19 janvier 2021).
220. ↑  Agence France-Presse, « Attentat de Lockerbie: l'appel de la famille du seul condamné rejeté », sur lexpress.fr, L'Express, 15 janvier 2021 (consulté le 19 janvier 2021).
221. ↑  (en) BBC News, « Judges reject Lockerbie bomber's appeal against conviction » [« Les juges rejettent l'appel de l'accusé de Lockerbie contre sa condamnation »], sur bbc.com, 15 janvier 2021 (consulté le 19 janvier 2021).
222. ↑  (en) Stephen Wilkie, « Five judges turn down appeal to clear the name of Lockerbie bomber Megrahi » [« Cinq juges ont rejeté l'appel pour laver le nom de Megrahi, l'accusé de Lockerbie »], sur scotsman.com, The Scotsman, 15 janvier 2021 (consulté le 19 janvier 2021).
223. ↑  (en) Severin Carrell, « Megrahi family to appeal to UK supreme court over Lockerbie conviction » [« La famille de Megrahi va faire appel à la Cour suprême du Royaume-Uni pour la condamnation de Lockerbie »], sur theguardian.com, The Guardian, 15 janvier 2021 (consulté le 19 janvier 2021).
224. ↑  (en) Reuters, Michael Holden et Estelle Shirbon, « Lockerbie bomber’s family to appeal conviction to UK’s top court » [« La famille de l'accusé de Lockerbie va faire appel de sa condamnation devant le plus haut tribunal du Royaume-Uni »], sur whbl.com, WHBL, 1er avril 2021 (consulté le 4 avril 2021).
225. ↑  (en) BBC News, « Lockerbie bomber Supreme Court appeal rejected » [« Le recours devant la Cour suprême du poseur de bombe de Lockerbie rejeté »], sur bbc.com, BBC, 2 avril 2021 (consulté le 14 avril 2025).
226. ↑  (en) Katrine Bussey, « Lockerbie bomber Abdelbaset al-Megrahi’s son disappointed after judges block his appeal » [« Le fils d'Abdelbaset al-Megrahi, auteur de l'attentat de Lockerbie, déçu après le rejet de son appel par les juges »] , sur thetimes.com, The Times, 16 juillet 2022 (consulté le 17 avril 2025).
227. ↑  Le Figaro, « Un pilier du régime de Kadhafi arrêté en Mauritanie », sur lefigaro.fr, 17 mars 2012 (consulté le 18 janvier 2021).
228. ↑  (en) Monica Mark, « Gaddafi's former spy chief charged in Mauritania » [« L'ancien chef des espions de Kadhafi inculpé en Mauritanie »], sur theguardian.com, The Guardian, 21 mai 2012 (consulté le 18 janvier 2021).
229. ↑  (en) Luke Harding, Ian Black, Severin Carrell et Chris Stephen, « Abdullah al-Senussi: spy with secrets of Lockerbie bombing sent back to Libya » [« Abdullah al-Senussi : un espion aux secrets de l'attentat de Lockerbie renvoyé en Libye »], sur theguardian.com, The Guardian, 5 septembre 2012 (consulté le 18 janvier 2021).
230. ↑  (en) BBC News, « Profile: Abdullah al-Senussi », sur bbc.com, 16 octobre 2015 (consulté le 18 janvier 2021).
231. ↑  (en) Jake Ryan, « Victims of Libyan-sponsored IRA terrorism call on the Home Secretary to press for one of Colonel Gaddafi’s key lieutenants to be extradited » [« Les victimes du terrorisme de l’IRA parrainé par la Libye demandent au ministre de l’Intérieur de faire pression pour que l’un des principaux lieutenants du colonel Kadhafi soit extradé »], sur dailymail.co.uk, Daily Mail, 20 décembre 2020 (consulté le 18 janvier 2021).
232. ↑  (en) Severin Carrell, « Two Libyans identified as Lockerbie bombing suspects » [« Deux Libyens identifiés comme suspects de l'attentat de Lockerbie »], sur theguardian.com, The Guardian, 16 octobre 2015 (consulté le 18 janvier 2021).
233. ↑  (en) BBC News, « Two new Lockerbie bombing suspects identified » [« Identification de deux nouveaux suspects de l'attentat de Lockerbie »], sur bbc.com, 15 octobre 2015 (consulté le 18 janvier 2021).
234. ↑  (en) Associated Press, « Prosecutors identify 2 Libyans as Lockerbie bombing suspects » [« Les procureurs identifient 2 Libyens comme suspects de l'attentat de Lockerbie »], sur latimes.com, Los Angeles Times, 15 octobre 2015 (consulté le 19 janvier 2021).
235. ↑  (en) Brodie Owen, « Lockerbie bombing: who is suspected bomb-maker Abu Agila Mohammad Masud » [« Attentat de Lockerbie : qui est le fabricant présumé de bombes Abu Agila Mohammad Masud »], sur thenationalnews.com, The National, 17 décembre 2020 (consulté le 18 janvier 2021).
236. ↑  (en) Kate Connolly et Severin Carrell, « Lockerbie investigators ‘question former Stasi agents’ » [« Les enquêteurs de Lockerbie « interrogent d'anciens agents de la Stasi » »], sur theguardian.com, The Guardian, 20 mars 2019 (consulté le 19 janvier 2021).
237. ↑  France 24 et Agence France-Presse, « Attentat de Lockerbie en Écosse : un Libyen inculpé aux États-Unis », sur france24.com, 21 décembre 2020 (consulté le 19 janvier 2021).
238. ↑  Le Figaro et Agence France-Presse, « Un Libyen inculpé aux États-Unis pour l'attentat de Lockerbie en Écosse en 1988 », sur lefigaro.fr, 21 décembre 2020 (consulté le 19 janvier 2021).
239. ↑  (en) BBC News, « Lockerbie bombing: Alleged bomb-maker charged on 32nd anniversary of attack » [« Attentat de Lockerbie : un fabricant présumé de bombes inculpé à l'occasion du 32e anniversaire de l'attaque »], sur bbc.com, 22 décembre 2020 (consulté le 19 janvier 2021).
240. ↑  (en) Associated Press, « Justice Department charges bomb maker in 1988 Pan Am explosion over Lockerbie, Scotland » [« Le ministère de la Justice accuse un fabricant de bombes pour l'explosion de la Pan Am en 1988 à Lockerbie, en Écosse »], sur latimes.com, Los Angeles Times, 21 décembre 2020 (consulté le 19 janvier 2021).
241. ↑  (en) [vidéo] MSNBC, « Barr Announces Charges Against Third Conspirator In 1988 Bombing Of Pan Am Flight 103 », sur YouTube, 21 décembre 2020.
242. ↑  Libération et Agence France-Presse, « Un suspect de l’attentat de Lockerbie en détention aux Etats-Unis », sur liberation.fr, 11 décembre 2022 (consulté le 11 décembre 2022).
243. ↑  (en) Adam Goldman, « Libyan Operative Charged in 1988 Lockerbie Bombing Is in F.B.I. Custody » [« Un agent libyen accusé de l'attentat de Lockerbie en 1988 est sous la garde du FBI »], sur nytimes.com, The New York Times, 11 décembre 2022 (consulté le 11 décembre 2022).
244. ↑  (en) ABC News (Australie), Reuters, « Lockerbie bombing accused Abu Agila Mohammad Mas'ud Kheir Al-Marimi pleads not guilty to charges » [« L'accusé de l'attentat de Lockerbie Abu Agila Mohammad Mas'ud Kheir Al-Marimi plaide non coupable des accusations »], sur abc.net.au, 9 février 2023 (consulté le 18 février 2023).
245. ↑  (en) David Cowan, « US judge agrees to delay Lockerbie bombing trial » [« Un juge américain accepte de reporter le procès de l'attentat de Lockerbie »], sur bbc.com, BBC News, 14 mars 2025 (consulté le 15 avril 2025).
246. 1 2  (en) Al Jazeera et al., « Timeline: Libya-US relations » [« Chronologie : relations entre la Libye et les États-Unis »], sur aljazeera.com, 4 septembre 2008 (consulté le 13 janvier 2021).
247. ↑  (en) Kirit Radia, « Libya Is Off U.S. Terrorist List » [« La Libye ne figure plus sur la liste d'États soutenant le terrorisme »], sur abcnews.go.com, ABC News, 16 mai 2006 (consulté le 13 mars 2021).
248. 1 2  (en) White House Press Secretary, « Statement by Principal Deputy Press Secretary Speakes on the Gulf of Sidra Incident » [« Déclaration de l'attachée de presse adjointe principale qui s'exprime sur l'incident du golfe de Syrte »], sur reaganlibrary.gov, White House Office of the Press Secretary, 24 mars 1986 (consulté le 16 janvier 2021).
249. ↑  (en) Bernard Gwertzman, « U.S. Reports Shooting Down 2 Libya Jets That Attacked F-14's Over Mediterrane » [« Les États-Unis rapportent abattre 2 jets libyens qui ont attaqué des F-14 au-dessus de la Méditerranée »], sur nytimes.com, The New York Times, 20 août 1981 (consulté le 16 janvier 2021).
250. ↑  (en) Bernard Weinraub, « U.S., Citing Libyan Fire, Reports Attacking a Missile Site and Setting 2 Ships Ablaze » [« Les États-Unis, citant des tirs libyens, signale une attaque contre un site de missiles et 2 navires en flammes »], sur nytimes.com, The New York Times, 25 mars 1986 (consulté le 16 janvier 2021).
251. ↑  (en) BBC News, « Flashback: The Berlin disco bombing » [« L'attentat à la discothèque de Berlin »], sur news.bbc.co.uk, 13 novembre 2001 (consulté le 16 janvier 2021).
252. 1 2  (en) BBC News, « 1986: US launches air strikes on Libya » [« 1986 : les États-Unis lancent des frappes aériennes sur la Libye »], sur news.bbc.co.uk, 15 avril 1986 (consulté le 16 janvier 2021).
253. 1 2  Corentin Chauvel, « Libye: Mystère autour de la mort de la fille adoptive de Mouammar Kadhafi », sur 20minutes.fr, 20 Minutes, 26 août 2011 (consulté le 16 janvier 2021).
254. ↑  Jean-Louis Le Touzet, « Hana Kadhafi, princesse à papa », sur liberation.fr, Libération, 22 octobre 2011 (consulté le 16 janvier 2021).
255. 1 2  Slate, « La fille de Kadhafi tuée en 1986 serait bien vivante », sur slate.fr, 10 août 2011 (consulté le 16 janvier 2021).
256. 1 2  (en) Cliff Kincaid, « NBC’s Mitchell Regurgitates Gaddafi Lies » [« Mitchell de NBC régurgite les mensonges de Kadhafi »], sur aim.org, Accuracy in Media, 22 février 2011 (consulté le 16 janvier 2021).
257. ↑  (en) Jon Swain, « Revealed: Gadaffi's air massacre plot » [« Révélé : le complot de massacre aérien de Kadhafi »], The Times, 28 mars 2004 (consulté le 16 janvier 2021).
258. 1 2  (en) Greg Beals, « Lessons From Qaddafi's Last Defeat » [« Leçons de la dernière défaite de Kadhafi »], sur theroot.com, 23 avril 2011 (consulté le 16 janvier 2021).
259. ↑  (en) John Greenwald, « Disputes Raiders of the Armed Toyotas », sur ontent.time.com, Time, 21 septembre 1987 (consulté le 16 janvier 2021).
260. 1 2  (en) Ian Black et Peter Beaumont, « Gaddafi ordered Lockerbie bombing – ex-minister » [« Kadhafi a ordonné l'attentat de Lockerbie, selon un ancien ministre »], sur theguardian.com, The Guardian, 23 février 2011 (consulté le 16 janvier 2021).
261. ↑  (en) Anne Barker, « Gaddafi accused of ordering Lockerbie bombing » [« Kadhafi accusé d'avoir ordonné l'attentat de Lockerbie »], sur abc.net.au, ABC News (Australie), 23 février 2011 (consulté le 16 janvier 2021).
262. ↑  (en) Reuters, « Ex-minister says Gaddafi ordered Lockerbie bomb: report » [« Un ancien ministre dit que Kadhafi a commandé la bombe à Lockerbie : rapport »], sur reuters.com, 23 février 2011 (consulté le 16 janvier 2021).
263. ↑  Associated Press, « Khadafi a ordonné l'attentat de Lockerbie, affirme un ancien ministre », sur lapresse.ca, La Presse, 23 février 2011 (consulté le 16 janvier 2021).
264. ↑  (en) BBC News, « Colonel Gaddafi 'ordered Lockerbie bombing' » [« Le colonel Kadhafi « a ordonné l'attentat de Lockerbie » »], sur bbc.com, 23 février 2011 (consulté le 16 janvier 2021).
265. ↑  (en) Robert F. Worth, « Qaddafi’s Son Is Alive. And He Wants to Take Libya Back » [« Le fils de Kadhafi est vivant. Et il veut reprendre la Libye »] , sur nytimes.com, The New York Times, 30 juillet 2021 (consulté le 30 juillet 2021).
266. ↑  Franck Johannès, « Dans les archives secrètes d’Abdallah Senoussi, l’homme de confiance de Mouammar Kadhafi » , sur lemonde.fr, Le Monde, 9 février 2025 (consulté le 15 avril 2025).
267. ↑  Mediapart, « L’argent libyen de Sarkozy : Les plans secrets du terroriste Abdallah Senoussi, l’homme que Sarkozy voudrait faire oublier » , sur mediapart.fr, Mediapart, 9 janvier 2025 (consulté le 15 avril 2025).
268. ↑  (en) David Cowan, « New documents blame Libya for Lockerbie bombing » [« De nouveaux documents attribuent la responsabilité de l'attentat de Lockerbie à la Libye »], sur bbc.com, BBC News, 19 mars 2025 (consulté le 15 avril 2025).
269. ↑  (en) Richard Norton-Taylor et Ian Black, « Palestinians named by accused were the original suspects » [« Les Palestiniens nommés par les accusés étaient les premiers suspects »], sur theguardian.com, The Guardian, 4 mai 2000 (consulté le 17 janvier 2021).
270. ↑  (en) Associated Press, « Flight 103 bombing : Newspaper says four allegedly responsible in incident identified » [« Attentat du vol 103 : Un journal dit que quatre présumés responsables de l'attentat ont été identifiés »], The Gadsden Times, 9 juillet 1989 (consulté le 18 janvier 2021).
271. ↑  (en) David Horovitz, « ‘Palestinian group carried out Lockerbie bombing’ » [« « Un groupe palestinien a mené l'attentat de Lockerbie » »], sur timesofisrael.com, The Times of Israel, 19 décembre 2013 (consulté le 17 janvier 2021).
272. ↑  (en) Jerome Taylor, « Was the wrong man jailed for Lockerbie? » [« Le mauvais homme a-t-il été emprisonné pour Lockerbie ? »], sur independent.ie, Irish Independent, 21 août 2009 (consulté le 17 janvier 2021).
273. 1 2 3  (en) Patrick Barkham, « Lockerbie conspiracies: from A to Z » [« Conspirations de Lockerbie : de A à Z »], sur theguardian.com, 7 avril 1999 (consulté le 16 janvier 2021).
274. 1 2 3  (en) Richard Norton-Taylor et Ian Black, « Palestinian links remain unexplained » [« Les liens palestiniens restent inexpliqués »], sur theguardian.com, The Guardian, 1er février 2001 (consulté le 16 avril 2025).
275. ↑  (en) Defense Intelligence Agency, « Inquire=DOC16D » [PDF] (documents partiellement déclassifiés), sur dia.mil, Département de la Défense des États-Unis (version du 4 novembre 2020 sur Internet Archive), p. 93, vue 59.
276. ↑  (en) Associated Press, « Pan Am received warning of bomb » [« Pan Am avait reçu un avertissement de bombe »], The Michigan Daily, 17 mars 1989 (consulté le 18 janvier 2021).
277. 1 2  (en) Ian Ferguson et John Biewen, « Shadow Over Lockerbie : 5. The Early Suspects: Iran And Syrian Terrorists » [« Ombre sur Lockerbie : 5. Les premiers suspects : l'Iran et les terroristes syriens »], sur americanradioworks.publicradio.org, American Public Media, 1er février 2001 (consulté le 17 janvier 2021).
278. 1 2  (en) Aviation Safety Network, « Accident description - Iran Air 655 », sur aviation-safety.net (consulté le 17 janvier 2021).
279. 1 2  (en) Richard Halloran, « The Downing of Flight 655: U.S. Downs Iran Airliner Mistaken For F-14; 290 Reported Dead; A Tragedy, Reagan Says; Action Is Defended » [« Vol 655 abattu : les États-Unis abattent un avion de ligne iranien confondu avec un F-14 ; 290 morts déclarés ; Une tragédie, dit Reagan ; L'action est défendue »], sur nytimes.com, The New York Times, 4 juillet 1988 (consulté le 17 janvier 2021).
280. ↑  (en) Edwin Battistella, « When America Apologizes (or Doesn’t) for Its Actions » [« Lorsque l'Amérique s'excuse (ou ne le fait pas) pour ses actes »], sur nytimes.com, The New York Times, 6 décembre 2011 (consulté le 17 janvier 2021).
281. ↑  (en) Liepar Destin, « "I Will Never Apologize". Iran Flight 665 Shot Down, 290 Dead » [« « Je ne m'excuserai jamais ». Vol Iran Air 665 abattu, 290 morts »], sur dailykos.com, Daily Kos, 19 juillet 2014 (consulté le 17 janvier 2021).
282. 1 2  Le Monde et Agence France-Presse, « L'Iran nie tout lien avec l'attentat de Lockerbie », sur lemonde.fr, 11 mars 2014 (consulté le 17 janvier 2021).
283. 1 2  (en) James Cook, « Lockerbie bombing: Al Jazeera documentary makes Iran link claims » [« Attentat de Lockerbie : un documentaire sur Al Jazeera revendique un lien avec l'Iran »], sur bbc.com, BBC News, 11 mars 2014 (consulté le 17 janvier 2021).
284. ↑  (en) Gordon Rayner (The Daily Telegraph), « Lockerbie Bombing: New Investigation Points To Iran » [« Attentat de Lockerbie : de nouveaux points d'enquête sur l'Iran »], sur businessinsider.com, Business Insider, 11 mars 2014 (consulté le 17 janvier 2021).
285. ↑  Pierre Prier, « L'autre piste de Lockerbie, celle de la Syrie et de l'Iran », sur lefigaro.fr, Le Figaro, 22 août 2009 (consulté le 19 janvier 2021).
286. 1 2  PCAST 1990.
287. 1 2  PF 2001, p. 27.
288. 1 2  (en) « Cover-up claim as Lockerbie film screening is cancelled », sur The Guardian, 12 novembre 1994 (version du 16 juin 2012 sur Internet Archive).
289. ↑  (en) Paul Foot, « Lockerbie : The Flight From Justice » [« Lockerbie : La fuite de la justice »], Private Eye, London, Pressdram Ltd,‎ mai 2001, p. 1-31 (ISSN 0032-888X, lire en ligne [PDF]).
290. 1 2  (en) Douglas Boyd, « How the whole world was sold a monstrous lie over Lockerbie: Author claims it WASN'T Libya who bombed the 747 jumbo jet - and the prime suspect is alive and living in Washington » [« Comment le monde entier a été vendu à un mensonge monstrueux sur Lockerbie : l'auteur affirme que ce n'est PAS la Libye qui a bombardé le 747 jumbo jet - et le principal suspect est vivant et vit à Washington »], sur dailymail.co.uk, Daily Mail, 29 septembre 2018 (consulté le 17 janvier 2021).
291. ↑  (en) Gordon Rayner, « Lockerbie bombing: CIA believes 'to a man' that Iran carried out attack on Pan Am Flight 103, says former agent » [« Attentat de Lockerbie: la CIA croit « à un homme » que l'Iran a mené une attaque contre le vol Pan Am 103, selon un ancien agent »], sur telegraph.co.uk, The Daily Telegraph, 11 mars 2014 (consulté le 16 janvier 2021).
292. ↑  (en) Charles Lavery, « CIA spook says Megrahi was freed before appeal humiliated justice system » [« Un fantôme de la CIA dit que Megrahi a été libérée avant l'appel qui aurait humilié le système judiciaire »], sur dailyrecord.co.uk, Daily Record, 23 août 2009 (consulté le 16 janvier 2021).
293. ↑  (en) « Iranian ex-spy to Al Jazeera: Khomeini ordered downing of Pan Am flight 103 » [« Un ex-espion iranien à Al Jazeera : Khomeiny a ordonné l'abattage du vol 103 de la Pan Am »], sur jpost.com, The Jerusalem Post, 11 mars 2014 (consulté le 13 janvier 2021).
294. ↑  (en) Australian Associated Press, « Iran denies new Lockerbie bombing claims » [« L'Iran nie les nouvelles allégations d'attentat à la bombe contre Lockerbie »], sur sbs.com.au, SBS World News, 12 mars 2014 (consulté le 13 janvier 2021).
295. ↑  (en) James Cusick, « New Lockerbie report says Libyan was framed to conceal the real bombers » [« Un nouveau rapport sur Lockerbie dit que Libyen ont été piégé pour cacher les vrais terroristes »], sur independent.co.uk, The Independent, 11 mars 2014 (consulté le 16 janvier 2021).
296. ↑  (en) Linda S. Heard, « Was Libya framed for Lockerbie bombing? » [« La Libye a-t-elle été piégée de l'attentat de Lockerbie ? »], sur gulfnews.com, Gulf News, 4 septembre 2007 (consulté le 16 janvier 2021).
297. ↑  (en) Katie Worth, « Lockerbie: The Alternate Theories » [« Lockerbie : les théories alternatives »], sur pbs.org, Public Broadcasting Service, 6 octobre 2015 (consulté le 16 janvier 2021).
298. ↑  (en) Emmet Mcgonagle, « Lockerbie cover-up? 'Whistleblower' claims Pan Am flight was bombed to hide CIA drug ring » [« Une dissimulation de Lockerbie ? Un « lanceur d'alerte » affirme que le vol de Pan Am a été abattu pour cacher le réseau de drogue de la CIA »], sur dailystar.co.uk, Daily Star, 21 décembre 2018 (consulté le 16 janvier 2021).
299. ↑  (en) Robert Black et Reuters, « South Africa minister denies knowing of Lockerbie bomb » [« Le ministre sud-africain nie avoir eu connaissance de la bombe de Lockerbie »], sur lockerbiecase.blogspot.com (consulté le 16 janvier 2021).
300. 1 2 3  (en) David Treadwell, « Pan Am Guilty of ‘Willful Misconduct’: Verdict: Jury finds airline, now defunct, to be negligent in the Lockerbie bombing that claimed 270 lives. Victims’ families can now seek further damages. » [« Pan Am coupable de « mauvaise conduite volontaire »: verdict : le jury estime que la compagnie aérienne, aujourd'hui disparue, a fait preuve de négligence dans l'attentat de Lockerbie qui a coûté la vie à 270 personnes. Les familles des victimes peuvent désormais demander d’autres dommages-intérêts. »], sur latimes.com, Los Angeles Times, 11 juillet 1992 (consulté le 4 avril 2025).
301. 1 2  (en) Arnold H. Lubasch, « Pan Am Is Held Liable by Jury In '88 Explosion » [« La Pan Am est tenue responsable par un jury dans l'explosion de 1988 »], sur nytimes.com, The New York Times, 11 juillet 1992 (consulté le 17 janvier 2021).
302. ↑  (en) « Pan Am Ruled Liable in Flight 103 Bombing » [« La Pan Am déclarée responsable dans l'attentat du vol 103 »], sur archive.vn, The Washington Post, 11 juillet 1992 (consulté le 17 janvier 2021).
303. ↑  (en) Associated Press, « Jury Finds Pan Am Guilty of Misconduct » [« Un jury déclare la Pan Am coupable de mauvaise gestion »], sur deseret.com, Deseret News, 11 juillet 1992 (consulté le 17 janvier 2021).
304. ↑  (en) Sergey Ushynskyi, « Pan Am Flight 103 Investigation And Lessons Learned » [« L'enquête sur le vol 103 de Pan Am et les leçons apprises »], Aviation, Vilnius Gediminas Technical University, vol. 13, no 3,‎ 2009, p. 78-86 (lire en ligne).
305. ↑  (en) Associated Press, « Pan Am Loses in High Court » [« Pan Am perd devant la Cour suprême »], sur scholar.lib.vt.edu, The Roanoke Times, 24 janvier 1995 (consulté le 20 avril 2025).
306. ↑  (en) Beverly Beyette, « The Gates of Grief Reopened: The Pain Never Ends, Those Who Lost Loved Ones in Lockerbie Warn Families of TWA Crash Victims » [« Les portes du chagrin se rouvrent : la douleur ne s’apaise jamais, préviennent les proches des victimes de Lockerbie aux familles des victimes de l'accident de la TWA »], sur latimes.com, Los Angeles Times, 24 juillet 1996 (consulté le 20 avril 2025).
307. ↑  (en) « Lockerbie families agree on compensation payout » [« Les familles des victimes de Lockerbie acceptent un accord d’indemnisation »], sur heraldscotland.com, The Herald (Glasgow), 6 novembre 1996 (consulté le 20 avril 2025).
308. 1 2 3  (en) Andrea Koppel et Elise Labott, « Libya offers $2.7 billion Pan Am 103 settlement » [« La Libye offre 2,7 milliards de dollars de règlement pour le vol Pan Am 103 »], sur edition.cnn.com, CNN, 29 mai 2002 (consulté le 17 janvier 2021).
309. ↑  (en) Matthew L. Wald, « Libya Is Offering To Pay $2.7 Billion For Pan Am Blast » [« La Libye propose de payer 2,7 milliards de dollars pour l'explosion de l'avion de Pan Am »], sur nytimes.com, The New York Times, 22 mai 2002 (consulté le 17 janvier 2021).
310. ↑  (en) Colin Blackstock, « Lockerbie families to get $10m payouts » [« Les familles Lockerbie recevront des paiements de 10 millions de dollars »], sur theguardian.com, The Guardian, 14 août 2003 (consulté le 17 janvier 2021).
311. ↑  (en) Jeff Linkous (AP), « Settlement offer from Libye leaves relatives of Pan Am 103 victims angry, skeptical » [« L'offre de règlement de la Libye laisse les proches des victimes du vol Pan Am 103 en colère et sceptiques »], The Argus-Press, 31 mai 2002 (consulté le 18 janvier 2021).
312. ↑  « Le Conseil de sécurité lève les sanctions contre la Libye », sur news.un.org, 12 septembre 2003 (consulté le 17 janvier 2021).
313. ↑  (en) BBC News, « UN lifts Libya sanctions » [« L'ONU lève les sanctions contre la Libye »], sur news.bbc.co.uk, 12 septembre 2003 (consulté le 17 janvier 2021).
314. ↑  « Lockerbie : la Libye reconnaît sa responsabilité », sur lemonde.fr, Le Monde, 16 août 2003 (consulté le 16 janvier 2021).
315. 1 2 3  (en) BBC News, « Libya admits Lockerbie blame » [« La Libye admet le blâme de Lockerbie »], sur news.bbc.co.uk, 16 août 2003 (consulté le 16 janvier 2021).
316. 1 2  (en) Felicity Barringer, « Libya Admits Culpability In Crash of Pan Am Plane » [« La Libye admet sa culpabilité dans l'écrasement de l'avion de Pan Am »], sur nytimes.com, The New York Times, 16 août 2003 (consulté le 16 janvier 2021).
317. ↑  (en) « Lockerbie lawyer says £200m fee is 'good value' », sur The Scotsman, 6 décembre 2003 (version du 29 septembre 2006 sur Internet Archive).
318. ↑  (en) BBC News, « US to renew full ties with Libya » [« Les États-Unis renouvellent leurs liens avec la Libye »], sur news.bbc.co.uk, 15 mai 2006 (consulté le 17 janvier 2021).
319. ↑  Le Monde, Agence France-Presse, Associated Press et Reuters, « Les Etats-Unis rétablissent leurs relations diplomatiques avec la Libye », sur lemonde.fr, 15 mai 2006 (consulté le 17 janvier 2021).
320. ↑  (en) « Lockerbie compensation was to 'buy peace': Libyan PM » [« La compensation de Lockerbie consistait à « acheter la paix » : Premier ministre libyen »], sur mobile.abc.net.au, ABC News (Australie), 24 février 2004 (consulté le 17 janvier 2021).
321. ↑  (en) Patrick E. Tyler, « Libyan Casts Doubt on Plane-Bombing Guilt, Ending Thaw for Now » [« La Libyenne jette un doute sur la culpabilité de l'attentat de l'avion et met fin au dégel pour le moment »], sur nytimes.com, The New York Times, 25 février 2004 (consulté le 17 janvier 2021).
322. ↑  (en) Agence France-Presse, « Libya ‘bought peace’ with Lockerbie » [« La Libye a « acheté la paix » avec Lockerbie »], sur aljazeera.com, Al Jazeera, 25 février 2004 (consulté le 17 janvier 2021).
323. ↑  (en) « Libya denies Lockerbie guilt » [« La Libye nie la culpabilité de Lockerbie »], sur smh.com.au, The Sydney Morning Herald, 25 février 2004 (consulté le 17 janvier 2021).
324. ↑  (en) Ewen MacAskill, « Libya repudiates PM's Lockerbie comments » [« La Libye rejète les propos du Premier ministre au sujet de Lockerbie »], sur theguardian.com, The Guardian, 26 février 2004 (consulté le 17 janvier 2021).
325. ↑  (en) Michael Howie, « Libyans want their £1.4bn payout back », sur The Scotsman, 28 juin 2007 (version du 26 février 2008 sur Internet Archive).
326. ↑  Le Figaro, « Seif el-Islam Kadhafi : « La Libye sera un pays heureux » », sur lefigaro.fr, 7 décembre 2007 (consulté le 17 janvier 2021).
327. ↑  (en) BBC News, « Libya to resolve claims with US » [« La Libye résout les réclamations avec les États-Unis »], sur news.bbc.co.uk, 31 mai 2008 (consulté le 17 janvier 2021).
328. 1 2  (en) BBC News, « US-Libya compensation deal sealed » [« L'accord d'indemnisation entre les États-Unis et la Libye scellé »], sur news.bbc.co.uk, 14 août 2008 (consulté le 17 janvier 2021).
329. ↑  Agence France-Presse, « Tripoli verse 1,5 milliard de dollars à un fonds d'indemnisation de victimes », sur france24.com, France 24, 31 octobre 2008 (consulté le 17 janvier 2021).
330. ↑  (en) Agence France-Presse, « Libya pays US $1.5b terrorism compensation » [« La Libye paie 1,5 milliard de dollars d'indemnisation pour terrorisme »], sur abc.net.au, ABC News (Australie), 1er novembre 2008 (consulté le 17 janvier 2021).
331. 1 2  (en) BBC News, « Libya compensates terror victims » [« La Libye indemnise les victimes du terrorisme »], sur news.bbc.co.uk, 31 octobre 2008 (consulté le 17 janvier 2021).
332. ↑  (en) Kirit Radia et Maddy Sauer, « Pan Am 103 Families Finally Compensated » [« Les familles du Pan Am 103 enfin indemnisées »], sur abcnews.go.com, ABC News, 31 octobre 2008 (consulté le 17 janvier 2021).
333. ↑  (en) President of the United States George W. Bush, Executive Order 13477 : Settlement of Claims Against Libya [« Décret exécutif 13477 : Règlement des réclamations contre la Libye »], vol. 73 (Documents présidentiels), Washington, The White House, coll. « Federal Register » (no 225), 31 octobre 2008, 2 p. (ISSN 0097-6326, OCLC 9524639, lire en ligne [PDF]).
334. ↑  (en) Associated Press, « Libya makes final payment to terror victims » [« La Libye effectue le paiement final pour les victimes du terrorisme »], sur nbcnews.com, NBC News, 31 octobre 2008 (consulté le 17 janvier 2021).
335. ↑  (en) « Libya pays $1.5 billion into fund for terror victims » [« La Libye verse 1,5 milliard de dollars dans un fonds pour les victimes du terrorisme »], sur nytimes.com, The New York Times, 31 octobre 2008 (consulté le 4 avril 2025).
336. ↑  (en) Transportation Security Administration, « 1979-1994: The Threat » [« 1979-1994 : La menace »] [PDF], sur tsa.gov, Département de la Sécurité intérieure des États-Unis (consulté le 24 avril 2025), p. 4-6.
337. ↑  Giebler 1992, p. 760.
338. ↑  Giebler 1992, p. 761-762.
339. ↑  (en) Denise Gellene, « Long After Lockerbie, Air Safety Still a Worry : Airlines: Despite improvements, security guards and conventional X-ray machines can still be fooled by the plastic explosive that blew up Pan Am Flight 103 » [« Bien après Lockerbie, la sûreté aérienne reste une préoccupation : Compagnies aériennes : Malgré des améliorations, les agents de sécurité et les machines à rayons X conventionnelles peuvent encore être trompés par l'explosif plastique qui a fait exploser le vol Pan Am 103 »], sur latimes.com, Los Angeles Times, 23 décembre 1990 (consulté le 24 avril 2025).
340. ↑  (en) Associated Press, « Better Aviation Security Is Legacy of Lockerbie » [« L'amélioration de la sûreté aérienne est l'héritage de Lockerbie »], sur latimes.com, Los Angeles Times, 21 décembre 1998 (consulté le 24 avril 2025).
341. ↑  Strantz 1990, p. 420.
342. ↑  Giebler 1992.
343. ↑  Giebler 1992, p. 794.
344. ↑  (en) Jack Adler, « New Rules to Toughen Airport Security Offer Protection for Travelers : Legislation: Spurred by Lockerbie bombing, federal bill calls for greater stringency in issuing ID badges and higher standards for airline screening personnel » [« De nouvelles règles visant à renforcer la sécurité dans les aéroports offrent une protection aux voyageurs : Législation : Suite à l'attentat de Lockerbie, un projet de loi fédéral appelle à une plus grande rigueur dans la délivrance des badges d'identification et à des normes plus strictes pour le personnel de contrôle des compagnies aériennes »], sur latimes.com, Los Angeles Times, 24 novembre 1991 (consulté le 24 avril 2025).
345. ↑  (en) Jonathan D. Salant, « Long After Lockerbie, Airlines Fly Through Safety Loopholes » [« Bien après Lockerbie, les compagnies aériennes volent encore avec des failles de sécurité »], sur archive.seattletimes.com, The Seattle Times, 25 novembre 1997 (consulté le 24 avril 2025).
346. 1 2  (en) David Schaper, « It Was Shoes On, No Boarding Pass Or ID. But Airport Security Forever Changed On 9/11 » [« Chaussures aux pieds, pas de carte d'embarquement ni de pièce d'identité. Mais la sécurité aéroportuaire a changé à jamais après le 11 septembre »], sur npr.org, National Public Radio, 10 septembre 2021 (consulté le 24 avril 2025).
347. ↑  (en) Matthew L. Wald, « A Nation Challenged: Airport Security; Screening of All Checked Airline Bags Is to Start Today, but Safety Concerns Remain » [« Une nation mise au défi : la sécurité dans les aéroports ; le contrôle de tous les bagages enregistrés doit commencer aujourd'hui, mais des inquiétudes subsistent quant à la sécurité »] , sur nytimes.com, The New York Times, 18 janvier 2002 (consulté le 24 avril 2025).
348. ↑  (en) Matthew L. Wald, « At Airports, New Watchdog Is Taking Over » [« Dans les aéroports, un nouveau veilleur prend le relais »] , sur nytimes.com, The New York Times, 27 janvier 2002 (consulté le 24 avril 2025).
349. ↑  (en) Christopher Marquis, « Threats and Responses: Airport Security; By Midnight, All Will Be Set For Screening Checked Bags » [« Menaces et réponses : Sécurité aéroportuaire ; d'ici minuit, tout sera prêt pour le contrôle des bagages enregistrés »] , sur nytimes.com, The New York Times, 31 décembre 2002 (consulté le 24 avril 2025).
350. ↑  « Après le 11/09, l'UE a harmonisé les contrôles dans ses aéroports », sur 20minutes.fr, 20 Minutes (France), 10 août 2006 (consulté le 24 avril 2025).
351. ↑  Parlement européen et Conseil de l'Union européenne, « Règlement (CE) n° 2320/2002 du Parlement européen et du Conseil du 16 décembre 2002 : relatif à l'instauration de règles communes dans le domaine de la sûreté de l'aviation civile » [PDF] (Journal officiel des Communautés européennes), sur eur-lex.europa.eu, Bruxelles, Office des publications officielles des Communautés européennes, 30 décembre 2002.
352. 1 2 3  (en) Andy Ash, « The rise and fall of Pan Am » [« L'ascension et la chute de Pan Am »], sur businessinsider.com, Business Insider, 19 février 2020 (consulté le 17 janvier 2021).
353. 1 2  (en) [vidéo] Bright Sun Films, « Bankrupt - Pan Am », sur YouTube, 13 avril 2018.
354. ↑  (en) Dennis Hevesi, « Hijacking in Karachi; F.A.A Distributed Recent Terror Alert; Found Airport Safe », sur nytimes.com, The New York Times, 6 septembre 1986 (consulté le 6 janvier 2021).
355. ↑  (en) Reginald Stuart, « Pan Am Ads Touting Security Plan Stir A Debate » [« Les publicités de Pan Am vantant son plan de sécurité suscitent un débat »] , sur nytimes.com, The New York Times, 10 juin 1986 (consulté le 2 avril 2025).
356. ↑  (en) Agis Salpukas, « Pan Am Plans Sale Of Pacific Routes To United Airlines » [« La Pan Am prévoit la vente de ses routes du Pacifique à United Airlines »], sur nytimes.com, The New York Times, 23 avril 1985 (consulté le 6 février 2021).
357. ↑  (en) Martha M. Hamilton, « Pan Am Files For Bankruptcy » [« Pan Am dépose une faillite »], sur archive.vn, The Washington Post, 9 janvier 1991 (consulté le 17 janvier 2021).
358. ↑  (en) Agis Salpukas, « Bankruptcy Petition Is Filed by Pan Am To Get New Loans » [« Une requête en faillite est déposée par la Pan Am pour obtenir de nouveaux prêts »], sur nytimes.com, The New York Times, 9 janvier 1991 (consulté le 17 janvier 2021).
359. ↑  Stéphanie Meyniel, « Le 4 décembre 1991 dans le ciel : Pan-Am ne volera plus ! », sur air-journal.fr, Air Journal, 4 décembre 2010 (consulté le 17 janvier 2021).
360. ↑  (en) Jesus Sanchez, « Pan Am Ceases Operations After 64 Years in Sky » [« Pan Am cesse ses activités après 64 années dans le ciel »], sur latimes.com, Los Angeles Times, 5 décembre 1991 (consulté le 26 janvier 2021).
361. ↑  (en) Associated Press, « Pan Am goes belly up, as Delta crashes deal », The Bulletin, 4 décembre 1991 (consulté le 18 janvier 2021).
362. ↑  (en) Sumit Singh, « The Rise & Fall Of Pan Am » [« La montée et la chute de Pan Am »], sur simpleflying.com, Simple Flying, 12 avril 2020 (consulté le 17 janvier 2021).
363. 1 2 3  (en) BBC News, « Lockerbie wreckage parts returned to Scotland » [« Les pièces de l'épave de Lockerbie sont retournées en Écosse »], sur bbc.com, 25 avril 2013 (consulté le 18 janvier 2021).
364. 1 2  (en) David Cowan, « Lockerbie wreckage moved to US for bombing trial » [« Les débris de Lockerbie transférés aux États-Unis pour le procès de l'attentat »], sur bbc.com, BBC, 9 décembre 2024 (consulté le 20 avril 2025).
365. ↑  (en) Dan Hall, « Aerial photos reveal Lockerbie plane wreckage lying forgotten in scrapyard 30 years after UK’s worst terror attack » [« Des photos aériennes révèlent l'épave de l'avion de Lockerbie oubliée dans une casse 30 ans après la pire attaque terroriste du Royaume-Uni »], sur thescottishsun.co.uk, The Scottish Sun, 3 décembre 2018 (consulté le 18 janvier 2021).
366. ↑  (en) Duncan Gibbons, « Lockerbie: Wreck of Pan Am flight 103 rots in secret scrapyard » [« Lockerbie : l'épave du vol 103 de la Pan Am pourrit dans une casse secrète »], sur coventrytelegraph.net, Coventry Telegraph, 19 décembre 2018 (consulté le 18 janvier 2021).
367. ↑  (en) Jo Riley et Rory Cassidy, « Lockerbie plane wreckage still lying in scrapyard 36 years after disaster » [« L'épave de l'avion de Lockerbie repose toujours dans une casse, 36 ans après la tragédie »], sur dailyrecord.co.uk, Daily Record, 2 janvier 2025 (consulté le 20 avril 2025).
368. 1 2  (en) « Pan Am Flight 103 Memorial (Lockerbie Memorial Cairn) », sur arlingtoncemetery.mil, Arlington National Cemetery (consulté le 18 janvier 2021).
369. 1 2  (en) Suse Lowenstein, « Dark Elegy », sur darkelegy103.com (consulté le 18 janvier 2021).
370. 1 2  (en) Associated Press, « NY Sculptor Seeks Home For Tribute To Victims Of Pan Am Flight 103 Terror Bombing » [« Une sculptrice de New York cherche chez lui un hommage aux victimes de l'attentat terroriste du vol 103 de la Pan Am »], sur newyork.cbslocal.com, WCBS-TV, 30 octobre 2011 (consulté le 18 janvier 2021).
371. ↑  (en) Faith Karimi, « Her son died in the deadliest terror attack on a plane before 9/11. She created a massive group sculpture of grieving mothers » [« Son fils est mort dans l’attentat terroriste le plus meurtrier jamais perpétré contre un avion avant le 11 septembre. Elle a créé une immense sculpture collective représentant des mères en deuil »], sur edition.cnn.com, CNN, 23 février 2025 (consulté le 19 avril 2025).
372. 1 2  (en) « Pan Am Flight 103 Memorial Dedication », sur c-span.org, C-Span, 3 novembre 1995 (consulté le 18 janvier 2021).
373. 1 2  (en) Lan Nguyen, « Remembering Flight 103 » [« Se souvenir du vol 103 »], sur archive.vn, The Washington Post, 4 novembre 1995 (consulté le 18 janvier 2021).
374. 1 2  (en) Syracuse University, « Remembrance », sur remembrance.syr.edu (consulté le 18 janvier 2021).
375. ↑  (en) Syracuse University, « Events » [« Événements »], sur remembrance.syr.edu (consulté le 18 janvier 2021).
376. ↑  (en) [vidéo] « Remembrance Week at Syracuse University », sur YouTube, 10 novembre 2009.
377. ↑  (en) WSTM-TV, « SU holds remembrance ceremony for 31st anniversary of bombing of Pan Am Flight 103 » [« La SU organise une cérémonie commémorative du 31e anniversaire de l'attentat à la bombe du vol Pan Am 103 »], sur cnycentral.com, 21 décembre 2019 (consulté le 18 janvier 2021).
378. ↑  (en) Harrison Grubb, « SU Remembers Pan Am 103 Victims Amid New Charges » [« L'Université de Syracuse se souvient des victimes de la Pan Am 103 au milieu de nouvelles accusations »], sur spectrumlocalnews.com, Spectrum News, 21 décembre 2020 (consulté le 18 janvier 2021).
379. ↑  (en) Lockerbie Academy, « Syracuse Scholarship » [« Bourse de Syracuse »], sur lockerbieacademy.dumgal.sch.uk (consulté le 18 janvier 2021).
380. ↑  (en) Stephen Temlett, « Lockerbie Academy pupils set to jet off to Syracuse University for annual scholarship » [« Les élèves de la Lockerbie Academy partent pour l'université de Syracuse pour une bourse annuelle »], sur dailyrecord.co.uk, Daily Record, 14 août 2020 (consulté le 18 janvier 2021).
381. 1 2  (en) Syracuse University, « Become a Remembrance Scholar » [« Devenez un boursier du souvenir »], sur remembrance.syr.edu (consulté le 18 janvier 2021).
382. ↑  (en) Eric Hughes, « SU awards 35 seniors with scholarships in honor of Pan Am Flight 103 victims » [« L'université de Syracuse décerne des bourses à 35 personnes en dernière année d'études en l'honneur des victimes du vol Pan Am 103 »], sur dailyorange.com, The Daily Orange, 29 août 2006 (consulté le 18 janvier 2021).
383. ↑  (en) Tom Magnarelli, « SU students honor 1988 Lockerbie bombing victims: ‘It feels like they are right behind us’ » [« Les étudiants de l'université de Syracuse honorent les victimes de l'attentat de Lockerbie en 1988 : « On a l'impression qu'ils sont juste derrière nous » »], sur wrvo.org, 25 octobre 2017 (consulté le 18 janvier 2021).
384. ↑  (en) « CitrusTV Speaks to the 2020-2021 Remembrance Scholars » [« CitrusTV s'adresse aux boursiers du Souvenir 2020-2021 »], sur citrustv.com, CitrusTV, 21 décembre 2020 (consulté le 18 janvier 2021).
385. ↑  (en) Scott Hauser, « Lessons of Lockerbie », Rochester Review, University of Rochester,‎ novembre 2013 (ISSN 2160-2689, OCLC 705374168, lire en ligne).
386. ↑  (en) Jeanne Griffith, « Cornell professorship funded by $3.8 million Libyan payment for student killed in Lockerbie bombing » [« Une chaire universitaire de Cornell financé par un paiement de 3,8 millions de dollars libyens pour un étudiant tué dans l'attentat de Lockerbie »], sur news.cornell.edu, Cornell University, 20 décembre 2005 (consulté le 18 janvier 2021).
387. 1 2  (en) Carol Comegno, « Families gather to remember Lockerbie bombing victims » [« Des familles se rassemblent pour se souvenir des victimes de l'attentat de Lockerbie »], sur eu.courierpostonline.com, Courier-Post, 22 décembre 2013 (consulté le 20 janvier 2021).
388. ↑  (en) [vidéo] Federal Bureau of Investigation, « Memorial Held for Victims of Pan Am 103 Bombing », sur YouTube, 22 décembre 2018.
389. ↑  (en) [vidéo] Arlington National Cemetery, « Pan Am Flight 103 Memorial Service at Arlington National Cemetery », sur YouTube, 22 décembre 2015.
390. 1 2  (en) Federal Bureau of Investigation, « Pan Am 103, Dryfesdale Cemetery Memorial, Lockerbie », sur fbi.gov (consulté le 18 janvier 2021).
391. 1 2  (en) BBC News, « Lockerbie bombing: Services mark 25th anniversary » [« Attentat de Lockerbie : un service commémoratif célèbre le 25e anniversaire »], sur bbc.com, 21 décembre 2013 (consulté le 18 janvier 2021).
392. ↑  (en) « Tundergarth Church », sur relevantsearchscotland.co.uk (consulté le 18 janvier 2021).
393. 1 2  (en) « Pan Am Flight 103: The Legacies of Lockerbie » [« Vol Pan Am 103 : L'héritage de Lockerbie »], sur legacy.com, 21 décembre 2013 (consulté le 18 janvier 2021).
394. ↑  (en) « Sherwood Crescent memorial garden » [« Jardin commémoratif de Sherwood Crescent »], sur geograph.org.uk (consulté le 18 janvier 2021).
395. 1 2  (en) James Hookway, « In Lockerbie, Downing of Pan Am Flight 103 Still Casts a Long Shadow » [« À Lockerbie, la chute du vol 103 de la Pan Am jette toujours une longue ombre »], sur wsj.com, The Wall Street Journal, 18 décembre 2020 (consulté le 18 janvier 2021).
396. ↑  (en) Libby Brooks, « ‘You don’t see the trauma until suddenly you do’: Lockerbie bombing’s lasting impact on a ‘normal little town’ » [« « On ne perçoit pas le traumatisme… jusqu’à ce qu’il vous saute soudain aux yeux » : l’impact durable de l’attentat de Lockerbie sur une « petite ville ordinaire » »], sur theguardian.com, The Guardian, 16 février 2025 (consulté le 20 avril 2025).
397. ↑  (en) [vidéo] Sneinton International, « Lockerbie air disaster 25 years Plane crash site & Memorial garden », sur YouTube, 20 décembre 2013.
398. 1 2  (en) Nick Cohen, « Film claims stir Lockerbie row » [« Les revendications du film agitent les proches de Lockerbie »], sur independent.co.uk, The Independent, 6 février 1994 (consulté le 23 avril 2025).
399. 1 2  (en) BBC, « The Conspiracy Files : Lockerbie », sur bbc.co.uk (consulté le 17 janvier 2021).
400. 1 2  (en) BBC News, « Lockerbie evidence not disclosed » [« Des preuves de Lockerbie n'ont pas été divulguées »], sur news.bbc.co.uk, 28 août 2008 (consulté le 17 janvier 2021).
401. ↑  (en) Ken Dornstein et al., « My Brother’s Bomber », sur pbs.org, Public Broadcasting Service, 2015 (consulté le 17 janvier 2021).
402. 1 2  (en) Noel King, « Filmmaker Details Investigation That Identified Alleged Pan Am Flight 103 Bomb-Maker » [« Un cinéaste détaille une enquête qui a identifié un prétendu fabricant de bombes du vol Pan Am 103 »], sur npr.org, National Public Radio, 24 décembre 2020 (consulté le 17 janvier 2021).
403. 1 2 3  (en) Priyanka Boghani et Patrice Taddonio, « U.S. Charges New Lockerbie Suspect After FRONTLINE Filmmaker Helped Connect the Dots » [« Les États-Unis accusent un nouveau suspect de Lockerbie après que le cinéaste de Frontline ait aidé à relier les points »], sur pbs.org, Public Broadcasting Service, 17 décembre 2020 (consulté le 17 janvier 2021).
404. ↑  (en) Ken Dornstein et al., « My Brothers's Bomber : The Libya Dossier », sur pbs.org, Public Broadcasting Service (consulté le 27 janvier 2021).
405. ↑  (en) Ken Dornstein et al., « Said Rashid: The Qaddafi Loyalist » [« Said Rashid : le loyaliste de Kadhafi »], sur pbs.org, Public Broadcasting Service (version du 13 juin 2024 sur Internet Archive).
406. ↑  (en) Ken Dornstein et al., « Abdullah Senussi: The Spy Chef » [« Abdallah Senoussi : l'espion en chef »], sur pbs.org, Public Broadcasting Service (version du 13 juin 2024 sur Internet Archive).
407. ↑  (en) Ken Dornstein et al., « Ezzedine Hinshiri: The Engineer » [« Ezzedine Hinshiri : l'ingénieur »], sur pbs.org, Public Broadcasting Service (version du 13 juin 2024 sur Internet Archive).
408. ↑  (en) Ken Dornstein et al., « Nassr Ashur: The Explosives Supplier » [« Nassr Ashur : le fournisseur d'explosifs »], sur pbs.org, Public Broadcasting Service (version du 13 juin 2024 sur Internet Archive).
409. ↑  (en) Associated Press et al., « A filmmaker’s quest to ID men behind Lockerbie bombing » [« La quête d’un cinéaste pour identifier les hommes derrière l’attentat de Lockerbie »], sur latimes.com, Los Angeles Times, 16 octobre 2015 (consulté le 19 janvier 2021).
410. ↑  (en) Ken Dornstein et al., « Abu Agela: The Bomb Expert » [« Abu Agela : l'expert en explosifs »], sur pbs.org, Public Broadcasting Service (version du 13 juin 2024 sur Internet Archive).
411. ↑  (en) Katie Benner et Adam Goldman, « U.S. Said to Be Near Charges for Another Suspect in 1988 Lockerbie Bombing » [« Les États-Unis ont déclaré être sur le point d'accuser un autre suspect dans l'attentat de Lockerbie en 1988 »], sur nytimes.com, The New York Times, 16 décembre 2020 (consulté le 17 janvier 2021).
412. ↑  (en) Internet Movie Database, « The Tragedy of Flight 103: The Inside Story », sur imdb.com, 1990.
413. ↑  (en) Internet Movie Database, « Lockerbie: A Night Remembered », sur imdb.com, 1998.
414. ↑  (en) « New evidence casts doubt in Lockerbie case » [« De nouveaux éléments remettent en question l’affaire de Lockerbie »], sur aljazeera.com, Al Jazeera, 27 février 2012 (consulté le 23 avril 2025).
415. ↑  (en) BBC, « Living with Lockerbie », sur bbc.co.uk, 27 décembre 2013 (consulté le 17 janvier 2021).
416. ↑  (en) Internet Movie Database, « The Lockerbie Bombing », sur imdb.com, 2013.
417. ↑  (en) « Lockerbie: Terror at 31,000 Feet », sur channel5.com, Channel 5 (version du 18 décembre 2020 sur Internet Archive).
418. ↑  (en) Internet Movie Database, « Since: The Bombing of Pan Am Flight 103 », sur imdb.com (consulté le 17 janvier 2021).
419. ↑  (en) Lucy Mangan, « Lockerbie: The Unheard Voices review – the profound suffering endures » [« Avis sur « Lockerbie : les voix restées inaudibles » – la souffrance profonde perdure »], sur theguardian.com, The Guardian, 4 décembre 2018 (consulté le 23 avril 2025).
420. ↑  (en) Jill Campbell, « Seat 20D », sur seat20d.com (consulté le 17 janvier 2021).
421. ↑  (en) Stefan, « “SEAT 20D” – A New Documentary », sur montauksun.com, 27 octobre 2020 (consulté le 17 janvier 2021).
422. ↑  (en) Internet Movie Database, « After the Sky Fell on Lockerbie », sur imdb.com, 2023.
423. ↑  (en) BBC, « BBC to share personal stories of Lockerbie victims in new documentary Lockerbie: Our Story » [« La BBC partagera les témoignages personnels des victimes de Lockerbie dans un nouveau documentaire intitulé « Lockerbie : Notre histoire » »], sur bbc.com, 6 février 2025 (consulté le 23 avril 2025).
424. ↑  (en) Internet Movie Database, « "Dangers dans le ciel" Lockerbie Disaster (TV Episode 2009) », sur imdb.com (consulté le 17 janvier 2021).
425. ↑  (en) Max Goldbart, « CNN Picks Up Sky Doc Series About Lockerbie Disaster From Louis Theroux’s Mindhouse » [« CNN rattrape la série documentaire de Sky sur la catastrophe de Lockerbie, produite par Mindhouse, de Louis Theroux »], sur deadline.com, Deadline Hollywood, 3 juin 2024 (consulté le 26 mars 2025).
426. ↑  (en) Calum Marsh, « In ‘Lockerbie: A Search for Truth,’ Colin Firth Wants Answers » [« Dans « Lockerbie : À la recherche de la vérité », Colin Firth veut des réponses »] , sur nytimes.com, The New York Times, 7 janvier 2025 (consulté le 26 mars 2025).
427. ↑  Arnaud Combe, « La BBC et Netflix joignent leurs forces pour produire une série sur l’attentat de Lockerbie », sur lesinrocks.com, Les Inrockuptibles, 1er août 2023 (consulté le 4 juin 2025).
428. ↑  « The Last Photograph (2017) », sur themoviedb.org, The Movie Database (consulté le 26 avril 2021).
429. ↑  (en) Herald Magazine, « Film: The Last Photograph tackles the emotional aftermath of the Lockerbie bombing » [« Film : The Last Photograph s'attaque aux séquelles émotionnelles de l'attentat de Lockerbie »], sur heraldscotland.com, The Herald, 24 avril 2021 (consulté le 26 avril 2021).
430. ↑  (en) Kevin Maher, « The Last Photograph review — return to Lockerbie in the tale of a grief-stricken parent » [« Critique The Last Photograph – Retournez à Lockerbie dans l'histoire d'un parent affligé de chagrin »], sur thetimes.co.uk, The Times, 23 avril 2021 (consulté le 26 avril 2021).
431. ↑  (en) Susan Cohen et Daniel Cohen, Pan Am 103: The Bombing, the Betrayals, and the Bereaved Family's Search for Justice, New York, Signet Books, 2001, 310 p. (ISBN 0-451-20270-8).
432. ↑  (en) John Ashton et Ian Ferguson, Cover Up of Convenience: The Hidden Scandal of Lockerbie, Edinburgh, Mainstream Publishing, 2001, 400 p. (ISBN 978-1-840-18389-4).
433. ↑  (en) John Ashton, Megrahi: You Are My Jury : The Lockerbie Evidence, Édimbourg, Birlinn Limited, 2012, xi-497 (ISBN 978-1-78027-015-9).
434. ↑  (en) John Ashton, Scotland's Shame: Why Lockerbie Still Matters, Edinburgh, Birlinn, 2013, 160 p. (ISBN 978-1-780-27167-5).
435. ↑  (en) Richard A. Marquise, Scotbom : Evidence and the Lockerbie Investigation, New York, Algora Publishing, 1er octobre 2006, xiv-250 (ISBN 978-0-87586-450-1).
436. ↑  (en) John Crawford, The Lockerbie Incident : A Detective's Tale, Victoria, Trafford Publishing, 2006 (1re éd. 2002), 351 p. (ISBN 978-1-55369-806-7).
437. ↑  (en) Ken Dornstein, The Boy Who Fell Out of the Sky : A True Story, Londres, Sceptre (Hodder & Stoughton), 12 juin 2007, 368 p. (ISBN 978-0-340-89968-7).
438. ↑  (en) Helen Engelhardt, The Longest Night : A Personal History of Pan Am 103, Midsummer Sound Company, LLC, 1er juin 2013, 262 p. (ISBN 978-0-9851138-5-8).
439. ↑  (en) Kenny MacAskill, The Lockerbie Bombing : The Search for Justice, Londres, Biteback Publishing, 28 mars 2017, 323 p. (ISBN 978-1-78590-072-3).
440. ↑  (en) Jim Swire et Peter Biddulph, The Lockerbie Bombing : A Father's Search for Justice, Birlinn Ltd, 6 mai 2021, 272 p. (ISBN 978-1-78027-648-9).

#### Air Accidents Investigation Branch (AAIB)
- (en) Air Accidents Investigation Branch, Report on the accident to Boeing 747-121, N739PA at Lockerbie, Dumfriesshire, Scotland on 21 December 1988 [« Rapport sur l'accident du Boeing 747-121, N739PA à Lockerbie, Dumfriesshire, Écosse, le 21 décembre 1988 »], Londres, Department of Transport, Her Majesty's Stationery Office (HMSO), coll. « Aircraft accident reports » (no 2/90), 6 août 1990, 163 p. (ISBN 978-0-11-550981-0, OCLC 1107139118, lire en ligne [PDF]).

#### Commission présidentielle sur la sûreté aérienne et le terrorisme (PCAST)
- (en) Ann McLaughlin Korologos, Frank Lautenberg, Alfonse D'Amato, James Oberstar, John Paul Hammerschmidt, Edward Hidalgo et Thomas C. Richards, Report of the President's commission on aviation security and terrorism : A comprehensive study and appraisal of practices and policy options with respect to preventing terrorist acts involving aviation [« Rapport de la commission présidentielle sur la sûreté aérienne et le terrorisme : Une étude approfondie et une évaluation des pratiques et des options politiques en matière de prévention des actes terroristes impliquant l'aviation »] (Rapport au Président des États-Unis George H. W. Bush), Washington, United States Government Publishing Office, 15 mai 1990, 182 p. (OCLC 29650716, lire en ligne [PDF]).

#### Tribunal écossais aux Pays-Bas
Procès (2001)
- (en) Lord Sutherland, Lord Coulsfield et Lord Maclean, In The High Court of Justiciary at Camp Zeist : Her Majesty's Advocate v. Abdelbaset Ali Mohmed Al Megrahi and Al Amin Khalifa Fhimah, Prisoners in the Prison of Zeist, Camp Zeist (Kamp van Zeist), The Netherlands [« Devant la Haute Cour de justice à Camp Zeist : L'avocat de Sa Majesté c. Abdelbaset Ali Mohmed Al Megrahi et Al Amin Khalifa Fhimah, prisonniers de la prison de Zeist, Camp Zeist (Kamp van Zeist), Pays-Bas »] (dossier no 1475/99), Camp Zeist, High Court of Justiciary, 31 janvier 2001, 82 p. (OCLC 45854429, lire en ligne [PDF]).

Appel (2002)
- (en) Lord Cullen (Lord Justice-General), Lord Kirkwood, Lord Osborne, Lord Macfadyen et Lord Nimmo Smith, Appeal Court, High Court of Justiciary : Appeal Against Conviction of Abdelbaset Ali Mohmed Al Megrahi [« Cour d'appel, Haute Cour de justice : Appel contre la condamnation d'Abdelbaset Ali Mohmed Al Megrahi »] (appel no C104/01), Camp Zeist, High Court of Justiciary, 14 mars 2002, 200 p. (lire en ligne [PDF]).

### Lectures complémentaires
- (en) Nancy Jean Strantz, « Aviation Security and Pan Am Flight 103: What Have We Learned? » [« Sécurité aérienne et vol Pan Am 103 : qu'avons-nous appris ? »], Journal of Air Law and Commerce, Université méthodiste du Sud, vol. 56, no 2,‎ 1990, p. 413-489 (lire en ligne [PDF]). .
- (en) Wendy Giebler, « Reclaiming the Skies from Terrorism: The Aviation Security Improvement Act of 1990 » [« Reprendre le contrôle du ciel sur le terrorisme : la loi de 1990 sur l'amélioration de la sûreté aérienne »], Seton Hall Journal of Legislation and Public Policy, vol. 16, no 2,‎ 1992, p. 757-813 (lire en ligne [PDF]).
- (en) Roy Rowan, « Pan Am 103 Why Did They Die? » [« Pan Am 103 : Pourquoi sont-ils morts ? »], sur content.time.com, Time (magazine), 27 avril 1992 (consulté le 18 janvier 2021).
- (en) Committee on Foreign Affairs House of Representatives, U.S. Policy in the Aftermath of the Bombing of Pan Am 103 [« Politique américaine à la suite de l'attentat de la Pan Am 103 »], Washington, United States Government Publishing Office, 28 juillet 1994, iii-195 (ISBN 978-0-16-046046-3, OCLC 968364101, lire en ligne).
- (en) Paul Foot, « Lockerbie : The Flight From Justice » [« Lockerbie : La fuite de la justice »], Private Eye, London, Pressdram Ltd,‎ mai 2001, p. 1-31 (ISSN 0032-888X, OCLC 47985007, lire en ligne [PDF]).
- (en) Ken Dornstein et al., « My Brothers's Bomber : The Libya Dossier », sur pbs.org, Public Broadcasting Service, 2015 (consulté le 27 janvier 2021).
- (en) Craig Williams, Nichola Rutherford, Paul Hastie et al., « Lockerbie : The town scarred by Pan Am flight 103 » [« Lockerbie : La ville marquée par le vol Pan Am 103 »], sur bbc.co.uk, BBC News, 13 décembre 2018 (consulté le 6 janvier 2021).
- (en) Central Intelligence Agency, « Exhibits : Terrorist Bombing of Pan Am Flight 103 », sur cia.gov (consulté le 27 janvier 2021).

### Ouvrages
- (en) David Johnston, Lockerbie : The Real Story, Londres, Bloomsbury Publishing, 1989, 246 p. (ISBN 978-0-7475-0487-0).
- (en) Steven Emerson et Brian Duffy, The Fall of Pan Am 103 : A Story of Terrorism in the Twentieth Century: Inside the Lockerbie Investigation, Londres, Futura Publishing, 1990, 351 p. (ISBN 978-0-399-13521-7).
- (en) David Leppard, On the Trail of Terror : Inside Story of the Lockerbie Investigation, Londres, Jonathan Cape, 1991, 230 p. (ISBN 978-0-224-03030-4).
- (en) Matthew Cox et Tom Foster, Their Darkest Day: Tragedy of Pan Am 103 and Its Legacy of Hope, Londres, Arrow Books Ltd, 1992, xiii-286 (ISBN 978-0-09-920651-4).
- (en) Joan Deppa et Maria Russell, The Media and Disasters : Pan Am 103, New York, New York University Press, 1994, vi-346 (ISBN 978-0-8147-1857-5).
- (en) Donald Goddard et Lester K. Coleman, Trail of the Octopus : Behind the Lockerbie Disaster, Londres, Signet Books, 1994 (réimpr. 2009), ix-486 (ISBN 978-0-451-18184-8).
- (en) William C. Chasey, Pan Am 103 : The Lockerbie Cover-Up, Carson City, Bridger House Publications Inc., 1995, xii-383 (ISBN 978-0-9640104-1-3).
- (en) Susan Cohen et Daniel Cohen, Pan Am 103: The Bombing, the Betrayals, and the Bereaved Family's Search for Justice, New York, Signet Books, 2001, 310 p. (ISBN 978-0-451-20270-3).
- (en) John Ashton et Ian Ferguson, Cover Up of Convenience: The Hidden Scandal of Lockerbie, Edinburgh, Mainstream Publishing, 2001, 400 p. (ISBN 978-1-840-18389-4).
- (en) Allan Gerson et Jerry Adler, The Price of Terror : One bomb. One plane. 270 Lives. The History-Making Struggle for Justice After Pan Am 103, New York, HarperCollins, 2001, xiv-322 (ISBN 978-0-06-019761-2).
- (en) Deborah Brevoort, The Women of Lockerbie, New York, Dramatists Play Service, 2005, 107 p. (ISBN 978-0-8222-2079-4).
- (en) John Crawford, The Lockerbie Incident : A Detective's Tale, Victoria, Trafford Publishing, 2006 (1re éd. 2002), 351 p. (ISBN 978-1-55369-806-7).
- (en) Richard A. Marquise, Scotbom : Evidence and the Lockerbie Investigation, New York, Algora Publishing, 2006, xiv-250 (ISBN 978-0-87586-450-1).
- (en) Allistair Fitzgerald, Air Crash Investigations : Lockerbie, The Bombing of Pan Am Flight 103, Lexington, Mabuhay Publishing, 2006, 282 p. (ISBN 978-0-557-72932-6).
- (en) Ken Dornstein, The Boy Who Fell Out of the Sky : A True Story, Londres, Sceptre (Hodder & Stoughton), 2007, 368 p. (ISBN 978-0-340-89968-7).
- (en) John Ashton, Megrahi: You Are My Jury : The Lockerbie Evidence, Édimbourg, Birlinn Limited, 2012, xi-497 (ISBN 978-1-78027-015-9).
- (en) Helen Engelhardt, The Longest Night : A Personal History of Pan Am 103, Midsummer Sound Company, LLC, 2013, 262 p. (ISBN 978-0-9851138-5-8).
- (en) John Ashton, Scotland's Shame: Why Lockerbie Still Matters, Edinburgh, Birlinn, 2013, 160 p. (ISBN 978-1-780-27167-5).
- (en) Morag G. Kerr, Adequately Explained by Stupidity? : Lockerbie, luggage and lies, Kibworth Beauchamp, Matador, 2013, x-320 (ISBN 978-1-78306-250-8).
- (en) Kenny MacAskill, The Lockerbie Bombing : The Search for Justice, Londres, Biteback Publishing, 2017, 323 p. (ISBN 978-1-78590-072-3).
- (en) Douglas Boyd, Lockerbie : The Truth, Stroud (Gloucestershire), The History Press, 2018, 252 p. (ISBN 978-0-7509-8965-7).
- (en) Jim Swire et Peter Biddulph, The Lockerbie Bombing : A Father's Search for Justice, Birlinn Ltd, 2021, 272 p. (ISBN 978-1-78027-648-9).

### Vidéos
- (en) [vidéo] « Lockerbie - December 21st 1988 Newsflashes & Special Report », sur YouTube.
- [vidéo] Institut national de l'audiovisuel, « 20h Antenne 2 du 22 décembre 1988 - Explosion du Vol 103 Pan Am à Lockerbie », sur YouTube.
- (en) [vidéo] BBC Newsnight, « ARCHIVE: Lockerbie Bombing 1988 », sur YouTube.
- (en) [vidéo] « Pan Am 103 Bombing (Lockerbie), CNN Coverage, December 1988 », sur YouTube.
- (en) [vidéo] Associated Press, « President Ronald Reagan comments on PAN AM 103 plane crash that carried some Americans », sur YouTube, 23 décembre 1988.
- (en) [vidéo] CNN, « A look back at Lockerbie plane bombing », sur YouTube, 20 mai 2012.
- (en) [vidéo] Carnegie Council for Ethics in International Affairs, « Kenny MacAskill: The Lockerbie Bombing: The Search for Justice », sur YouTube, 23 mars 2017.
- (en) [vidéo] FBI, « Remembering Pan Am Flight 103: 30 Years Later », sur YouTube, 14 décembre 2018.
- (en) [vidéo] STV News, « Lockerbie: 30 Years On », sur YouTube, 20 décembre 2018.
- (en) [vidéo] NBC News, « Families Of Pan Am Flight 103 Victims Speak Out After New Charges Announced », sur YouTube, 21 décembre 2020.